# العمارة في فلسطين
تُشكّل العمارة في فلسطين جزءًا مهمًا من التراث الثقافي للشعب الفلسطيني. وتُشير إلى طُرُز متعددة من الفن المعماري التقليدي والمعاصر في فلسطين التاريخيّة عبر فترات زمنيّة مختلفة. وتُعتبر العمارة المحليّة في فلسطين جزءًا من العمارة العربيّة والمتوسطيّة والإسلاميّة المحيطة، حيث أن هناك تشابهًا في استخدام العناصر والتفاصيل ومواد البناء مع أجزاء أخرى من بلاد الشام.
تمتلك فلسطين أسلوبًا معماريًا واسعًا ومتنوعًا لا يمكن تصنيفه ببساطة وفقًا للفترات التاريخيّة فحسب، وإنمّا حسب طبيعة المواد المُستخدمة أيضًا. ويرجع ذلك إلى أن هذه العمارة غنيّة بموروثها من المباني والمفردات المعماريّة، بالإضافة إلى دور العديد من الدول التي حكمت البلاد واحتلّتها، حيث امتزج الطابع المحلي مع الأجنبي. ولقد أسهم المعماريّون وبنّاؤو الحجر والحرفيّون الفلسطينيّون على مر العقود الماضيّة في تشكيل هويّة وطابع العمارة الفلسطينيّة. وساهموا أيضًا في عدد كبير من مشاريع الدول المجاورة والمهجر، حيث نقلوا معهم أسلوب العمارة في فلسطين، في حين تأثروا بالأسلوب المعماري لتلك المناطق أيضًا.
يُعتبر الحجر الطبيعي مادة البناء الرئيسيّة في فلسطين، كما يُعتبر حجر القدس أحد الأنواع الشائعة منه في المنطقة. وينافس الحجر الفلسطيني نظيره الأوروبي عالميًا، ويتمتع بسمعة كبيرة ورائدة في العالم، وله علامات تجارية مُسجلَة بأسماء مدن فلسطينيّة مثل القدس، وتفّوح، وجنين. لقد استخدم الفلسطينيّون الحجر في البناء لمنظره المميَز، ولمرونته الكبيرة في التلاعب بالكتل، وإمكانيّة التنويع في اللون والنوع، كما أن الأبنية المُشيَدة بالحجر تمتاز بطول العمر وقلة الحاجة إلى الصيانة والقدرة العالية على العزل الحراري صيفًا وشتاءً.
يوجد في فلسطين التاريخية 13 موقعًا مسجلاً على قائمة التراث العالمي (حتى تموز/ يوليو 2017)، منها 4 مواقع في الضفة الغربية والقدس الشرقية، بالإضافة إلى 9 مواقع داخل إسرائيل.

## نظرة عامة
لقد جاء المشهد المعماري الفلسطيني نتيجة عملية تراكميّة طويلة الأمد تعرضت لتأثيرات كثيرة قادمة من محيطها الإقليمي والعالمي، بحيث أصبحت العمارة الفلسطينيّة جزءًا من المشهد المعماري العربي والإسلامي والمتوسطي وحتى العالمي. فلقد كانت فلسطين جزءًا من سوريا الكبرى، بينما نشأت قضية فلسطين بعد النكبة بعد أن كانت عروبيّة المنشأ والهويّة والانتماء، كما يرى بعض المؤرخين والمعماريين أن الصحيح هو استخدام مصطلح العمارة في فلسطين وليس العمارة الفلسطينيّة. ولقد ميّز المؤرخون وعلماء الآثار بين عمارة الشعب الفلسطيني المستمرة منذ آلاف السنين حتى اليوم، وبين العمارة التي ظهرت في الداخل الفلسطيني، والتي ظهرت في عام 1948 أو قبله بأعوام قليلة. حيث وصف الأخيرةَ عالمُ الآثار المُختص بالعمارة الإسلاميّة أندريو بيترسن بأنها عمارة أجنبيّة جلبها مجموعة كبيرة من المهاجرين إلى المنطقة.

## النسيج الحضري
تتميز فلسطين بخصوصيّة في تخطيط المدن، حيث أن المناطق التي يُسمح بالبناء فيها مناطق محدودة، وبالتالي تتركز المباني في بؤر كثيفة وأخرى خالية إلاّ من بعض المباني القليلة، مما يخلق مشاكل تخطيطيّة وتحديّات تصميمية، مثل اكتظاظ المباني وارتفاعها وعدم استقامة الشوارع وضيقها. إن لمدن فلسطين هويّة معماريّة متناقضة بين الطابع التراثي العربي القديم والطابع الحداثي الغربي الذي أتى به الغرب. العمارة الفلسطينيّة التقليديّة مشابهة لأسلوب العمارة في المدن الشاميّة. إن الأسلوب المعماري الفلسطيني في المدن بعد حرب 1948 يختلف عن العهد الذي سبقه من حيث العمران الحديث، إذ تميّز التراث المعماري في الحقبة الأولى باعتماده إنشائيًا على الحجر الكلسي وبساطته، بينما تميّز في الحقبة الثانية بحداثيته، وما تبقى منه قائمًا في أحياء المدن. وقد تميّز الإعمار العربي الفلسطيني في تلك الفترة ببناء شرفات فيها أعمدة رخاميّة، وعادةً ما كان عددها ثلاثة فقط؛ ونجح العرب في الحفاظ على العديد من المباني رغم قرار إسرائيل بهدم معظم المعالم التاريخية للمدن الفلسطينية الكبرى مثل حيفا ويافا، خاصةً بعد حرب 1948.

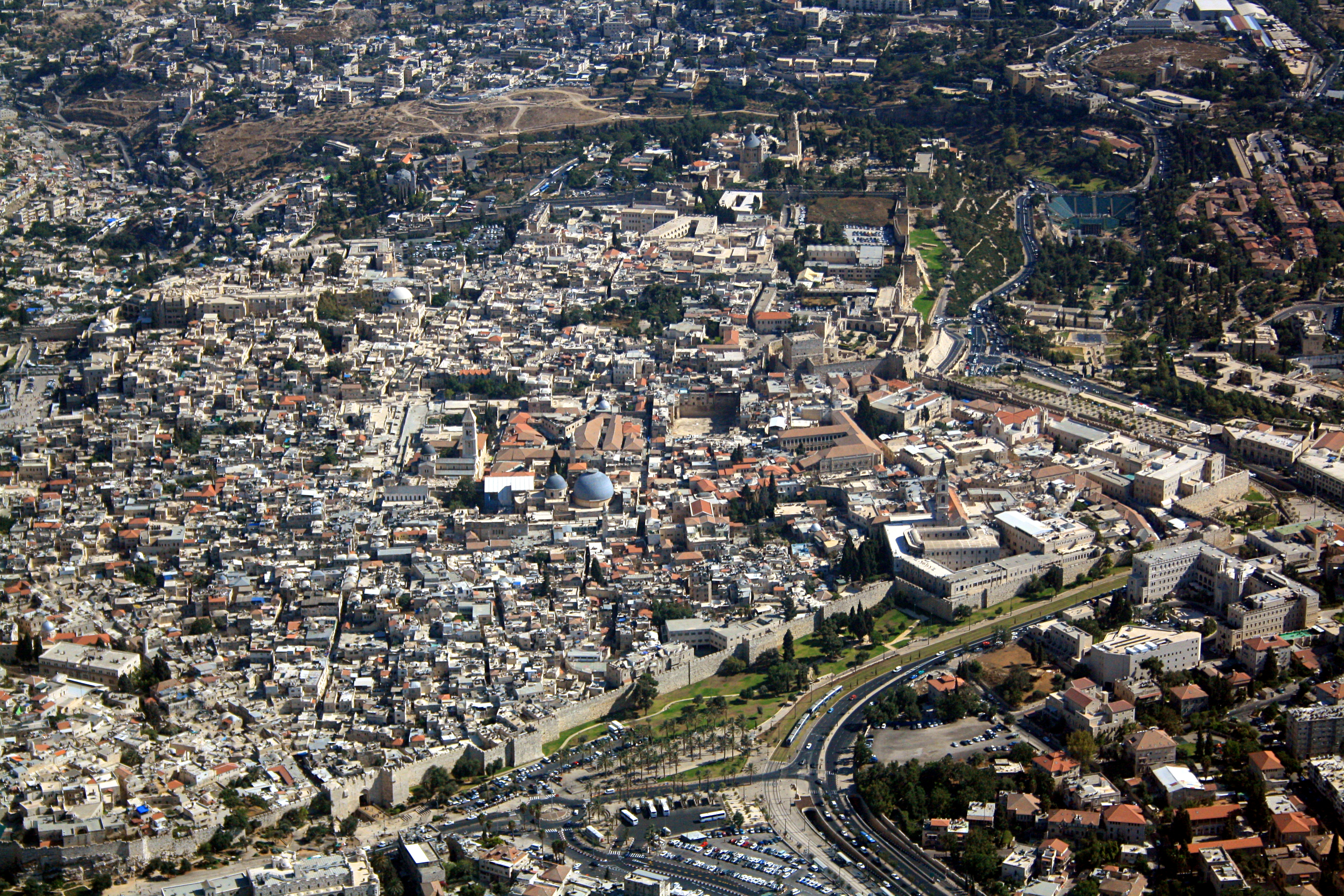
النسيج الحضري في البلدة القديمة بالقدس - نسيج متضام.

كان تخطيط المدن الفلسطينيّة تاريخيًا بناءً على تدرّج الخصوصيّة، حيث تتفرع الشوارع من الرئيسيّة إلى الفرعيّة ومن ثم إلى الدروب والأزقّة والحارات. وكانت تلك الحارات تحمل أسماء مختلفة، وعادة ما تُنسب هذه التسميات إلى عائلات من سكان المدن نفسها تعيش في تلك الحارة أو في ذلك الحي. وكانت كلمة محلّة والتي تعني حارة، شائعة جدًا في هذه المدن. استعان سكان المدن داخل الخط الأخضر بمهندسين معمارييّن عربًا ويهودًا، إضافة للأجانب، وبينهم الألمان الذين كانوا قد قدموا للمدن كحيفا، حيث ظهر اختلاف في الهندسة والعمران، من حيث الطابع العربي والطابع الأجنبي؛ فعلى سبيل المثال، حافظ العرب على الأعمدة الثلاث كطابعٍ للبنيان العربي، في حين لم ينجح هذا الأسلوب في العديد من أنحاء أوروبا، بينما في مدن فلسطينية كثيرة بقيت هذه المباني وهذا الطابع المودرني كما هو وحوفظ عليه.
أما في مدن الضفة الغربيّة وقطاع غزة، فيسود طرازان معماريّان مختلفان: الطراز القديم السائد في البلدات القديمة حيث القباب والجدران السميكة المبنيّة من الحجر الكلسي والشبابيك والأبواب على شكل أقواس، وتكون المباني فيها ملتصقة ببعضها ومتراصة وشوارعها ضيقة ومُقسَمة إلى حارات لكي يسهل الدفاع عنها. أما الطراز الثاني فهو الطراز الحديث السائد في مناطق السكن الجديدة حيث البيوت الحديثة المستقلة أو العمارات المكونَة من طبقات. وتعتبر هذه المدن سكنيّة إلى حد كبير، بالإضافة لكونها مراكز تجاريّة وزراعيّة، إلاّ أن طابع المنازل والبنايات السكنيّة يغلب عليها.

## التاريخ

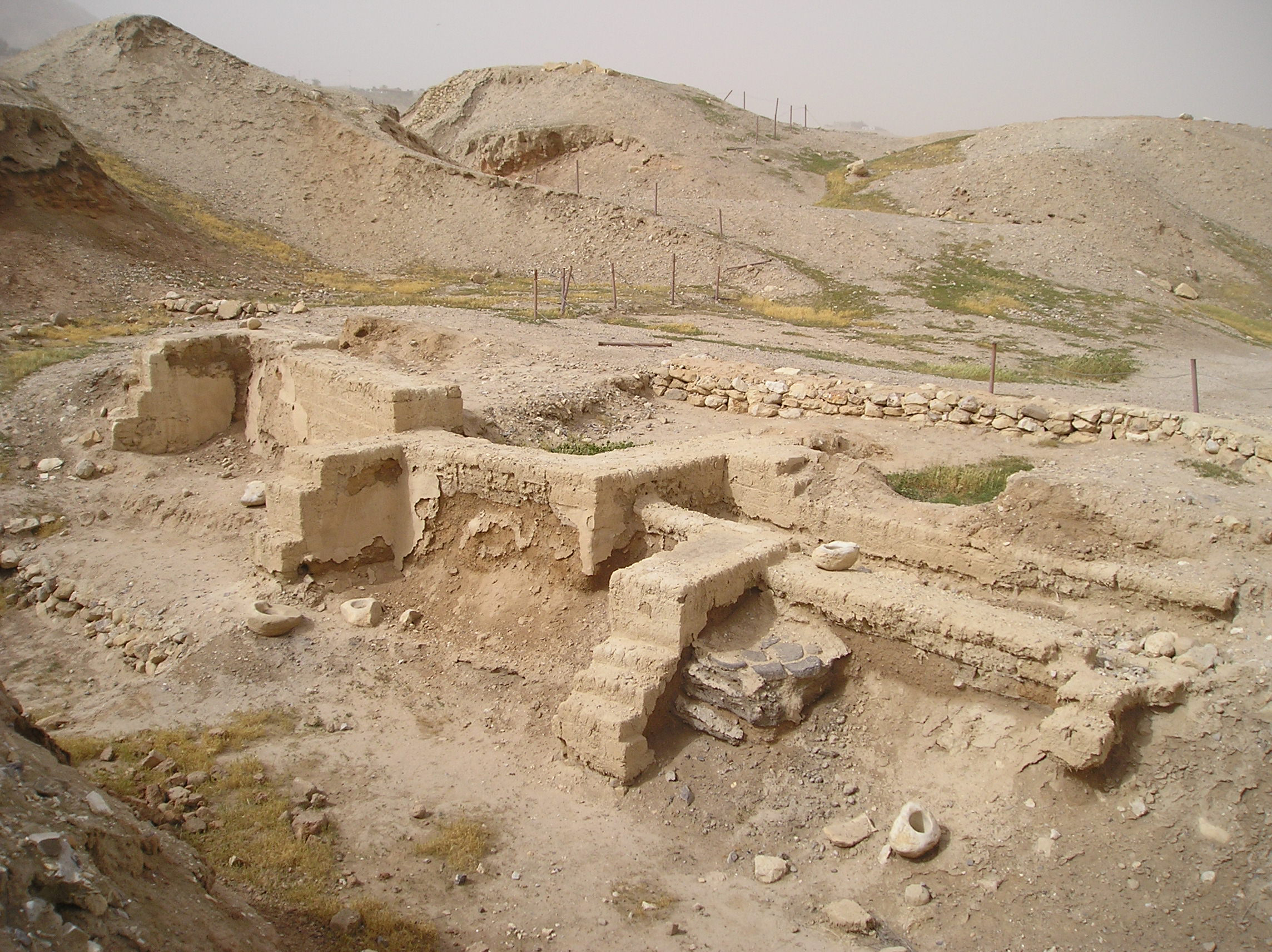
مسكن قديم في تل السلطان، أريحا، يعود تاريخه إلى العصر الحجري.

كشفت الحفريّات الاثريّة في منطقة تل السلطان قرب أريحا عن دلائل أثريّة من الفترة النطّوفية التي تعود للألف العاشر قبل الميلاد. وكشفت كذلك بأن أريحا التاريخيّة هي أقدم المدن في العالم. لقد كشفت تلك الحفريّات عن جدران قائمة من مبانٍ صغيرة مستديرة مبنية من اللِّبن. وهذه المباني مُحاطة بسورٍ ما زال قائمًا حتى اليوم، ويصل ارتفاعه قرابة الستة أمتار، وهو من اللِّبن أيضًا. وعلى الرغم من أن الحضارات القديمة الكبرى قد انحصرت بالحضارة الكنعانيّة، إلاّ أن هذا لا يلغي أهميّة الحضارات الأخرى المتعددة التي أثّرت وتأثّرت بهذه الحضارة.

### التاريخ القديم

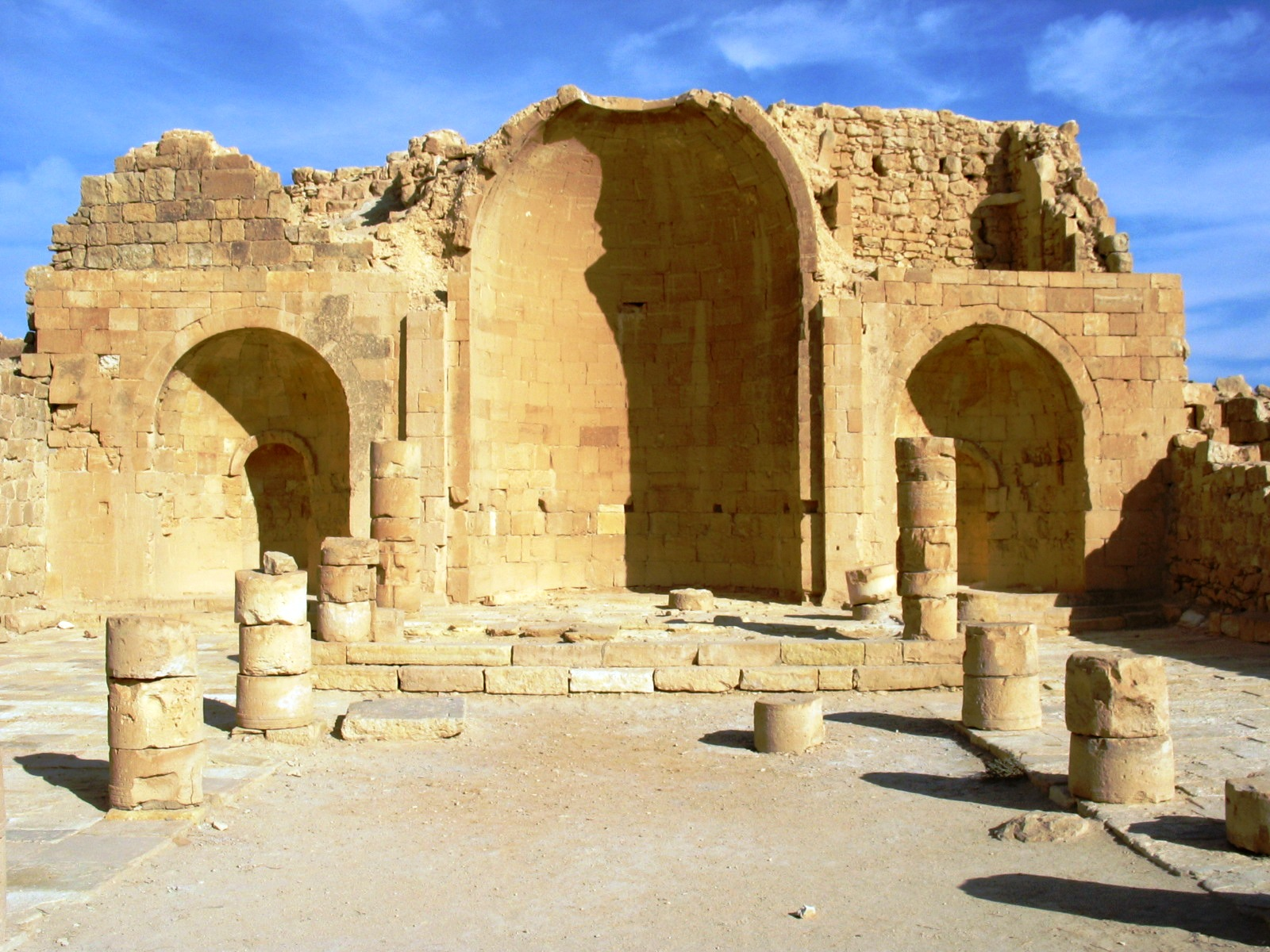
شبطا النبطيّة في النقب.

حكم الكنعانيون فلسطين لفترة طويلة ابتداءً من الألفية الثانية قبل الميلاد، حيث كانوا أول من بنى على أرضها حضارة. ولقد اشتهروا ببناء القلاع والأسوار لحماية أنفسهم، حيث لم يكن الحكم على أرض كنعان موحدًا، فقد كانت تتكون من دويلات تتقاتل فيما بينها.

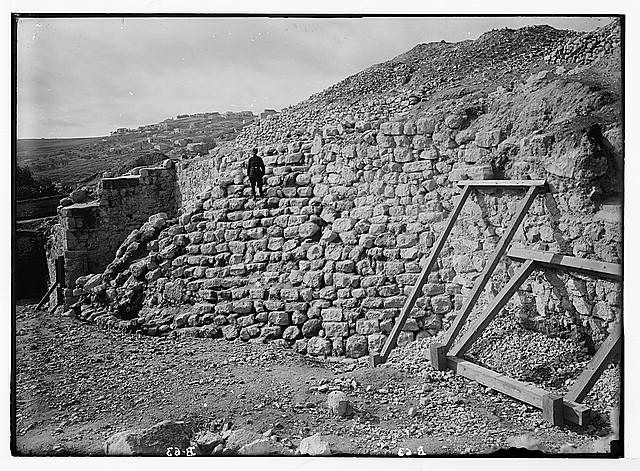
أسوار يبوس الكنعانيّة.

توصّل الكنعانيون إلى بناء الخزانات الأرضية (الصهاريج) فوق السطوح، وحفر الأنفاق الطويلة تحت الأرض لإيصال المياه إلى داخل القلاع. ومن أهم هذه الأنفاق نفق يبوس في القدس، الذي حفره اليبوسيون لنقل المياه من نبع جيحون إلى حصن يبوس، ولذلك صمدت القلعة ثلاثمائة سنة أمام الإسرائيليين. لقد برع الكنعانيون في فن العمارة، فبُنيت منازل الملوك والأغنياء داخل الأسوار من الحجارة المنحوتة، وهي عادةً تتكون من باحة في الوسط وحولها الطرق، وحتى البيوت العادية، فقد كان فيها آبار للمياه وعنابر القمح ونوافذها تطل على الباحة. أما بيوت الفقراء فكانت من اللّبن والحجارة غير المنحوتة.
حكم الأنباط جنوب فلسطين ابتداءً من القرن الثالث قبل الميلاد، حيث امتدت سيطرتهم من شمال الجزيرة العربية حتى سيناء، وقد بنوا عدة مدن تاريخيّة في صحراء النقب، هي مدن النقب الصحراوية، حيث تظهر عناصر عمارة الأنباط جليّة فيها. استمر الحكم النبطي لجنوب فلسطين حتى القرن الأول قبل الميلاد، قبل أن يحتلها الرومان. من جانب آخر، سيطر الإغريق على الجزء المتبقّي من فلسطين عام 333 ق.م. بقيادة الإسكندر الأكبر، حيث أدخل معه الطراز اليوناني بالبناء إلى المنطقة.

### العصور الكلاسيكية القديمة
حكم الرومان فلسطين ابتداءً من عام 63 ق.م. وقد خلفهم بعد ذلك البيزنطيّون في 324 م. نقل الرومان الثقافة الرومانيّة إلى المنطقة بإنشائهم للطرق والمسارح والمدرجات الرومانيّة، كما في بيسان وقيسارية وسبسطية، حيث شكّلت الأولى مع عدّة مدن في المنطقة حِلفًا تاريخيًا ابتداءً من القرن الثاني. كان يُطلق على هذا الحلف السياسي والتجاري والعسكري اسم حلف الديكابولس، وهو يجمع عشرة مدن منتشرة في بلاد الشام. وقد تشابهت هذه المدن فيما بينها بأن لها مخططًا هندسيًا شبه موحد من الأسوار والأبراج والبوّابات، كما أن معالمها متشابهة تشتمل على المعابد والمسارح والشوارع وغيرها. ولقد قُسِّمت المدن إلى مناطق، فهناك المنطقة الدينيّة والمنطقة التجاريّة والمناطق الخاصة بالسكن، وكانت هناك أيضاً أنظمة الري والصرف الصحي.

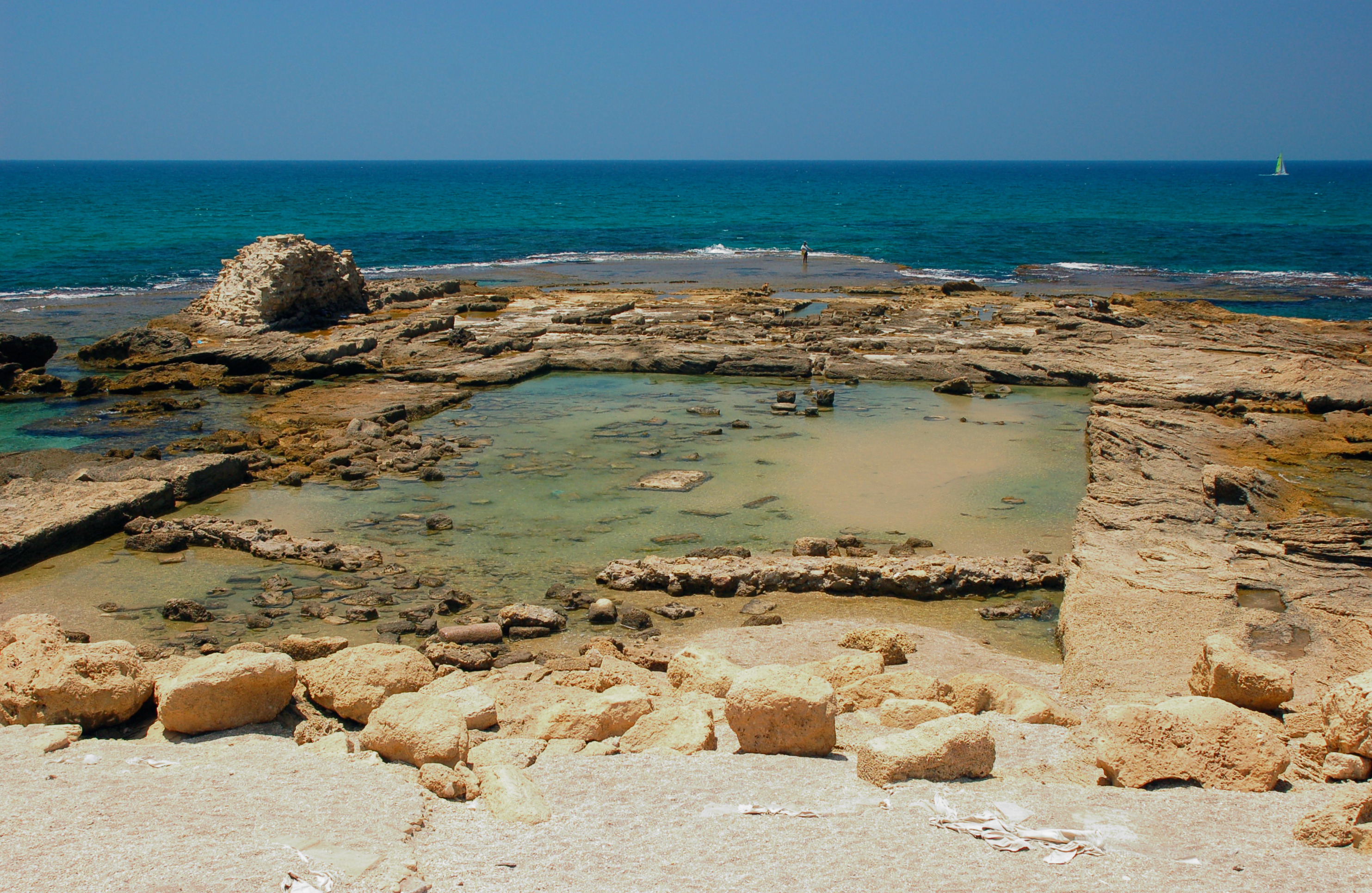
قيسارية، أقدم مثال على استخدام الخرسانة الرومانية تحت الماء.

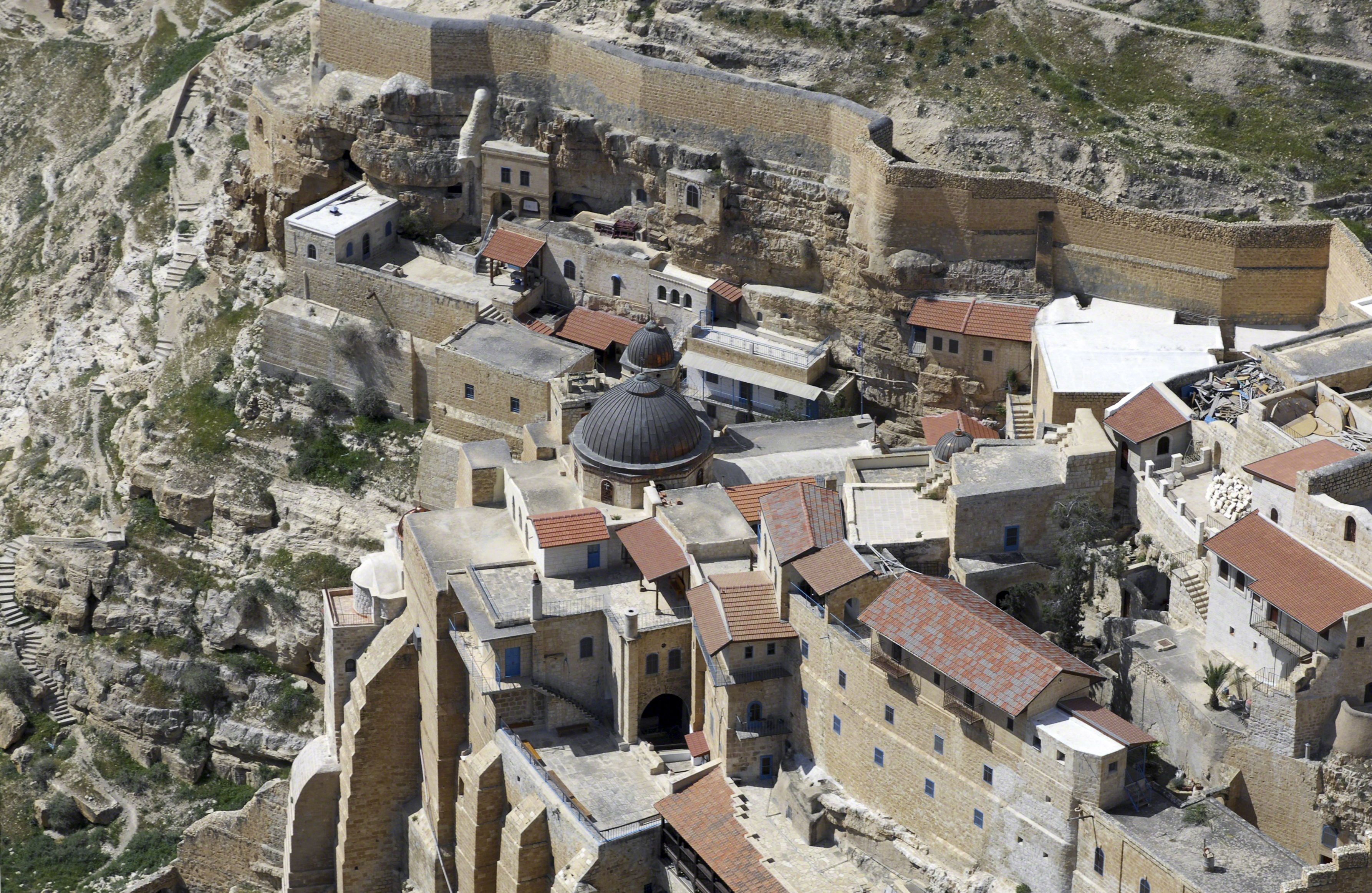
دير مار سابا، يُعتبر أحد أقدم الأديرة المأهولة في العالم.

أدخل الرومان تقنيّة الخرسانة الرومانية، حيث استُخدمت في البناء خلال الفترة المتأخرة للجمهورية الرومانية حتى تضاؤل الإمبراطورية الرومانية. كانت الخرسانة الرومانيّة تقوم على الأسمنت الهيدروليكي، وقد اكتُشف في الآونة الأخيرة أن هذا النوع من الخرسانة يختلف بعدة أمور عن الخرسانة الحديثة القائمة على الإسمنت البورتلاندي. تُعتبر الخرسانة الرومانيّة متينة، نظرًا لدمجها بالرماد البركاني، الذي يمنع من انتشار الشقوق؛ فقد ساهمت التطورات المبتكرة في هذه المادة، والتي سُميَّت ثورة الخرسانة، في أشكال معقدة هيكليًا مثل قبة البانتيون، أكبر وأقدم قبة خرسانيّة غير مُسلَّحة في العالم. كانت الخرسانة الرومانيّة تُغلَف عادةً بالحجر أو الطوب. وكان يمكن تزيين الديكورات الداخليّة بالجص أو اللوحات الجصية أو ألواح رقيقة من الرخام الملون. وكانت تتكون من الركام والإسمنت، كما هو بالخرسانة الحديثة، إلا أنها تختلف في أن قطع الركام كانت عادة أكبر بكثير مما هو بالخرسانة الحديثة. لا يُعرف متى تم البدء باستخدام هذه الخرسانة وتطويرها بالضبط، إلا أنه من الواضح أن الاستخدام المُعتاد لها كان ابتداءً من 150 ق.م، إلا أن بعض الباحثين يعتقدون أنها استُخدمت قبل قرن من ذلك.

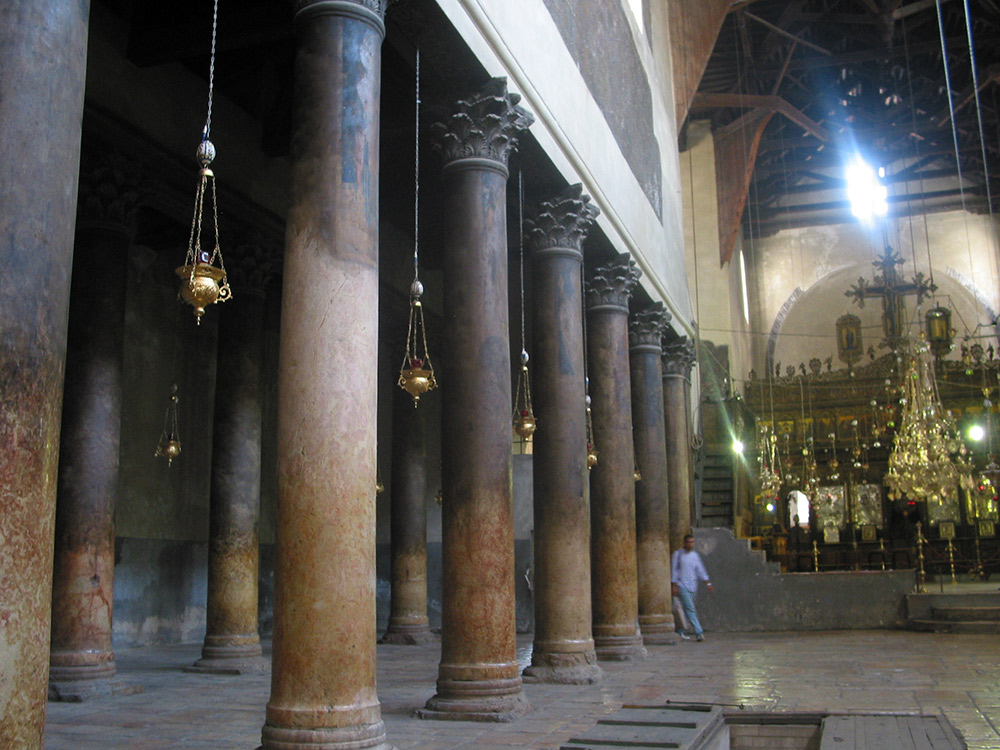
كنيسة المهد، بيت لحم. من أهم آثار الفترة المسيحيّة المبكرة.

يُمكن ملاحظة خمسة أنواع من المساكن في الفترة الرومانيّة البيزنطيّة، إثنين منها، البيت البسيط وبيت الفناء، واللذين ميّزا العمارة المحليّة في فلسطين لحوالي ثلاثة آلاف سنة. أما الثلاثة الأخرى، فتُعتبر من سمات الفترة الرومانيّة والبيزنطيّة، فهي القصور الكبيرة (دوموس)، وبيت المزرعة، والبيت المتجر. ويكشف العدد المرتفع نسبيًا من مباني الدوموس التي تعود إلى العصرين الهلنستي والروماني المتأخرين مدى التأثير اليوناني الروماني على العمارة المحليّة في فلسطين في ذلك الوقت. ويقع في خربة الكرك في الجليل أقدم الأمثلة المعروفة من هذا النوع من المباني، ويعود تاريخه إلى الفترة الهلنستيّة المتأخرة. وتوجد أمثلة من نوع بيت المزرعة أيضًا.
تُعد الآثار المعماريّة المتبقيّة من الفترة المسيحية المبكرة في فلسطين قليلة. يشير بعض العلماء إلى أن هذا يعود إلى العجز النسبي للمجتمعات المسيحيّة في وقت مبكر قبل إضفاء الطابع المؤسسي على الكنيسة المسيحيّة. أقرب مبنى معروف من هذه الفترة هو كنيسة بُنيت في شكل مثمّن، تعود إلى القرن الثاني أو الثالث للميلاد. في حين أن هناك أدلة على أن المسيحيين كانوا يبجّلون عددًا من المواقع المرتبطة بالمسيح في هذا الوقت المبكر. ولقد تم العثور على عدد قليل جدًا من المباني التي تم بناؤها في ذلك الوقت. أحد الاستثناءات البارزة هو دليل على بناء ما قبل القرن الرابع الميلادي تم العثور عليه تحت فسيفساء كنيسة المهد في بيت لحم.

### الخلافة الإسلامية
لقد تَبِعَت التغيرات الرئيسية التي طرأت على العمارة الأثريّة في فلسطين الفتح الإسلامي للشام الذي كان في عام 637. ولقد تواصلت الحضارة الإسلامية فترةً طويلةً. وما أن انتهت فتوحات الشام في عهد الخلفاء الراشدين، حتى ابتدأت هيكليّة الدولة المنظَمة تظهر في عهد الخليفة عمر بن الخطاب. وقد أُدمجت سمات عمارة الكنائس الرومانيّة والبيزنطيّة، التي كانت سائدة في العديد من البلدات والقرى في فلسطين على مدى القرون الستة السابقة بسرعة في بناء المساجد، على الرغم من الاستمرار ببناء الكنائس.
لقد كان للأموييّن (الذين حكموا فلسطين من عام 660 حتى 750) دور بارز في العمارة، حيث تم بناء المدن والمنازل وتم إصلاح الطرق، وكان بناء مسجد الصخرة والمسجد القبلي من أهم إنجازات الأموييّن في فلسطين. كذلك كانت معظم معالم المسجد الأقصى الباقية من القبب والأعمدة الشاهقة والرخاميّة المنقوشة.

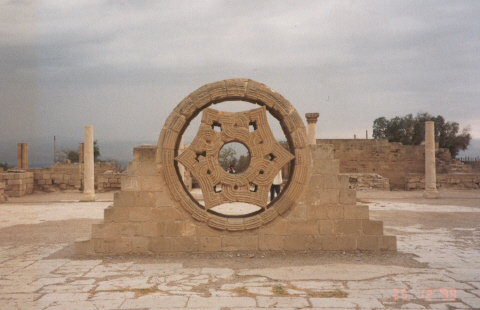
قصر هشام في أريحا.

لقد اشتهر الأمويّون ببناء القصور في فلسطين، من أهمها القصور الأمويّة الأربعة بالقدس الموجودة جنوب وغرب المسجد الأقصى، كدار الإمارة الأمويّة. ولقد تميّزت العمارة في العصر الأموي بالأبنية البسيطة المربّعة أو المستطيلة ذات الطابقين، ويوجد في وسط تلك المباني باحةٌ، إما أن تكون بركة ماء أو أنها تُزرع بالأشجار. ويُعد كل من قصر هشام في أريحا والمسجد الأبيض في الرملة (التي كانت مركز الخلافة الأموية في فلسطين آنذاك) من أهم الآثار المعماريّة في فلسطين من تلك الحقبة أيضًا. أما طراز البيوت في العهد الأموي، فكان يتألف من فناء مستطيل على جوانبه أروقة من الأعمدة، وأرضهُ من الحجارة أو الرخام، وممرّه مرصوف بالحجارة أو الحصى على أشكال هندسيّة منتظمة. وفي الفناء نافورةٌ تُحيط بها حديقة صغيرة فيها بعض الأزهار، تظللها أشجار البرتقال والليمون. وعلى جانب الفناء يقوم الإيوان، وهو صالة مبلطة بالرخام والبلاط الملون، اُستعمِلت كقاعةٍ للاستقبال وقت الحر.
أما بالنسبة للعباسيّين، فلم يتركوا آثارًا مهمة لهم في فلسطين. ويُعد صهريج الرملة، الذي أُنشئ في مدينة الرملة عام 789، الأثر العباسي الوحيد الموجود في فلسطين على حالته، وهو يرجع إلى حكم هارون الرشيد. كذلك بالنسبة للفاطمييّن، حيث لم تتسم فترة حكمهم لفلسطين لمدة قرن تقريبًا بأي ازدهار حضاري، حيث انشغلوا بمعارك مع القرامطة وبعض القبائل المحليّة والسلاجقة والإخشيديين.

### الفترة الصليبية

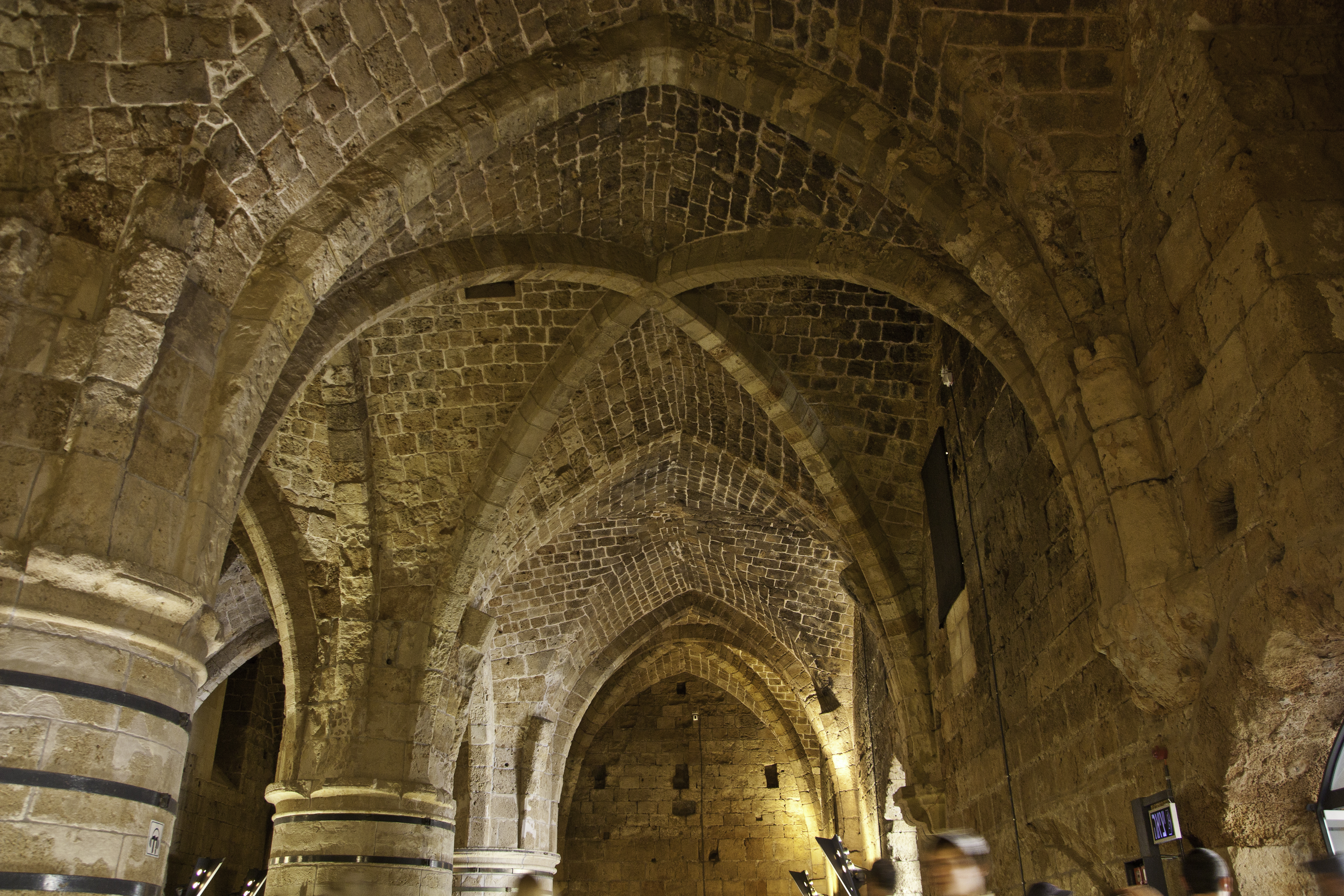
قاعة فرسان الهيكل، عكا.

لقد احتل الفرنجة أجزاءً واسعةً من فلسطين وبشكل متقطع إبان الحملات الصليبيّة. لقد انتشرت حركة عمرانيّة بارزة في فلسطين بعد تلك الحملات، تأثرت بها البلاد حتى بعد خروجهم، فقد اشتهروا ببناء الكنائس وترميم ما تهدم منها، حيث تم بناء 60 كنيسة في القدس وحدها. بعض تلك الكنائس تم بناؤه على أنقاض كنائس بيزنطيّة قديمة، وتم تحويل عدد كبير من المساجد إلى كنائس، كما حدث لمسجد قبة الصخرة، حين تحول إلى كنيسة أوغسطينية، بينما تحول المسجد القبلي إلى إسطبل وقصر. وقد عُرف عن الفرنجة بناء المستشفيات والأسواق التجاريّة في القدس. أما القلاع الصليبيّة، فكانت على نمط القرون الوسطى في أوروبا، ومن أهمها قلعة المنتفورت، قلعة بلفوار، وقلاع عتليت، وأرسوف، والقسطل، وعسقلان، وغيرها. لقد نال عدد من المدن الفلسطينيّة شهرة كبيرةً بأوروبا في هذه الفترة، مثل نابلس، وذلك بسبب وجود الصناعات فيها، مثل مصانع الصابون، والتي أصبحت حكرًا ملكيًا، حيث كان الملك هو المسؤول عنها. وكان يحظر على أصحاب المصانع ممارسة هذه الصناعة إلا بعد أن يمنحهم ملك بيت المقدس عقدًا يسمح لهم فيه بصنع الصابون، وضمن بذلك الملك مردوداً مالياً جيدًا وثابتًا من أصحاب المصانع. لقد بنى السكان المحليّون المسلمون مقامات الأولياء والأنبياء فوق أضرحة وهميّة على رؤوس الجبال في هذه الفترة، وذلك بهدف أن تكون أمكنة لتجمع الناس ولمراقبة تحركات الصليبيين، ومن الطبيعي وبدافع ديني محض أيضًا أن تنمو حول المكان القرى.
لقد هزم الأيوبيّون الفرنجة في عام 1187، إلا أن وجودهم ظل متركزًا في الساحل الفلسطيني، وتحديدًا في عكا، حيث بُنيت آنذاك أهم الأعمال المعماريّة لهم في فلسطين، قبل أن يهزمهم المماليك نهائيًا.

### الأيوبيون والمماليك

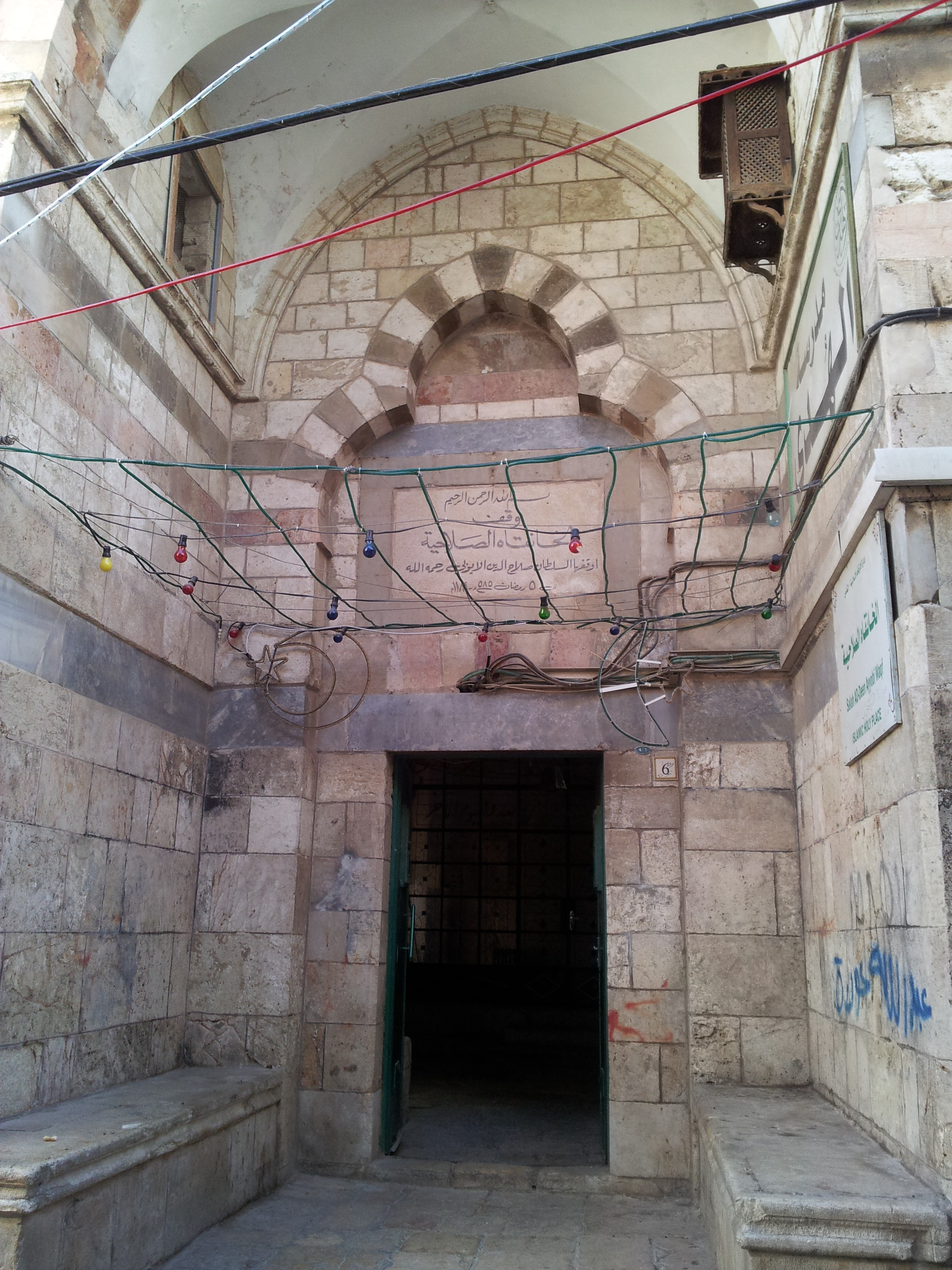
بوابة الخانقاة، القدس.

اهتم الأيوبيّون بالقدس بشكل رئيسي بعد تحريرها من الفرنجة على يد صلاح الدين الأيوبي، حيث شهدت القدس في العهد الأيوبي تشييد العديد من المعالم المعماريّة، حيث بنوا أسوار المدينة وأبراجها التي كانت قد تهدمت، ولا يزال جزءٌ كبير منها موجود إلى الآن. وقد حفروا الخندق الذي يحيط بسور المدينة من باب العمود إلى القلعة في باب الخليل. إن أول عمل قام به صلاح الدين الأيوبي عند فتحه بيت المقدس، استرجاعهُ الأماكن الإسلاميّة التي كان قد استولى عليها الفرنجة. لقد أُجريت العديد من الإصلاحات والتجديدات في المسجد الأقصى. وقد تم تكليف نور الدين الزنكي، ببناء منبر جديد مصنوع من العاج والخشب في 1168، ولكن تم الانتهاء منه بعد وفاة صلاح الدين. وهذا المنبر مصنوع من خشب الأرز، ومُرصّع بالعاج والأبنوس. وتُشاهد فيه دقّة الصناعة الإسلامية التي كانت شائعة في تلك الأيام، وهو من قطع صغيرة خشبيّة مُنسقة بعضها مع بعض، ومحفورة على الجانبين.
أسس الأيوبيّون الخانقاه الصلاحيّة الواقعة في الشمال الغربي من كنيسة القيامة، وجعلوها رباطًا للصوفيّة. وأسسوا المدرسة الصلاحيّة للفقهاء الشافعيّة مكان الكنيسة المعروفة بكنيسة القديسة حنة عند باب الأسباط ووقف عليها وعلى مصالح المسجد الأقصى المبارك أوقافًا حسنة منها الأسواق الثلاثة المتحاذية المعروفة اليوم بسوق العطّارين واللحامين والصياغ. ومن آثار الأيوبيين الأخرى بالقدس: الزاوية الختنية، الجامع العمري، المدرسة الميمونية، قبة المعراج، الزاوية الهندية، زاوية الدركاء، وغيرها.
أما المماليك، فقد حكموا فلسطين ابتداءً من عام 1250، حيث شهدت البلاد نهضةً عمرانيّة وحركة ثقافيّة مزدهرة في عهدهم، وخصوصًا في عهد الظاهر بيبرس، تمثّلت فيما شهدته من مشاريع ومؤسسات اجتماعيّة متنوعة، هدفها توفير متطلبات الحياة اليومية وتحسين أوضاع الناس وأحوالهم المعيشية. وأًقيمت لذلك أبنية شتّى، شملت الخانات والمدارس والجسور والحمامات والأسواق والتكايا والمنشآت المائية وغيرها، التي لا تزال آثارها تشاهد في مختلف أنحاء فلسطين.

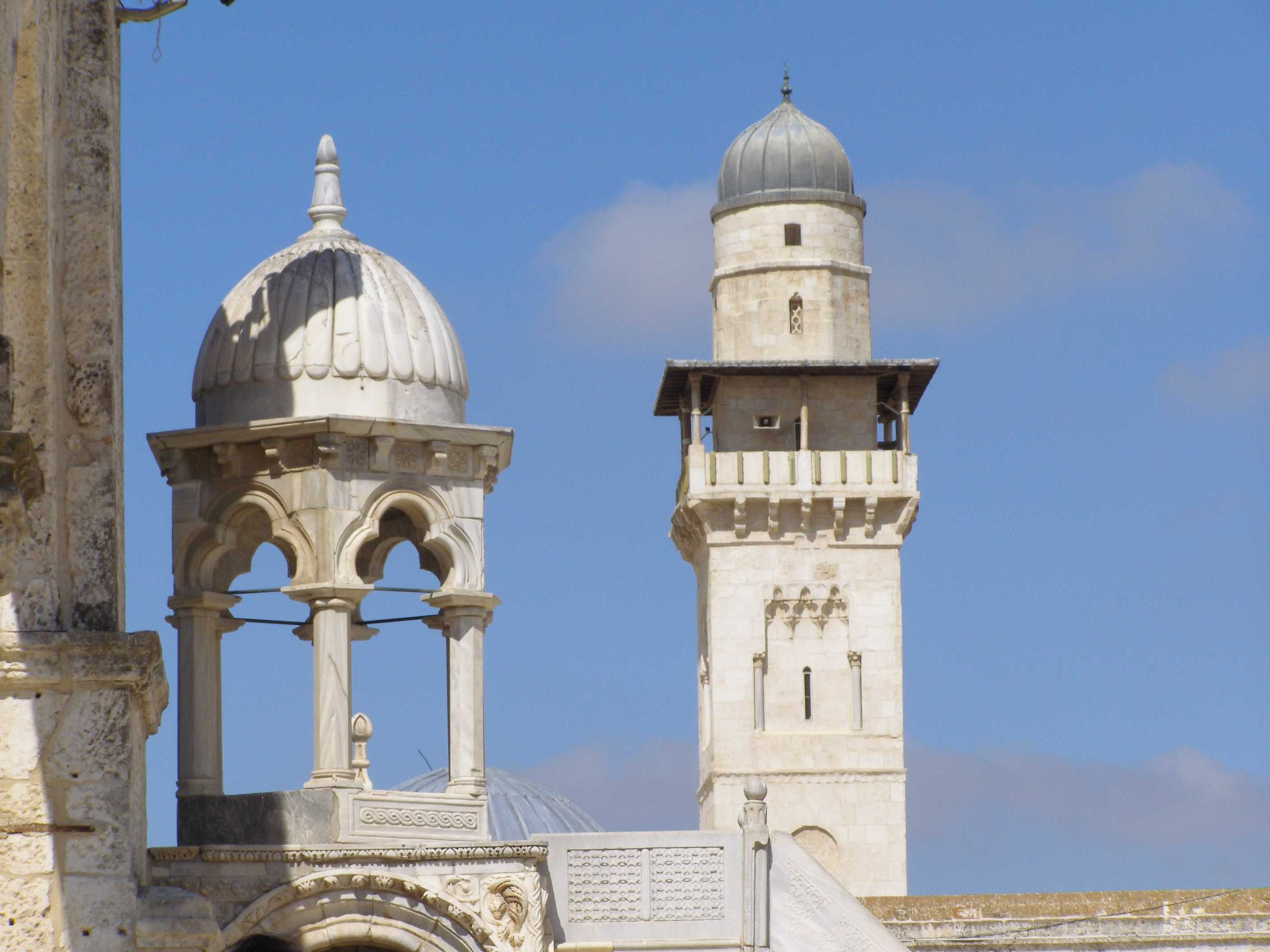
العمارة المملوكية في القدس.

لقد تم تأسيس العديد من البلدات القديمة الموجودة حاليًا في فلسطين في العهد المملوكي، ولاحقًا في العهد العثماني، كما في البلدة القديمة في القدس، البلدة القديمة في الخليل، وغيرها. حيث تمتاز هذه البلدات القديمة بنكهة تقليدية ذات طابع ثقافي ديني محافظ، بين الأزقّة والدروب المؤديّة إلى المنازل المتلاصقة، وبعكس الاتجاه تنفتح الساحات العامة والأسواق.
لقد تعددت طُرز بناء البيوت السكنيّة في فلسطين في هذه الحقبة، وكانت تتباين وتختلف تبعًا للاختلافات في المناخ، وتبعًا لتوفر المواد، وكذلك للاختلافات الاجتماعيّة والثقافيّة. فعمارة الطين الموحدَة أو المشابهة في وادي الأردن تختلف عن عمارة الحجر في مناطق التلال الوسطى، ومناطق الأطراف الحدوديّة تعكس بقوة التقليد المعماري للدول المجاورة، إلا أنه وعندما يتم التوجّه نحو المناطق الجبلية الممتدة من الخليل جنوبًا باتجاه نابلس شمالاً مرورًا بالقدس، فيمكن إثبات وجود مكثف بشكل غريب ولافت للانتباه لطراز البيت السائد والمسيطر في الأرياف أو المدن الكبيرة كالخليل ونابلس وفي المدينة القديمة للقدس، حيث تتجمع أجسام المباني مكعبة وحجرية بأحجام شبه موحدة تقريبًا، ولها تحدبات خفيفة تشبه القبة على السطح، وتشكل مع الحقول المتدرّجة المشهد الطبيعي، مع ملاحظة بعض الاختلافات الخارجيّة على المباني السكنيّة في المدن في الفترات المملوكيّة والعثمانيّة.

### العثمانيون
تُعتبر العمارة العثمانية هي العمارة التقليديّة في فلسطين، التي بدأت منذ سيطرة العثمانيين على المنطقة في 1517م، وبقيت حتّى بداية الانتداب البريطانيّ في العام 1917، حيث استُخدمت الحجارة والجدران السميكة والأقواس في الأبواب والشبابيك والقباق والعقود الصليبيّة. إن هذه العمارة على الرغم من أنّها بالنمط العثماني، إلّا أنّها كانت ذات صبغة محليّة.ولقد وُجد اختلاف بين المباني العثمانية الحكوميّة التي بنيت بإشراف مهندسين أتراك ووفقًا لمخطّطاتهم، وبين المباني المدنيّة هي من إشراف مهندسين محليّين. فالبناء العثماني، كان بناءً حداثيًا تأثّر بالغرب، ولكن بقيت بعض اللمسات الشرقيّة التي كان يتركها البناء المحلي.

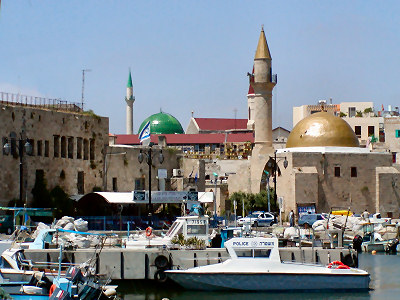
العمارة العثمانيّة في عكا القديمة.

لقد تأثّرت فلسطين بالنمط المعماريّ العثماني أكثر ممّا تأثرت بغيره في الحقبات الاستعماريّة، وذلك لسببين: الأوّل الفترة الطويلة للحكم والذي استمر 400 عام، إلى جانب العلاقة القويّة بين فلسطين والأستانة، وهو ما تمثل بإيلاء مدن دينية في فلسطين كالقدس أهمية خاصة حيث تبع بعض المدن في شكل مباشر إلى الأستانة بسبب أهميّتها الدينيّة والجغرافيّة ومركزيّتها للعالمين الغربيّ والشرقيّ، وعلى رأسها مدينة القدس ويافا وعكّا ونابلس. كما أنّ التبادل الثقافيّ بين فلسطين وتركيا كان كبيراً في ذلك الوقت، وهو ما انعكس على أذواق المواطنين بالعمارة. وبحسب مركز المعمار الشعبي الفلسطيني (رواق)، فقد تم إحصاء 50 ألف و320 مبنى تاريخيًا في العام 1994، أغلبها مباني عثمانيّة تاريخيّة، القليل جدًا منها قبل الحقبة العثمانيّة، والسبب في ذلك هو أنّ فلسطين أعيد بناؤها في الخمسمئة عام الأخيرة بنمط عمارة عثمانيّة، ولكن على هيكل حضريّ سابق، كما في البلدة القديمة من نابلس، حيث تُعتبر كل المباني التي فوق الأرض في البلدة القديمة مبانٍ عثمانيّة، عدا مسجدين يعود تاريخهما إلى الفترة المملوكيّة.

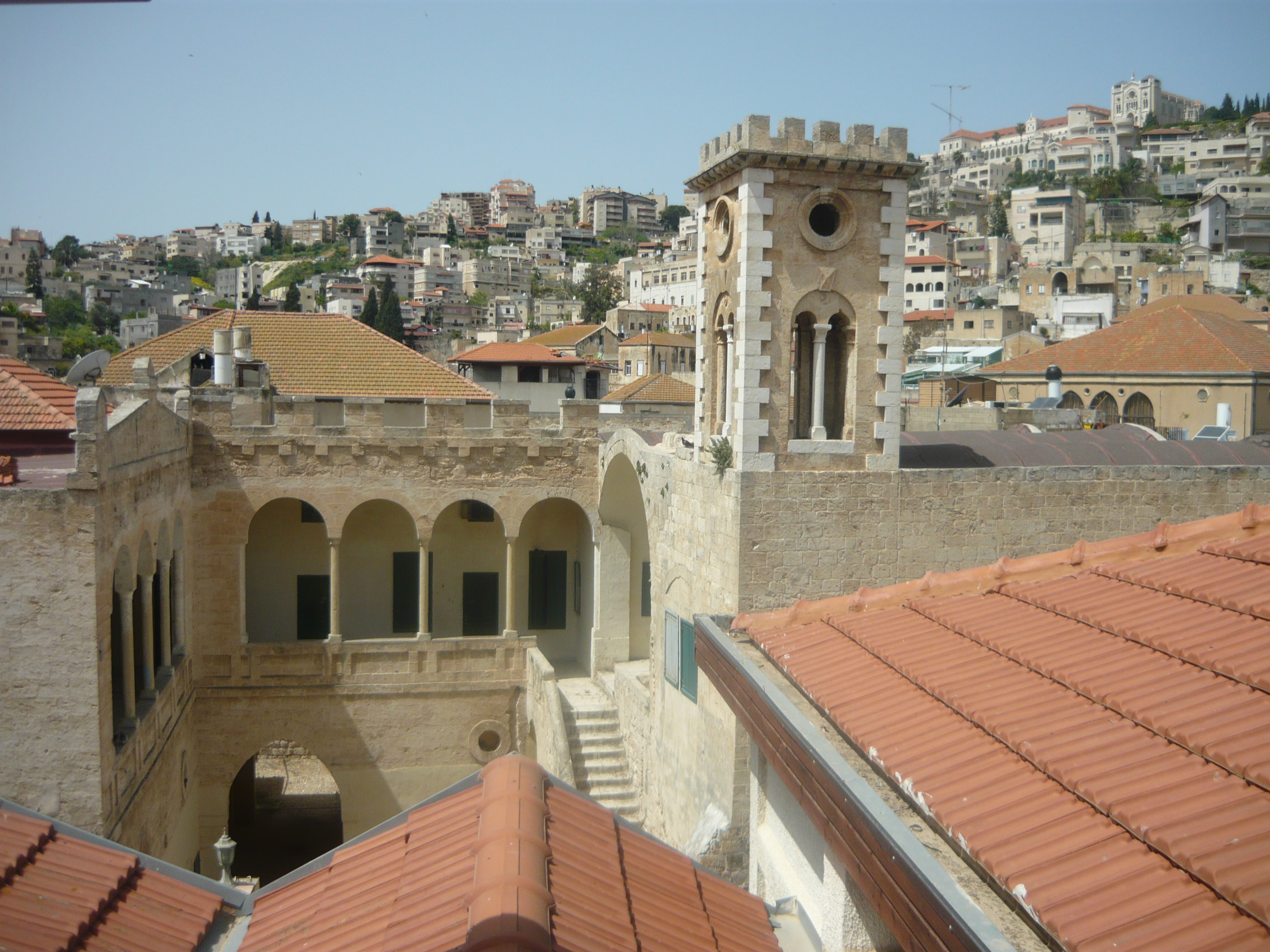
السرايا العثمانية في الناصرة.

لقد ترك الأتراك العثمانيّون مبانٍ إداريّة كثيرة، مثل السرايا في حيفا ويافا والناصرة وغيرها، ومبانٍ تجاريّة مثل خان العمدان في عكا، والذي أقامه أحمد باشا الجزار عام 1785م، وهو مبنى مربع الشكل من طابقين يرتكز على أعمدة من الغرانيت جلبها الجزار من قيسارية، بالإضافة إلى المباني الدينيّة الإسلاميّة أو المسيحيّة التي بُنيت في ذلك العهد. ولقد طوّر العثمانيّون أسوار القدس، وحصّنوها تحسبًا لأي غزو. وكان للسلطان سليمان القانوني أثره البالغ في تطوير المدينة وإعمارها وتزويدها بالماء والتكايا. لقد اشتهرت في العصر العثماني ثقافة بناء الشرفات والأقواس، ورغم بقاء كثير من هذه الآثار، فإن جزءًا منها لم يعد موجودًا. وتزخر فلسطين بالبيوت والقصور التاريخيّة العثمانيّة القديمة، التي كانت وما تزال بلداتها القديمة شاهدًا على ما مرّ بها من حضارة. وكانت مساكنها تتنوع من البيت الريفي البسيط إلى القصور الكبيرة، والتي ازدهرت عمارتها التقليديّة في إحدى أطول المراحل التاريخية للمنطقة، والتي امتدت زهاء الأربعة قرون. إلاّ أن زعامات المشيخية الفلسطينية كانت تبني القرى والقلاع في هذه الفترة على رؤوس الجبال، وذلك لتتحصن فيها بوجه ولاة الدولة العثمانيّة، الذين كانوا يبتزون السكان بالضرائب، وفي تلك الأماكن الجبلية الحصينة كان المدافعون يتمرسون أسابيع وشهورًا دون أن تلين لهم قناة. وفضلاً عن ذلك، فإن الأماكن العاليّة تُعتبر مواقع يسهل الدفاع عنها ضد غزوات التجمعات المحليّة المجاورة في ذلك الوقت الذي لم تتطور فيه أسلحة الدمار والتي لم تستطيع التغلب على صعوبات الموقع.

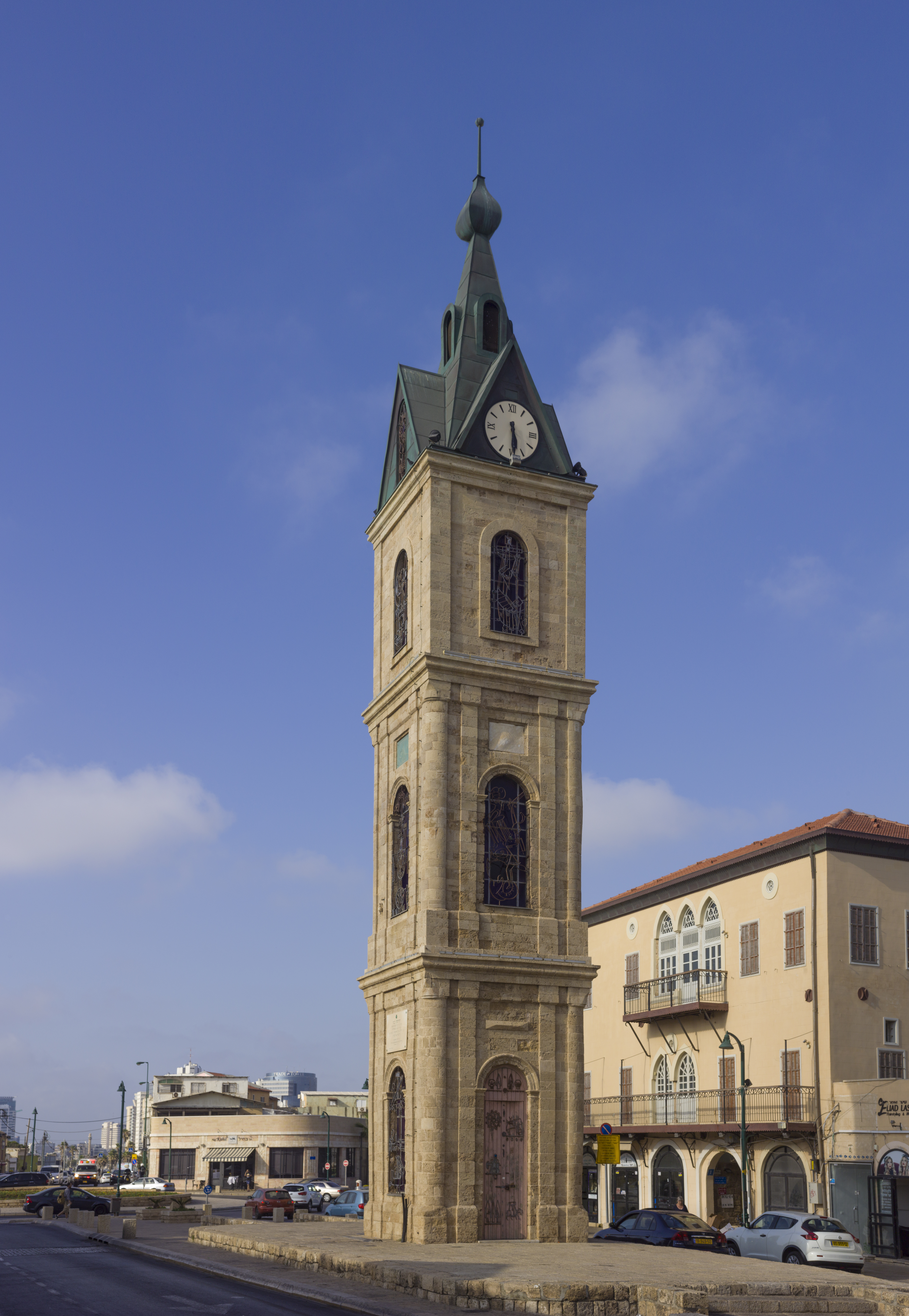
برج الساعة في يافا.

لقد تم تشييد سبعة أبراج في مدن فلسطينيّة مختلفة في نهاية الحقبة العثمانية، وتحديدًا في العام 1901 احتفالاً بمرور 25 عامًا على اعتلاء السلطان عبد الحميد الثاني العرش العثماني (تقع في القدس، حيفا، يافا، عكا، صفد، الناصرة، نابلس - إلاّ أن برج القدس هدمته القوات البريطانية عند دخولها للمدينة). وتُعتبر إحدى أهم الأثار المعماريّة الباقية في فلسطين، بعد أن أقدمت إسرائيل على هدم معظم البلدات القديمة عام 1948 بحجة التطوير، ومنعًا لعودة الفلسطينيين.
لقد أثّرت مجموعة من العوامل على العمارة في الفترة العثمانيّة، منها عوامل سياسيّة واقتصاديّة واجتماعيّة وطبيعيّة مناخيّة. وتتمثل هذه العوامل بمرور المدن الفلسطينيّة بمراحل من الازدهار والتراجع في ظل حكم المماليك قبل الحكم العثماني، حيث أبقى العثمانيّون على الهيكل الإداري المملوكي السابق، والنظام المالي الذي اعتمد على نظاميّ الإقطاعات العسكرية والإدارية، والذي أفرز الطبقات الحاكمة التي شيّدت القصور، وطبقة الرعيّة التي شيّدت المباني البسيطة. ولقد لعب التفاوت في مستوى الدخل بين الناس دورًا في جعل متطلبات لكل منهم في بيته تختلف عن الآخر، فالبيت يزداد مساحة وارتفاعًا مع الغنى أو اختلاف أهداف استعمال السقف للتعليق. كذلك بيوت الفلاحين تختلف من حيث كون صاحب البيت يملك مواشي أو لا يملك. كما أن مزيج السكان الذين سكنوا فلسطين أفرز أربع طبقات اجتماعية للسكان هي طبقة العائلات الحاكمة صاحبة النفوذ، وطبقة الأعيان من رجال الدين والعلماء، وطبقة التجار والأثرياء، وطبقة العامة. مما انعكس على المساكن وأحجامها وأنواعها.
لقد لعب المناخ دورًا كبيرًا في تحديد شكل العمارة ونمطها، فقد كان الفناء الداخلي للبيت الفلسطيني في العهد العثماني يوفر الجو المريح للسكان، وارتفاعه الذي يمنع أشعة الشمس في التغلغل في البيت، كذلك سماكة الجدران الكبيرة كانت نتيجة المناخ ليعمل كعازل للحرارة المرتفعة.

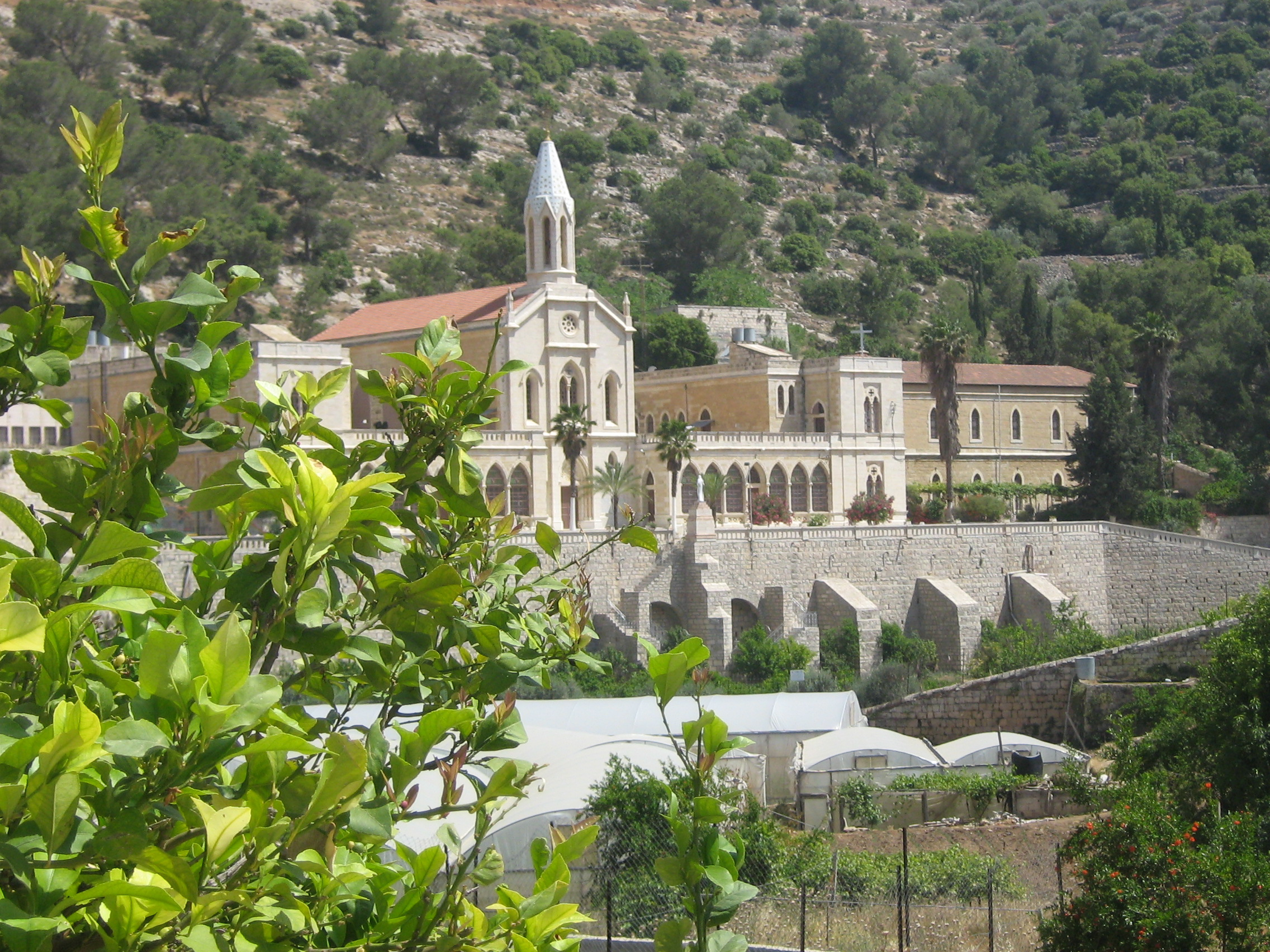
دير الجنة المقفلة، أرطاس (1901). صممه مرقص نصار.

تجدر الإشارة إلى أن بعض القوى الغربيّة قد استغلت ضعف الدولة العثمانيّة في أواخر عهدها، أو استفادت من علاقتها الجيّدة مع العثمانييّن، وتحديدًا في القرن التاسع عشر وبداية القرن العشرين، فأقامت مبانٍ دينيّة كنسيّة في فلسطين بحجّة خدمة رعاياها والحجّاج المسيحيين، كما حصل في القدس والناصرة والخليل، وغيرها من المدن الفلسطينيّة. من تلك الأمثلة: المجمّع الروسي في القدس (1864)، الذي بُني على الطراز الكلاسيكي من قبل الجمعيّة الإمبراطوريّة الأرثوذكسيّة الفلسطينيّة، وبدعم من قيصر روسيا، والتكية النمساويّة في القدس (1857)، وهي مبنى تكية ودار ضيافة للحجاج المسيحيين التابعين للكنيسة الكاثوليكيّة بالنمسا، والكنيسة اللوثريّة في القدس (1898) التي تُعد من المؤسسات التابعة للكنيسة الإنجيليّة الألمانيّة في فلسطين، ومستشفى المطلع، وهو مجمّع كَنَسي طبّي بناه الألمان في القدس (1910)، وكنيسة القديسة حنة في القدس، التي قدّمها السلطان عبد المجيد الأول إلى نابليون الثالث في عام 1856م، تقديرًا للدعم الفرنسي للعثمانيين خلال حرب القرم، حيث تعود ملكية الكنيسة حاليًا إلى الحكومة الفرنسيّة.
لقد برز في نهاية الحقبة العثمانيّة عدد من المعماريين المحليين الذين عادوا من الخارج. ولقد كان من أهمهم مرقص نصار، الذي كان أول معماري في بيت لحم بشكل رسمي. ويُعتبر دير راهبات الجنّة المُقفلة في قرية ارطاس أول أعماله، والذي عمل فيه إلى جانب أخيه عام 1901. ولقد عمل فيه عدد كبير من الحجّارين والنحّاتين والعمّال من بلدات مختلفة في فلسطين، ولقد استمر العمل فيه ثلاث سنوات. ولقد انتدبت الدولة العثمانيّة نصّار لشق الطريق الواصل بين القدس ويافا، وبين القدس والخليل. كما برز أيضًا عدد من المعماريين الغربيين الذي استقروا في فلسطين في تلك الفترة، من أهمهم المهندس والمستشرق الألماني الأمريكي غوتليب شوماخر.

### الانتداب البريطاني

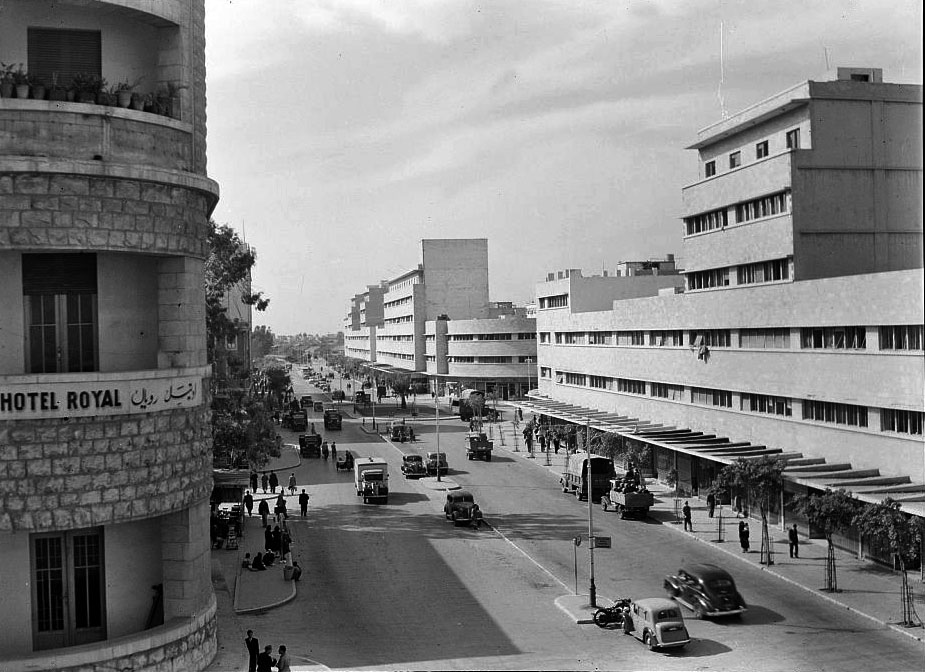
عمارة الحداثة في حيفا عام 1934.

احتلت بريطانيا فلسطين عام 1917، واستمرت باحتلالها حتى عام 1948، حيث أعلنت خلال تلك الفترة الانتداب البريطاني. ولقد شهدت هذه الفترة دخول عمارة الحداثة إلى المدن الفلسطينيّة الكبرى، كما ساهم عدد من المعماريين البريطانييّن في هذا الأمر. ولقد شيّدت الإدارة البريطانيّة عدداً من المعالم المعماريّة العامّة، منها مبنى البلديّة القديم بالقدس. ولقد تم تشكيل جمعيات لتطوير المدن، مثل جمعيّة محبيّ القدس. ثم تم وضع خطط متتالية لتطوير المدن وتم توسيع العمران باتجاهات تنسجم مع تطلعاتها السياسيّة ومصالحها. لقد تم وضع عدد من المخططات التنظيميّة للقدس في هذه الفترة، حسب الأهداف العليا التي صاغتها الحكومة البريطانية، وعلى رأسها توسيع وتنمية الأحياء الواقعة غربي أسوار المدينة، وإبقاء المناطق الشرقيّة خارج حدود البلديّة، ومنع البناء فيها. كان أول تلك المخططات عام 1918، ثم تلاه مخططات عام 1919، 1929، 1930 وأخيرًا 1944.

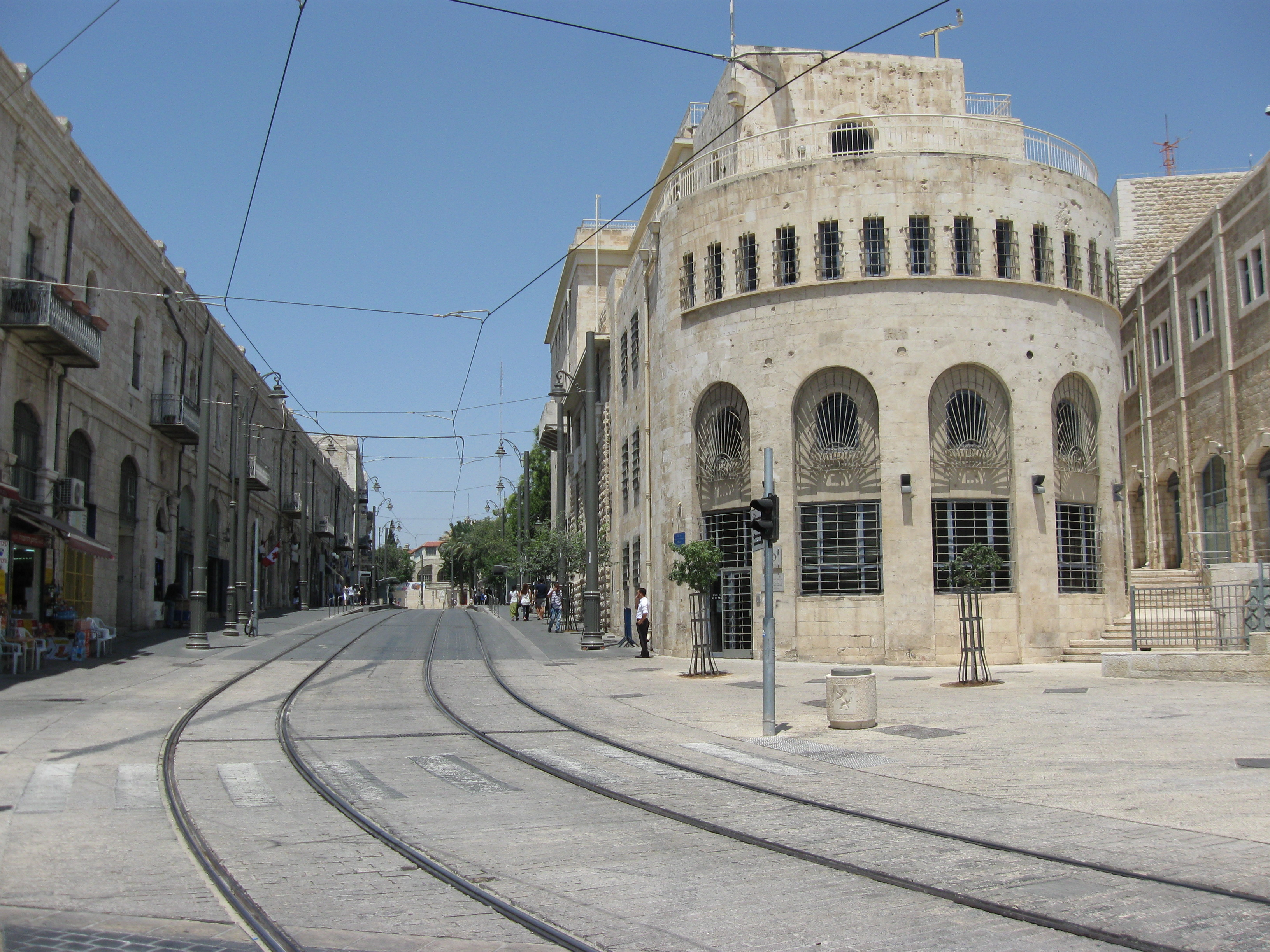
المبنى القديم لبلديّة القدس (1930).

قامت سلطات الانتداب البريطاني بتعيين عدد من المعماريين البريطانييّن في فلسطين، حيث عُين أوستين هاريسون في منصب المهندس المعماري الرئيسي لدائرة الأعمال العامّة التابعة لحكومة الانتداب. تضمّنت أعماله في البلاد العديد من المباني العامّة التي صممها في القدس وخارجها، أهمها متحف الآثار الفلسطيني، وقصر المندوب السامي البريطاني على جبل أبو طور، الذي يُستعمل اليوم كمقر لهيئة الأمم المتحدة في المنطقة.
لقد أرسلت حكومة الانتداب سلسلة من ستة مخططي مدن إلى فلسطين الانتدابيّة لمحاولة إدارة التوترات الطائفيّة التي كانت سمة من سمات هذه الفترة. وكان أحد هذه الشخصيات تشارلز روبرت أشبي، وهو مصمم بارز في الفنون والحرف البريطانيّة، عمل مستشارًا مدنيًا لمدينة القدس (ما بين 1919-1922) ومستشارًا مهنيًا للجنة تخطيط المدن. ووصف اشبي بأنه أكثر الموالين للعرب والكارهين للصهيونية من المخططين الستة. لقد كانت وجهة نظر اشبي للقدس تهدف إلى حماية أعمال الصيانة والإصلاح في المدينة، وإحياء الصناعة الحرفيّة هناك لإصلاح قبة الصخرة المتضررة، بهدف حماية النسيج التقليدي للمدينة.
تجدر الإشارة إلى أن المهاجرين اليهود إلى فلسطين في هذه الفترة قد ساهموا في إدخال طُرُز معماريّة عالميّة إلى البلاد، كعمارة الباوهاوس. وقد تم وضع بعض تلك الأعمال المعماريّة على قائمة التراث العالمي مثل المدينة البيضاء، حيث تم تشييدها حسب مخطط مدني يعكس مبادئ التنظيم المُدني العضوي العصري.

### العصر الحديث

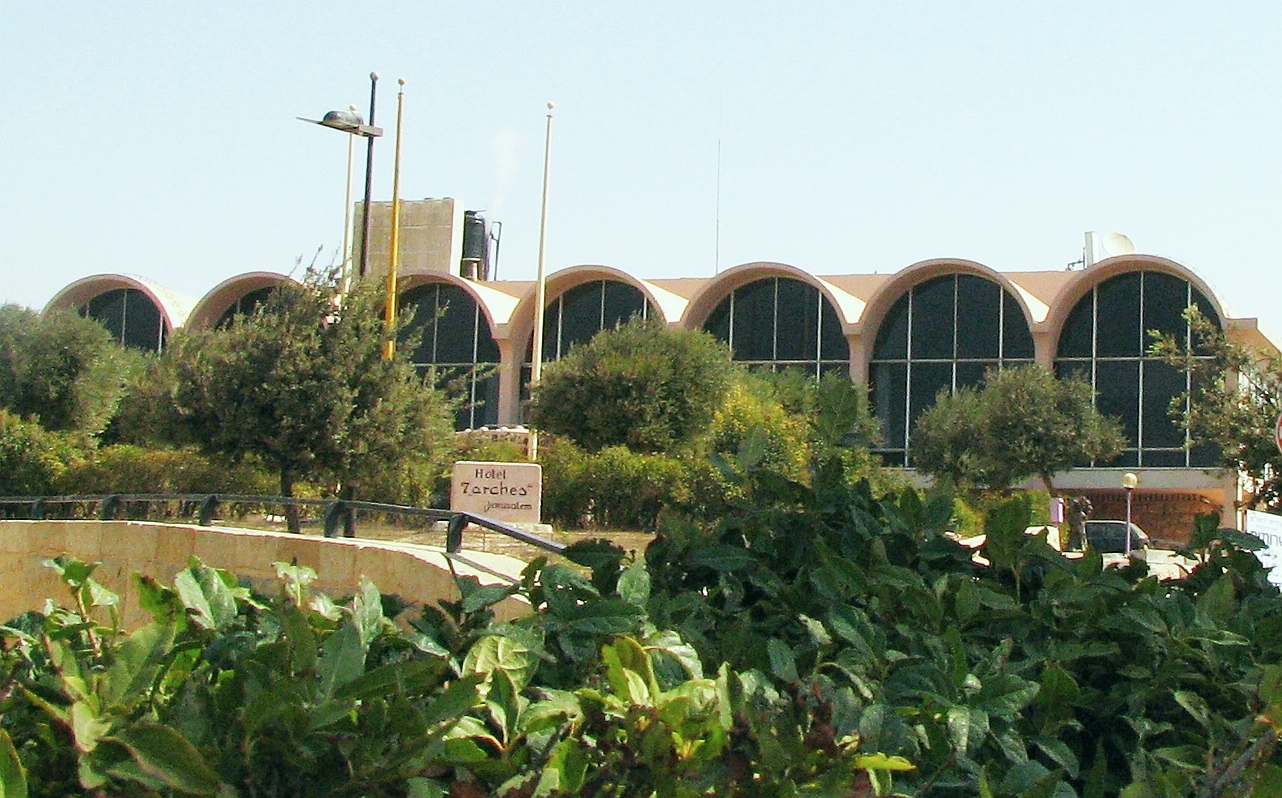
فندق الأقواس السبعة بالقدس (1964).

تأثرت العمارة في فلسطين بعد النصف الثاني من القرن العشرين بعمارة الحداثة. ويُلاحظ انعكاس العمارة العالميّة على العمارة في فلسطين من حيث المفاهيم والمبادئ الأساسيّة للفكر المعماري العالمي. ويرجع ذلك إلى معايشة أغلب معماريي هذه الفترة للعمارة العالميّة من خلال الجامعات التي درسوا فيها أو من خلال اطلاعهم عليها. ويُعتبر المشهد المعماري الفلسطيني المعاصر نتيجةً لعملية تراكمية طويلة الأمد تعرضت لتأثيرات كثيرة قادمة من محيطها الإقليمي والعالمي، بحيث أصبحت العمارة الفلسطينية جزءًا من المشهد المعماري العربي والإسلامي والمتوسطي وحتى العالمي.

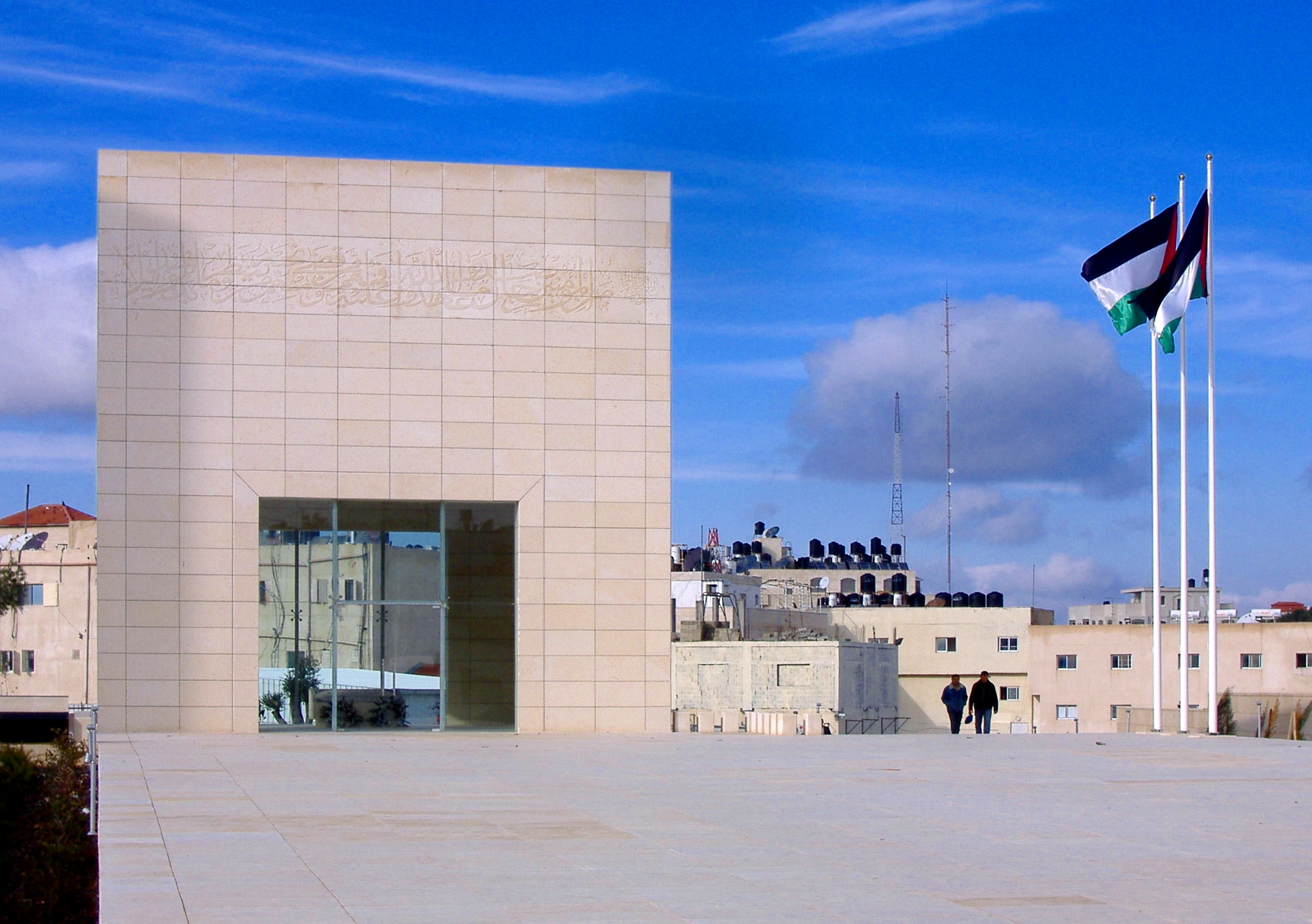
جانب من مبنى المقاطعة، رام الله. صممه جعفر طوقان.

لقد وقعت العمارة في فلسطين في القرن العشرين تحت شروط أكثر تعقيدًا مما قد تواجهه العمارة في سياقات أخرى. فالأراضي الفلسطينيّة أراضِ مُحتلّة، بالتالي فقد تم تقسيمها وتصنيفها في مناطق مُشرذَمة، تُعيق الامتداد الطبيعي للإعمار. غير أن السيطرة على الأراضي والتحكم بها هي لب صراع الفلسطينييّن مع الاحتلال الإسرائيلي، بالإضافة إلى مخيمات اللاجئين والتي احتلت مساحات عشوائيّة إثر نكبة فلسطين، وشكّلت عشوائيات مُتكدّسة على مشارف المدن الفلسطينيّة في المناطق التابعة لإدارة السلطة الفلسطينيّة.
لقد تعرّضت الكثير من المعالم المعماريّة الفلسطينيّة للهدم بعد عام 1948. ولقد شنّت السلطات الإسرائيلية سلسلة من الاجتياحات لمختلف المدن والقرى الفلسطينيّة. وعملت على سرقة مكونات العمارة الفلسطينيّة، وذلك من خلال السطو على حجارة المباني التاريخيّة، بما تحمله من مظاهر جماليّة، لتشييد مبان بطراز قديم للإيهام بتمثيلها رمزًا دينيًا أو شعبيًا. وتظهر الوظيفة العسكريّة لعمارة المستوطنات الإسرائيلية بوضوح، من خلال دورها في تقطيع أوصال الأرض الفلسطينيّة على نحو تصير فيه القرى والمدن الفلسطينيّة في ما يشبه معازل وكانتونات يخضع محيطها للسيطرة الأمنيّة الإسرائيليّة.
لقد تبّنت السلطة الفلسطينيّة بعد تأسيسها عام 1993 عددًا من السياسات التي تندرج تحت إطار النيوليبراليّة. لقد تم إنشاء أول مدينة فلسطينية يتم تصميمها وفق مخطط تنظيمي هيكلي قرب رام الله، وهي مدينة روابي، بحيث تواكب ما توصل إليه العمارة وفق تخطيط حضري ينسجم مع الممارسات البيئية المستدامة. إلا أن المشروع تعرّض للانتقادات من العديدين بسبب ارتباطه بالسلطات الإسرائيليّة.

## العمارة الفلسطينية التقليدية

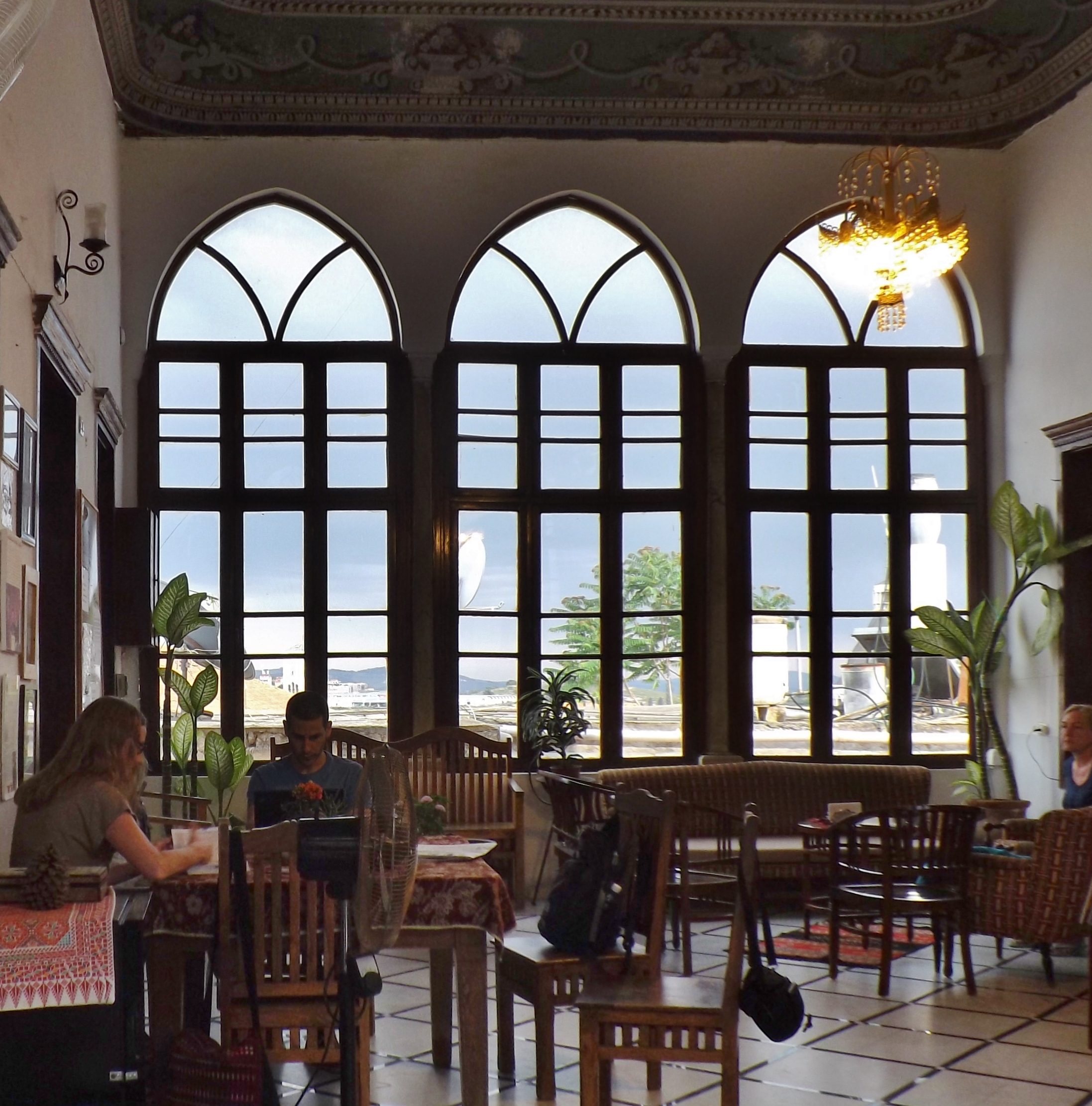
نُزُل يعود بناؤه إلى 200 عام بالناصرة.

يشير مصطلح العمارة التقليديّة الفلسطينيّة إلى نوع مُحدَد من المباني التي شُيدت في فلسطين التاريخيّة بطريقة ومواد وتقنيات تقليديّة، حيث تم الأخذ بعين الاعتبار أن إنشاء تلك المباني تم بمواد محليّة ذات أسعار معقولة. وتختلف العمارة الفلسطينيّة التقليديّة من مكان إلى آخر، حيث أن المناطق المشتركة بطبيعة المناخ ومصادر المواد استخدمت نفس التفاصيل والعناصر. ففي المناطق الجبليّة والسهل الساحلي مثلاً، كان الحجر الطبيعي مادة البناء الرئيسيّة المستخدمة، بينما كان نادر الاستخدام في منطقة وادي الأردن، ليس فقط لأنه غير متوفر في الطبيعة هناك، ولكن أيضًا لأنه لا يتجاوب مع متطلبات وطبيعة المناخ في تلك المنطقة. ونتيجةً لذلك، يوجد نمطان اثنان مختلفان في نظام تسقيف المباني التقليديّة في فلسطين.
لقد تأثرت العمارة التقليديّة الفلسطينيّة بثقافات أخرى، وإن كانت بعض التقنيات ومواد البناء لا تزال قيد الاستخدام منذ العصور القديمة. لقد تم تطوير العديد من التفاصيل والمكونات المشتركة. ولقد استُخدمت مجموعة من العناصر والتفاصيل كوحدات نموذجيّة. لقد أُخذت تقنيات بناء وعناصر مختلفة عن ثقافات مختلفة، كالعمارة الرومانيّة، والبيزنطيّة، والصليبيين، والعديد من الثقافات الأخرى التي تركت لها أثرًا في العمارة التقليدية الفلسطينيّة. إن معظم ما نجا من العمارة التقليديّة في فلسطين قد بُني في الفترة العثمانيّة، في حين لا يزال بالإمكان رؤية بعض آثار العمارة المملوكيّة، بينما نادرًا ما تتوفر أمثلة من الفترة الأمويّة وغيرها من الفترات الأخرى. لقد بدأ استخدام المواد والتقنيات الجديدة بتغيير الطريقة التقليديّة للبناء بحلول نهاية النصف الأول من القرن العشرين، بالرغم من أنه من الصعب تحديد الفترة التي تميّز الانتقال بين فترتي العمارة التقليديّة والحديثة في فلسطين. وتتميز القرى والبلدات القديمة في المدن الفلسطينيّة بطرازها المعماري ونمط البناء وحجمه وشكله واستعمالاته وطريقة بنائه. ويُلاحظ دقة التصاميم من نقش ونحت وزخرفة، وهي يدوية العمل وتلبي الحاجة.

### طرز معمارية تقليدية
لعبت الحياة الاجتماعية والاقتصادية في فلسطين دورًا مهمًا في اختلاف الأساليب والطرز المعماريّة التقليديّة. ولأسباب اقتصادية، لم يتمكن الأشخاص ذوو الدخل المنخفض من بناء نفس المنازل التي يمتلكها الأغنياء. وكانت وظيفة المبنى هي تحديد منطقة المباني وطرازها. لقد أدى اختلاف المناخ والبيئة والموقع إلى ظهور أنماط معماريّة مختلفة، ولكن باستخدام مواد وتقنيات البناء ذاتها. يمكن تقسيم المباني التقليديّة الفلسطينيّة حسب طريقة تحميل السقف إلى: البناء الخالي من الدعامات الداخلية، والبناء ذو الأعمدة، والبناء ذو الرواق، والبناء المسقوف بالقبو. كما يمكن تصنيف تلك المباني بدراسة خصائص المناطق الريفيّة والحضريّة، وعلى النحو التالي:
منازل الفلاحين البسيطة

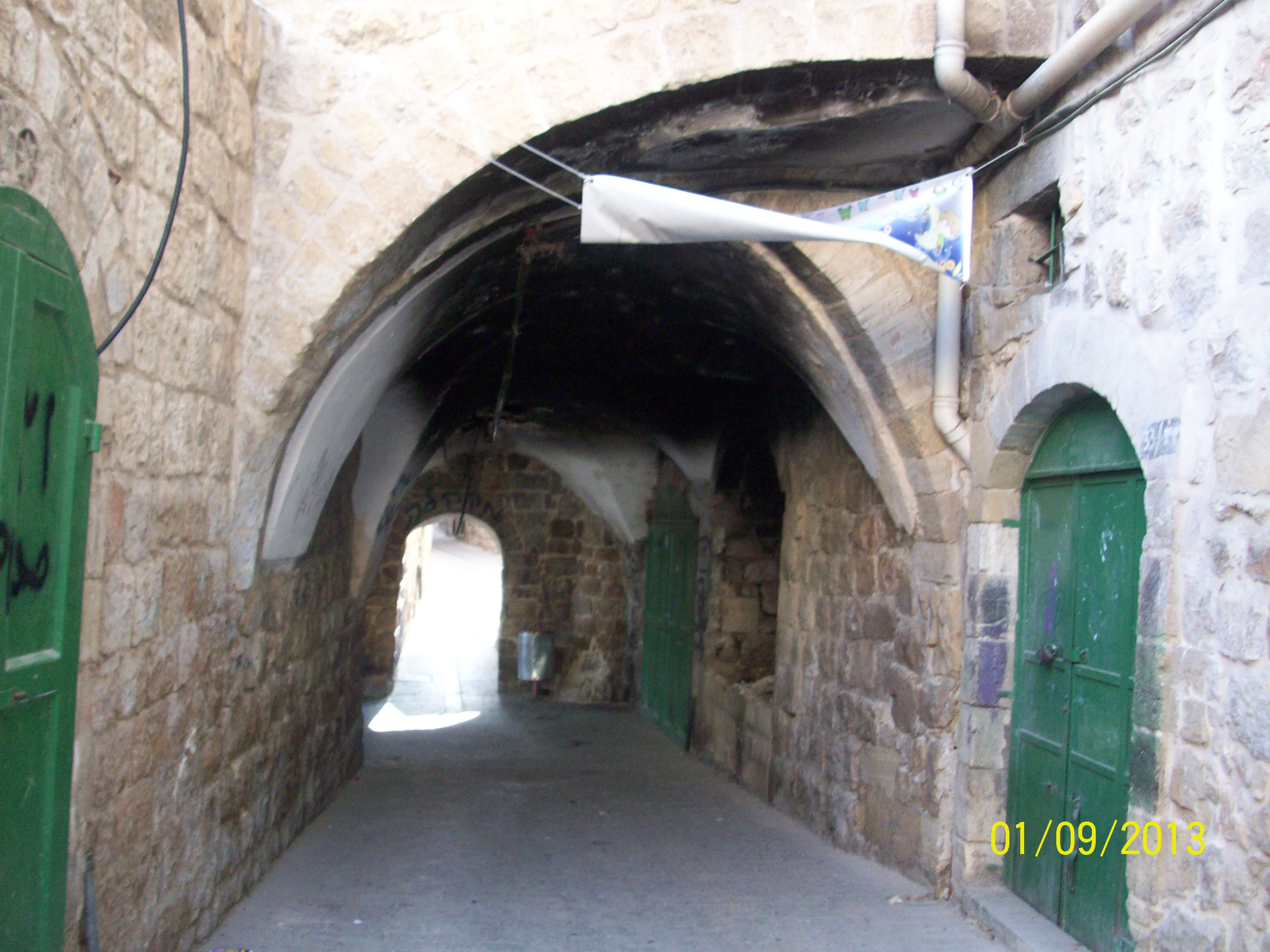
عقود البلدة القديمة في الخليل.

كانت طريقة البناء التقليديّة في معظم المباني في فلسطين هي منازل الفلاحين البسيطة حتى بداية القرن العشرين. ويتكون هذا النوع من المباني من غرفة بسيطة مكعبة الشكل (الأوضة/ الغرفة). وتختلف بأبعادها وارتفاعها، حيث يمكن أن تُلحق بغرفة أخرى لنفس العائلة. بالنسبة للفتحات، فتتميز هذه المباني بصغرها، نظرًا لعدم مقدرة الفلاحين على شراء الخشب (الذي يُعتبر نادرًا في فلسطين) لإغلاق تلك النوافذ، مما جعل تلك البيوت ذات إنارة سيئة. إلا أن هذه المشكلة حُلت باستخدام فتحات علويّة موجودة بالأسقف، حيث تحمي البيت من الأشعة الحارقة بالصيف ومن الأمطار في الشتاء. وقد انتشر هذا النمط في سوريا والأردن وفلسطين ولبنان، مع بعض الاختلافات البسيطة، من حيث تقنيات البناء والتوزيع الداخلي، وبعض التفاصيل والمفردات المعماريّة.
بالنسبة للتصميم الداخلي لمعظم منازل الفلاحين البسيطة، فهي مقسّمة إلى جزئين اثنين، كما أن ثلاثة أرباع الفضاء الداخلي مرفوع عن مستوى الأرض، حيث تعيش العائلة في هذا الجزء (يُطلق عليه المصطبة)، بينما تُربى الحيوانات في الجزء المنخفض من البناء (يُطلق عليه قاع البيت). أما بالنسبة للأنواع الأخرى من منازل الفلاحين البسيطة، فيتكون الفضاء الداخلي من غرفة واحدة فقط. قد يضيف الفلاحون إلى هذه المنازل فناءً داخلياً يجمع عدداً من الغرف. ويمكن أن تُضاف غرف أخرى على أعلى الأسقف. ويتم توجيه هذه المباني تبعًا للظروف المناخية. يتبع ذلك عدد ومساحة الفتحات الموجودة بالجدران.
منازل الفلاحين المعقدة

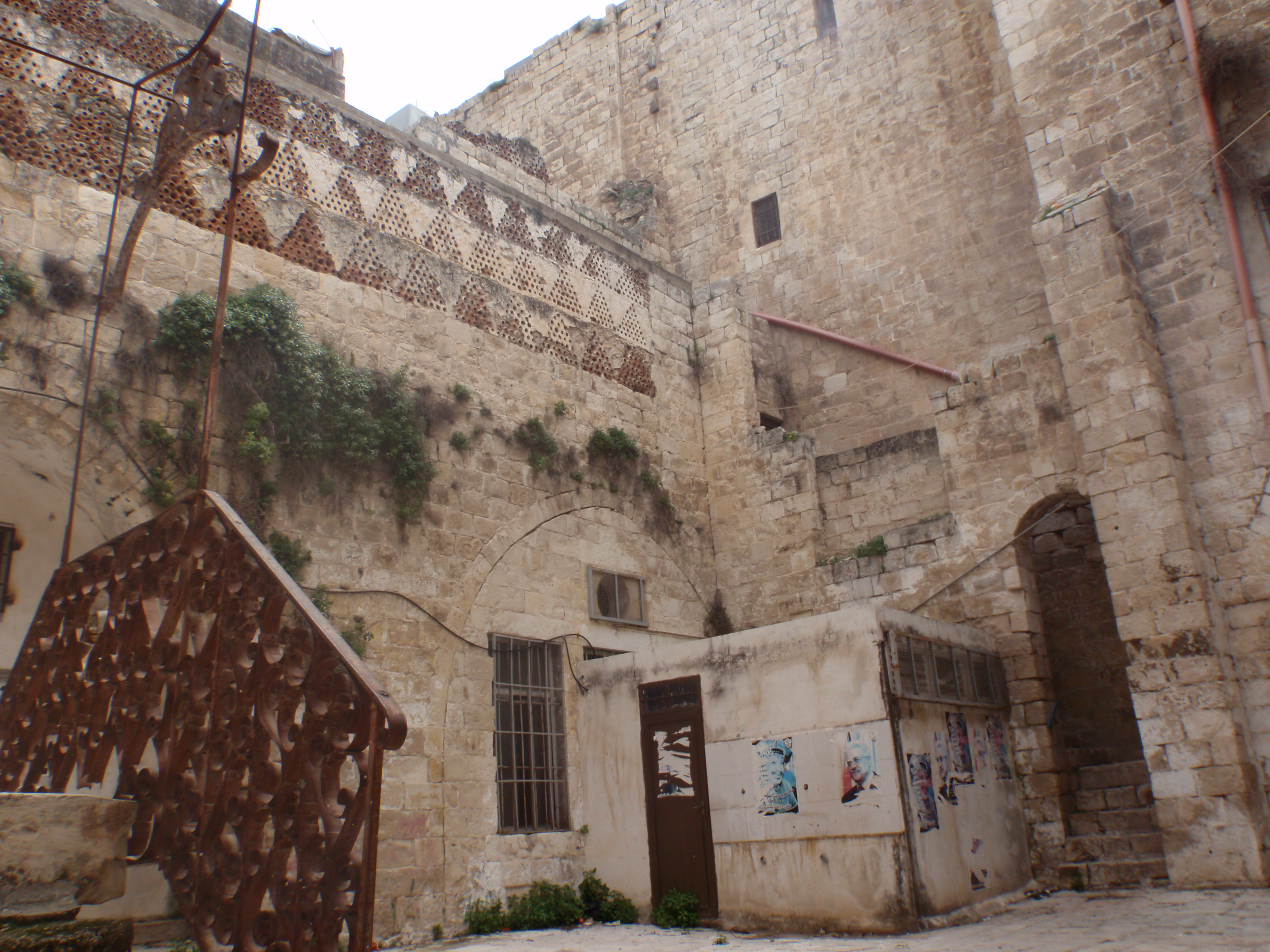
قصر عبد الهادي في نابلس.

كانت منازل قيادات الفلاحين والتجار منهم سواء في القرى والمناطق الحضرية تمتاز بأنها كبيرة وأكثر تعقيدًا، حيث كانت ذات طابق أو اثنين أو ثلاث، تخدم كمجمع عائلي خاص (كما في القرى)، أو بيت بجانب الآخر أو فوق الآخر (في المدن). كانت تلك البيوت موزعة حول فناءات داخلية بالعادة. تتميز أسقف الغرف المتعددة والموجودة في نفس الطوابق باختلاف ارتفاعها، وهذا ما يؤدي إلى وجود عدد من الدرجات والمستويات بين الغرفة والأخرى. وتتميز مخططات هذه المباني بعدم الانتظام والتناظر. يوجد في الضفة الغربية عدد من القرى الغنيّة التي احتوت قصورًا كبيرة من هذا النوع لعدد من العائلات الفلسطينيّة، مثل عرّابة، دورا، ونعلين. كان في بعض الأحيان يقوم بعض الناس ببناء غرفة فوق إحدى غرف الدار تسمى علّية نظرًا لعلوها عن باقي الغرف، وتُستخدم في النوم في ليالي الصيف الحارة، أو تستعمل مثل صالة حيث ينفرد بها صاحب الدار بزواره من الرجال، ويمكن الصعود إلى هذه العليّة بواسطة درج.
منازل المدينة
تُعتبر المنازل في مدن فلسطين أكثر تطورًا من نظيراتها في القرى. ولقد امتازت غالبيّة منازل المدينة والمباني الكبيرة، كما هو الحال أيضًا في المباني المنتظمة، بالتماثل حول محور وسطي، أي أن يقع هذا المحور حول وسط المدخل الرئيسي للبناء، وتميزت غالبية القصور والمنازل الفخمة بتعقيد تصميم الواجهة الرئيسية وكثافة زخرفتها لتعكس نفوذ صاحبها ووضع العائلة الاجتماعي والاقتصادي، أما واجهات البناء الأخرى فتميزت ببساطة تصميمها وخلوها تقريبًا من الزخارف، إلا أن الواجهات الأربعة كانت تتشابه من حيث روح التصميم ونسب الفتحات وأبعادها. وتتواجد منازل الفلاحين البسيطة والمعقدة في المدن إلى جانب طرز معماريّة أخرى، مثل منازل الفناء ومنازل الليوان.

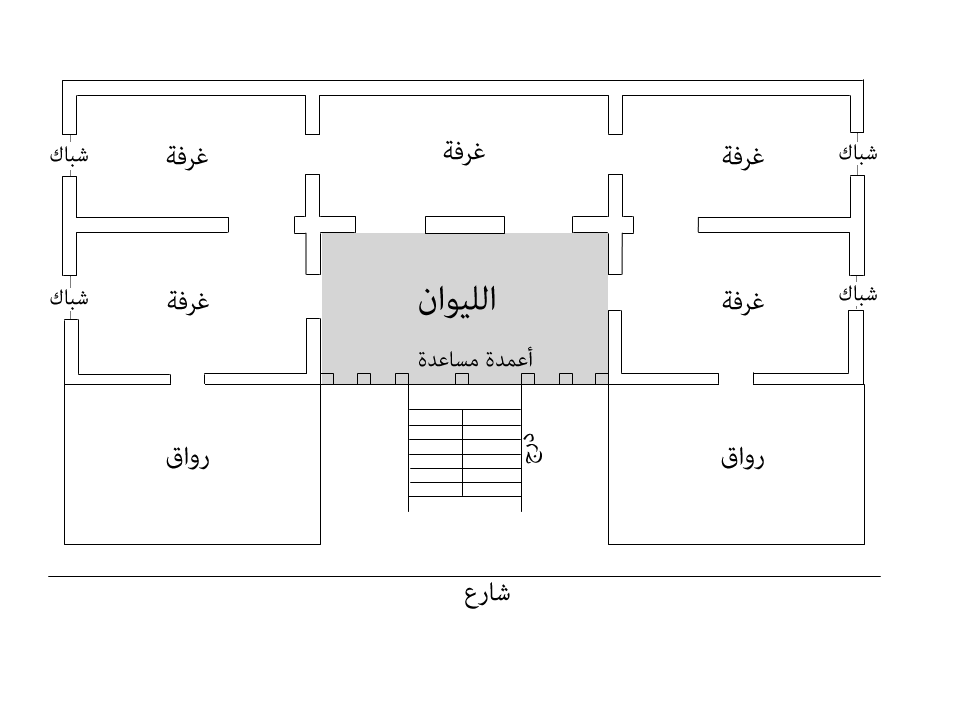
مخطط منازل الليوان.

بالنسبة لمنازل الفناء، فقد بُنيت غالبًا لتعطي خصوصية أكثر، ولإعطاء سهولة في الوصول إلى الغرف المحيطة بالفناء المكشوف. علمًا أنه في بعض الحالات، لا تحيط الغرف بالفناء من كل الجهات، بل يشكّل السور الخارجي جزءًا من المحيط، والذي يفصل الفناء عن المحيط الخارجي. تُعتبر منازل الفناء، وخاصةً تلك التي تحتوي على رواق، من المباني ذات الكفاءة العالية في حفظ الطاقة، والمتكيّفة مع المناخ المحلي، حيث أن الغرف المطلّة على الفناء لا تُوجّه إلى الشمس في الصيف، وهي معزولة من مطر الشتاء، بالإضافة إلى أن الفناء مفتوح للتهوية، ومُظلل في معظم الأوقات.
أما بالنسبة لمنازل الليوان، فقد احتوت على أكثر من غرفة. وتؤدي معظم مداخل المنازل تؤدي الصالة (الليوان)، حيث أن غرفة المعيشة موجودة على طرفي هذه الصالة. وتُستخدم الصالة كغرفة للجلوس. تتميز هذه القاعة بعمقها، وبواجهة خارجيّة ذات عقد مُصلب في العادة ذي واجهة تحتوي على أعمدة ثلاث. تم أخذ اعتبار توجيه هذه المباني في المدينة وفقًا لعوامل المناخ، ولكن في بعض الأحيان يلعب شكل الأرض دورًا رئيسيًا في هذا التوجيه.
لقد تركزت الفلل والمساكن الفخمة في المدن الرئيسيّة، كما في القدس، وخصوصًا الجزء الغربي من المدينة، الذي سيطرت عليه إسرائيل في 1948. وتعكس هذه المباني القديمة تطور الطبقة الغنيّة المقدسيّة التي سكنت خارج أسوار البلدة القديمة، وما زالت تمثُل حتى اليوم بكامل هيبتها قصورًا حجريّة مبنيّة بطراز يدمج بين ملامح العمارة الإسلامية والعمارة الحديثة. وتمتاز القصور العربيّة بجمالية وفخامة نادرتين، وتُعتبر الأقواس علامتها الفارقة، وقبالة كل منها حدائق تزينها أشجار الليمون والرمان والياسمين. ومن تلك القصور بيت رجل الأعمال الفلسطيني الراحل قسطنطين سلامة، وبني في حي الطالبية عام 1930، وهو يتوسط ميدانًا كان يحمل اسم سلامة قبل أن يُهوّد، ويستخدم اليوم مقرًا للقنصلية البلجيكية. وهكذا بيت عائلة طرشة الذي يتميز ببوابة حديدية مزدانة بأعمال فنية نادرة، وهو اليوم مقر القنصلية الإسبانية. وليس بعيداً عنه بيت عائلة سنونو المحاط بحديقة، وبيت هارون الرشيد، وبيت واصف بشارات، وهي مسكونة من قبل يهود بعد تهجير أهلها الفلسطينيين.

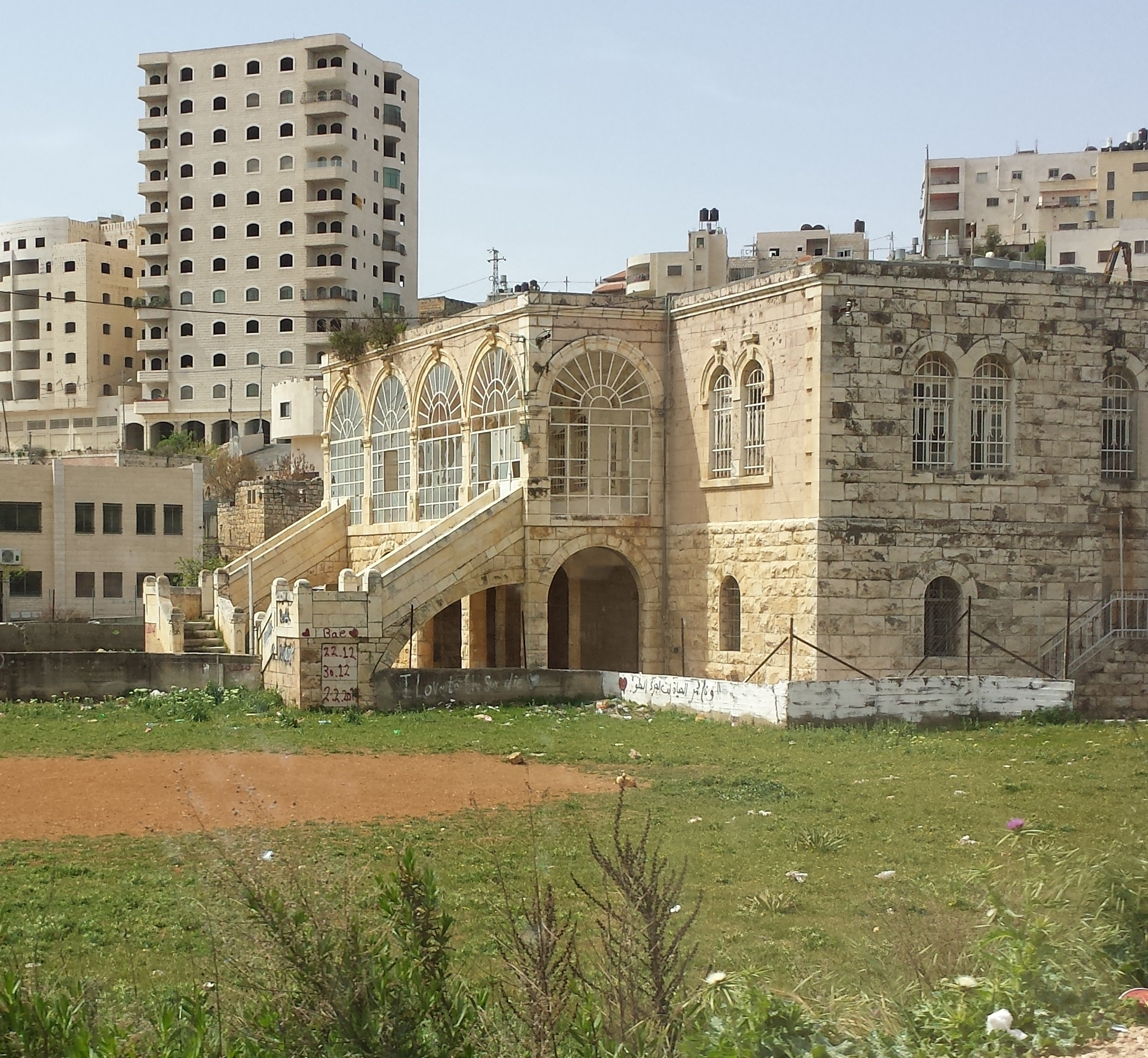
فيلا في الخليل
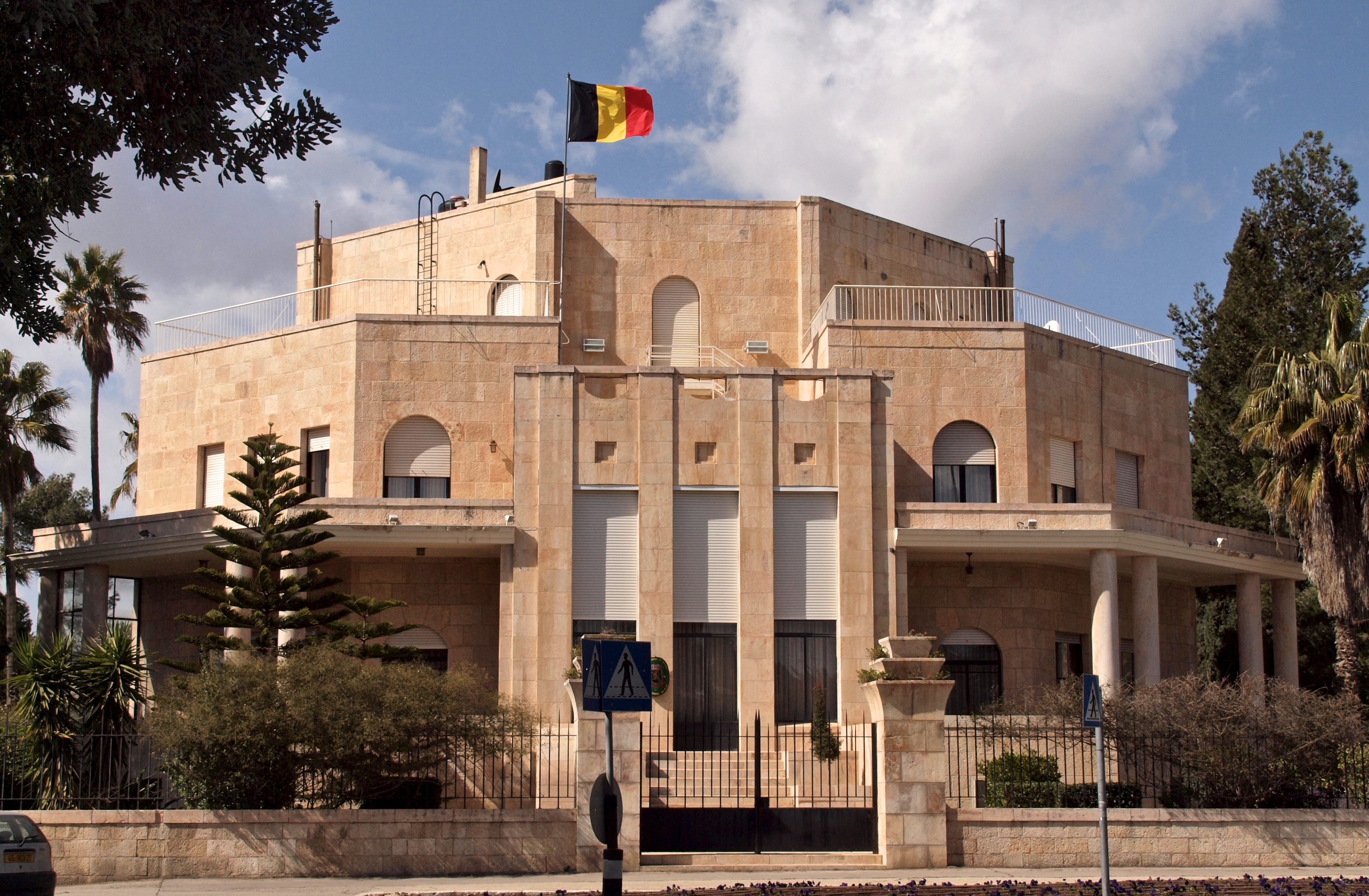
فيلا سلامة (حاليًا القنصلية البلجيكية بالقدس)
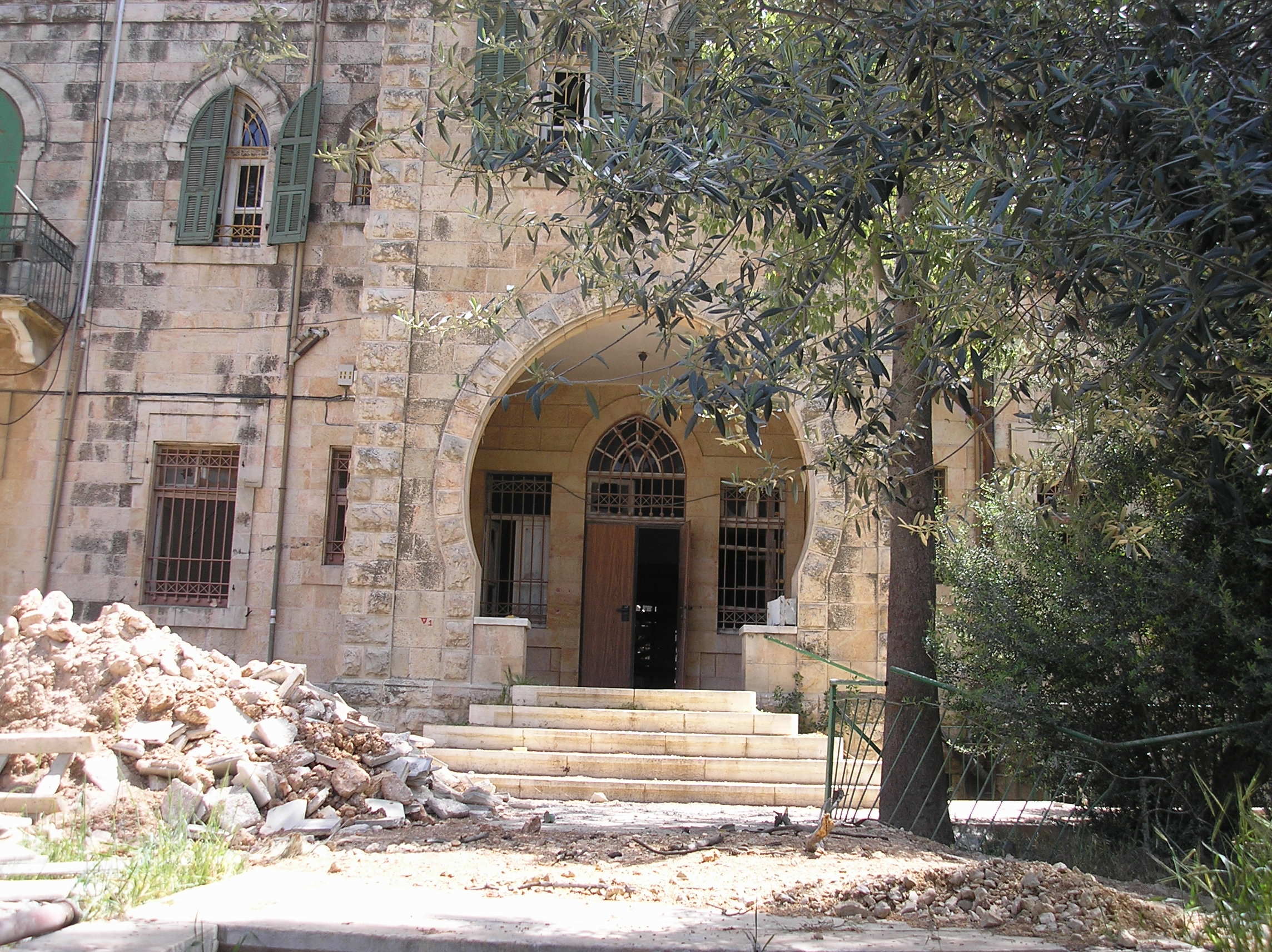
منزل أنيس جمال في القدس
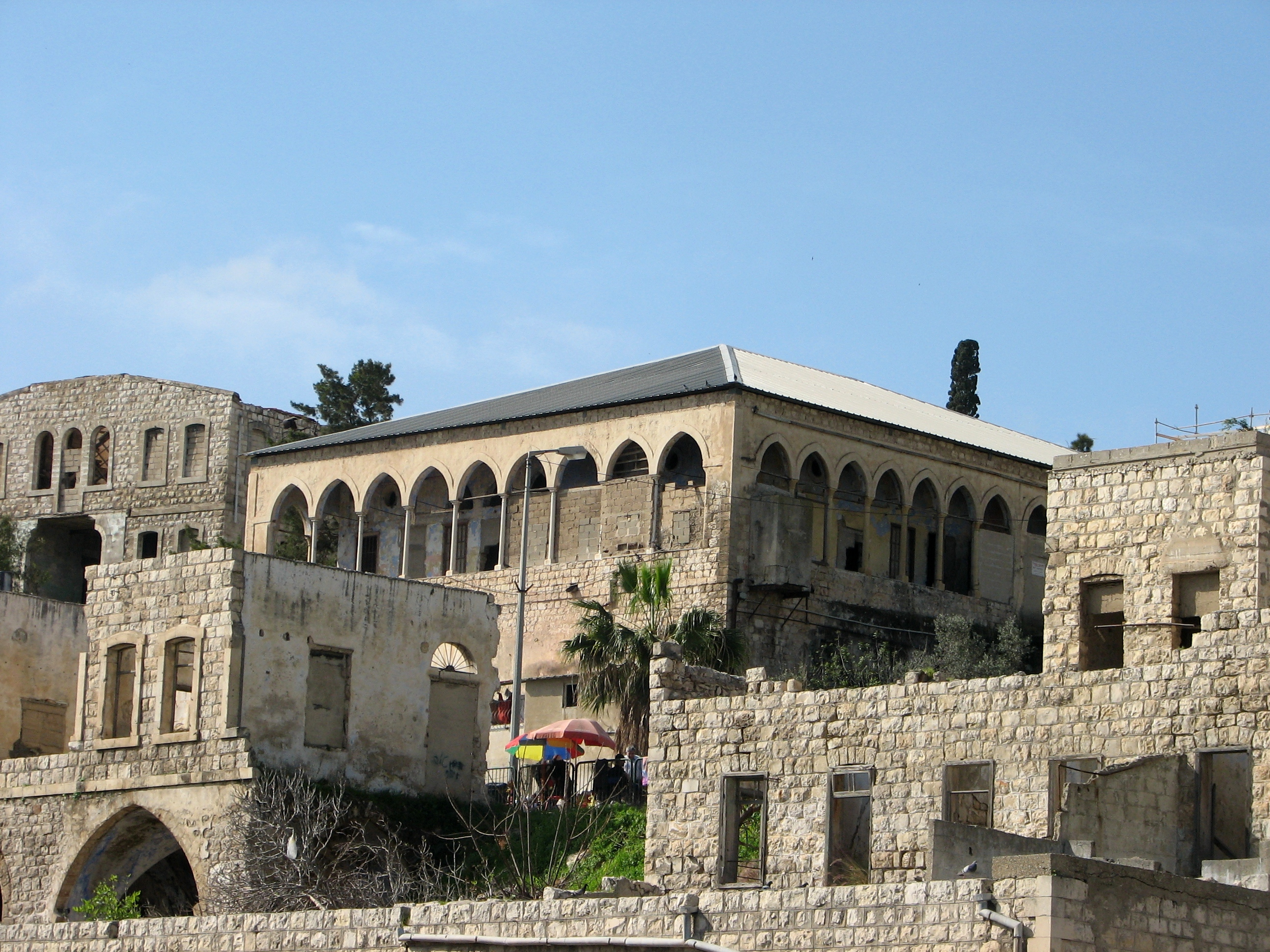
فلل وادي الصليب في حيفا
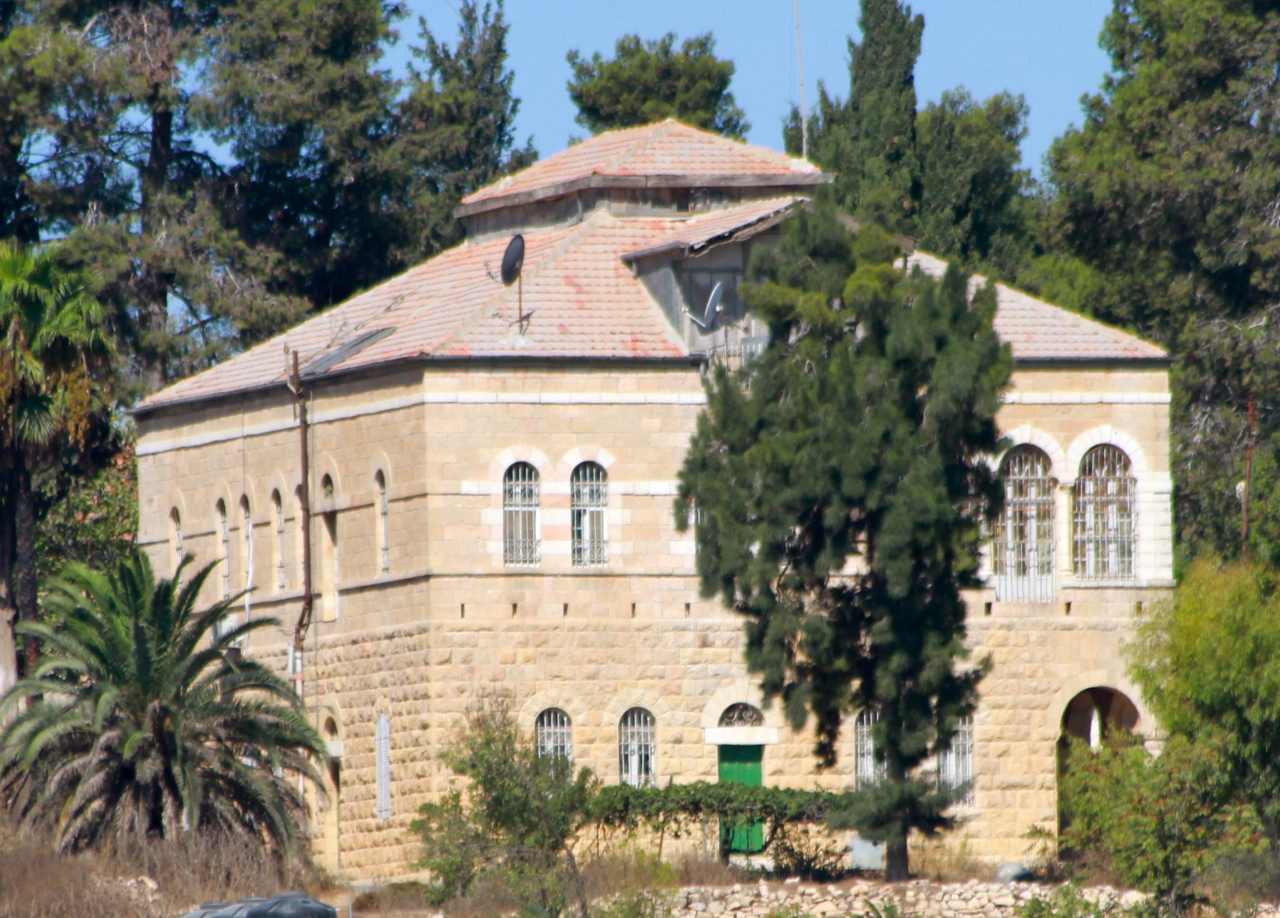
فيلا في رام الله

المباني العامة
بُنيت المباني العامة في القرى الفلسطينيّة بنفس تقنيات المنازل السكنية، وبنفس مواد البناء والتفاصيل. ولا يمكن تمييز تلك المباني عن الأخرى في القرى إلاّ في حالة المباني الدينيّة. تُعتبر غرفة العِلّيّة الأعلى في هذه المباني بالقرى. وتُعتبر معاصر زيت الزيتون في القرى الغنيّة مشابهة لمباني المنازل من الخارج، إلا أنها تختلف عنها كثيرًا من الداخل. لقد كانت المباني العامة في المدن أكثر تطورًا وتنظيمًا في التصميم والوظيفة. تختلف المباني العامة عن المباني الدينيّة، والحمّامات التركيّة، مصانع الصابون، المجمّعات التجارية، معاصر الزيتون، المدارس، الأضرحة، وغيرها.

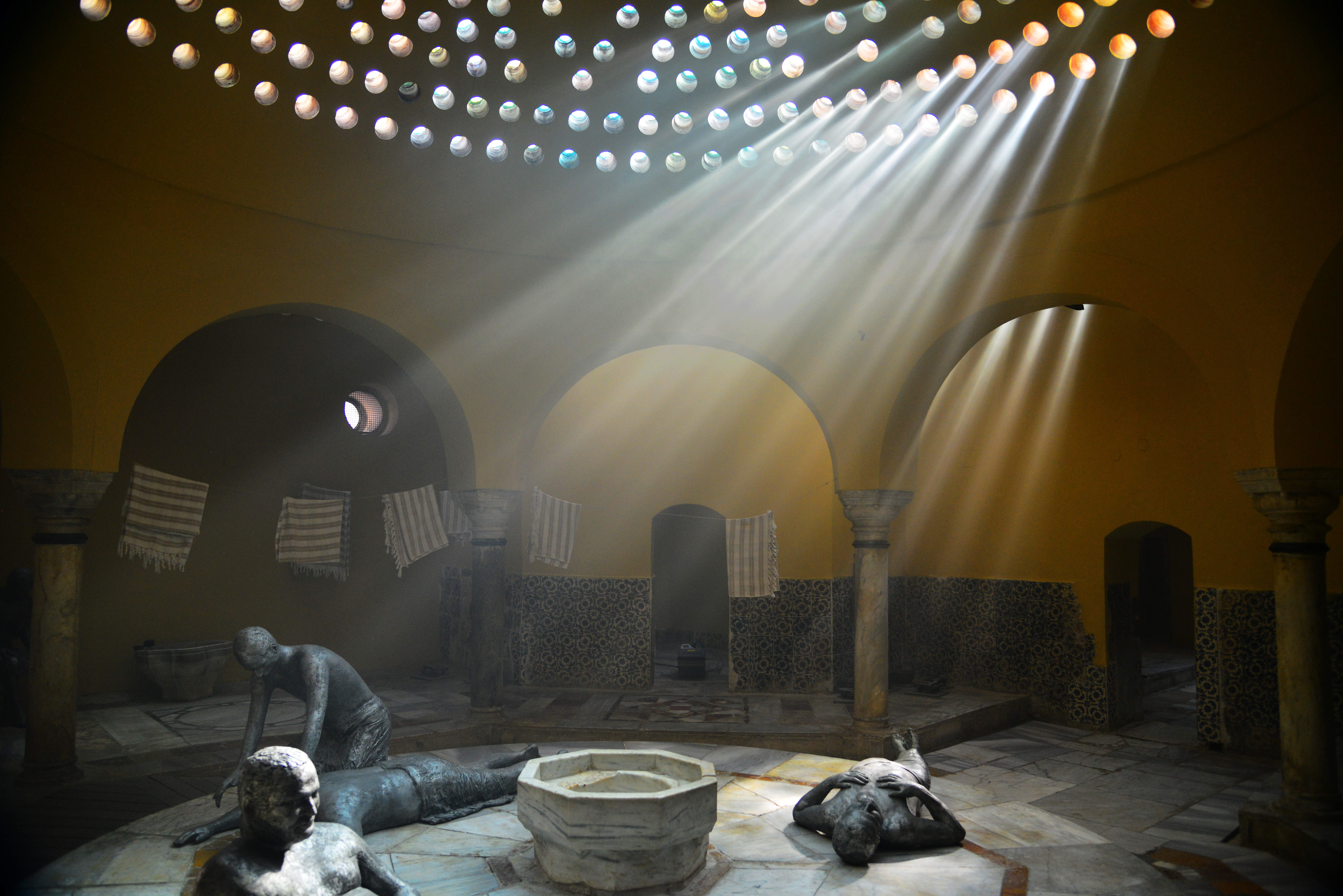
حمام الباشا في عكا.

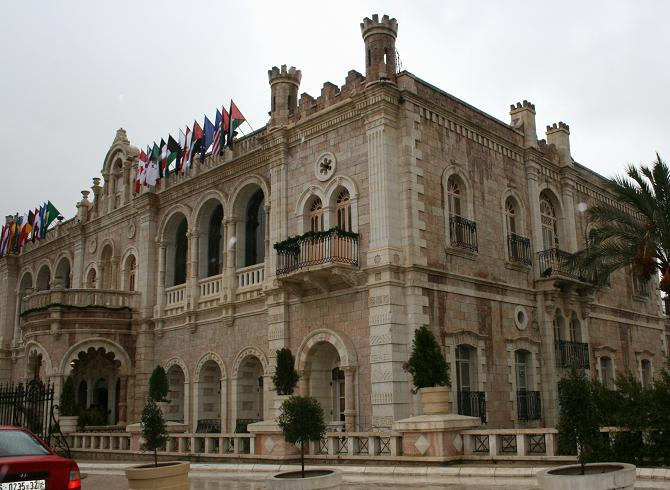
فندق قصر جاسر في بيت لحم (1910).

لقد عُرفت المدارس المملوكيّة والتكيات في القدس بفناءاتها الوسطيّة، وبالحجم الكبير للغرف المحيطة حول الفناء، بينما اتصفت الحمّامات التركيّة بتخطيط ووظائف مختلفة (غرف باردة وحارّة). ولقد بُنيت المحلات التجاريّة بمواد وتفاصيل تقليديّة، ولكن بفتحات مختلفة، بينما كانت الأبواب كبيرة في معظم الحالات، كما بُنيت تلك المحلات بصفوف منتظمة لتشكّل سوق المدينة، كما في البلدة القديمة في الخليل ونابلس وغزة والقدس. يوجد في أعلى تلك المحلات بيوت يمكن الوصول لها من خلف البناء لإعطاء بعض الخصوصيّة. لقد اشتهرت في العصر العثماني ثقافة بناء الشرفات والأقواس، ورغم بقاء كثير من هذه الآثار، فإن جزءًا منها لم يعد موجودًا. لقد لعب المناخ دورًا كبيرًا في تحديد شكل العمارة العامة ونمطها، فقد كان الفناء الداخلي لهذه المباني في العهد العثماني يوفر الجو المريح للسكان، وارتفاعه الذي يمنع أشعة الشمس من التغلغل في المبنى، كذلك سماكة الجدران الكبيرة كانت نتيجة المناخ ليعمل كعازل للحرارة المرتفعة.
الأضرحة والمقامات

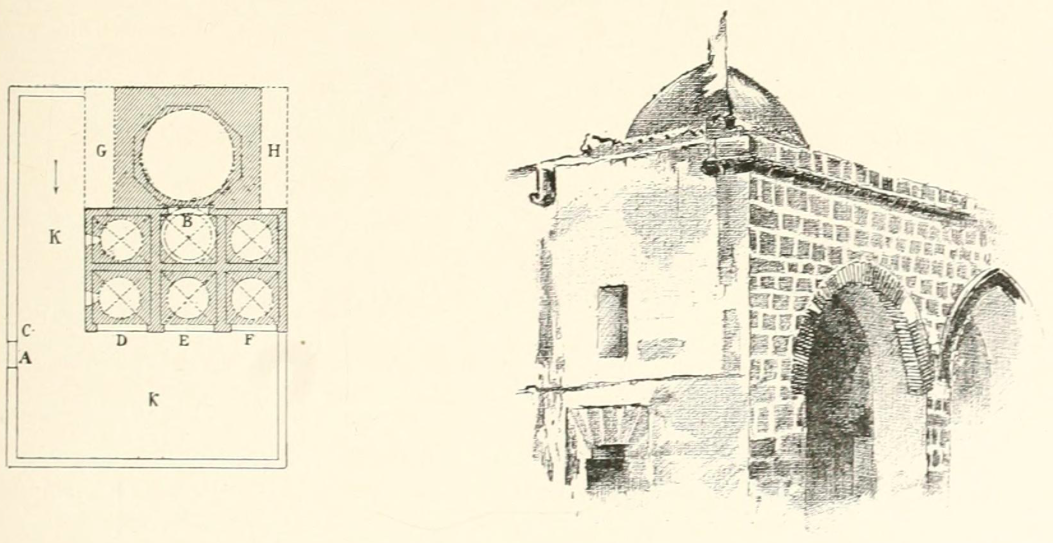
رسم ومخطط توضيحي لنموذج من المقامات الإسلاميّة في قرية يبنة المُهجَّرَة.

هنالك خصائص متكرّرة في مباني المقامات وموقعها في فلسطين. فالمقام أو المزار أو المشهد هو في معظم الحالات بناء رُباعي الشكل، له باب واطئ، ونافذة واحدة على الأغلب، وقد يكون له أكثر من نافذة. وفي أكثر الحالات يكون ذا قبّة. وأما من الداخل فهناك طاقة أو أكثر، غير نافذة تشبه الخزانة الطويلة. وهناك في العادة محراب بجانب القبر الذي يكون وسط غرفة المقام. وفي حين أن أكثر المقامات تقتصر على غرفة أو غرفتين، فإن بعضها يتألف من عدّة غرف فيها مسجد مُلحق بالمقام أو مسكن الشيخ أو الخطيب القيّم على المكان أو مضافة.
كما يوجد نوع آخر من المقامات الكبيرة التي تحتوي على غرف متعددة لإقامة الزوّار والحجّاج. وهذه المقامات هي في العادة للأنبياء كمقام النبي موسى ومقام النبي صالح. وفي كثير من الأحيان كانت المساجد تُبنى عند مقامات الأولياء.
يعود معظم المقامات المتبقيّة في فلسطين إلى ما بعد فترة الحملات الصليبية، وهذه حقيقة تشترك فيها المساجد والزوايا والآثار الاسلاميّة الأخرى التي زالت من جرّاء الكوارث الطبيعيّة والحروب والإهمال. وهي تكون بالعادة على أنواع؛ فهناك مقامات فيها أضرحة، إما داخل مبناها وإما في الساحة المجاورة له. وهناك مقامات بلا أضرحة، وكأنها أُقيمت تخليدًا لوليّ مع الاعتراف الضمني بأنه غير مدفون فيها. كما توجد قبور بلا أي نوع من أنواع الأبنية. وأيضًا كهوف تضم أضرحة أو لا تُقَسّم. ومثالها مغارة الأدهمية في القدس. ويوجد أيضًا مقامات تتألف من سور بسيط محيط بقطعة أرض، ومقامات تقتصر على شجرة أو كومة من الحجارة.

### مواد تقليدية

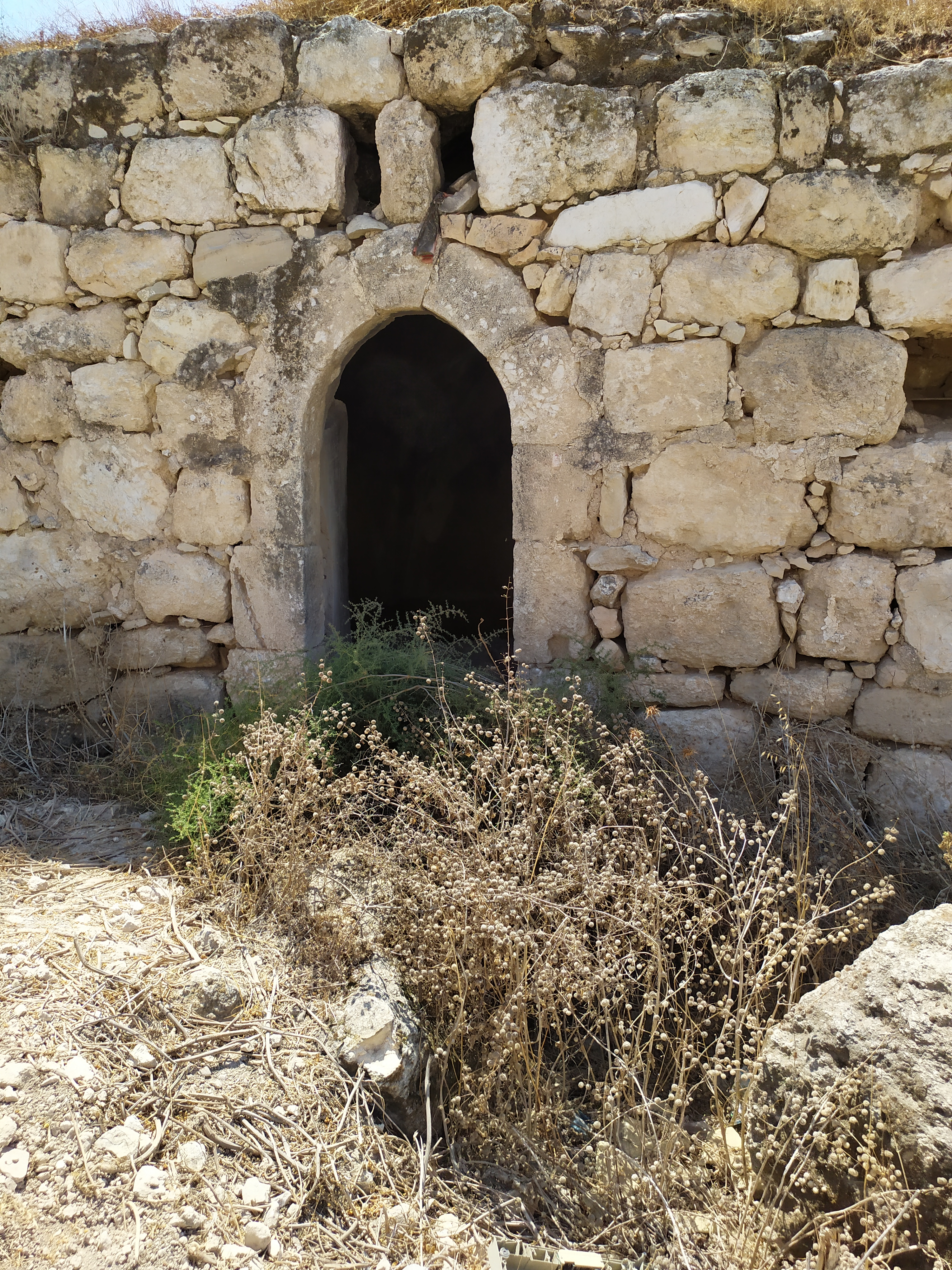
مباني حجرية في خربة سيميا غرب مدينة دورا بمحافظة الخليل

كان الحجر الطبيعي حتى النصف الثاني للقرن العشرين يُعتبر مادة البناء الرئيسيّة بالمباني التقليديّة في فلسطين، عدا منطقة وادي الأردن. إن كثيرًا من مباني الضفة الغربيّة استُخدمت في بناءها المونة الأسمنتية. لقد تم استخدام الأسمنت والخرسانة المُسلحة كتقنيات جديدة في العمارة الفلسطينيّة، والتي تم اختراعها في فرنسا بالقرن الناسع عشر، ولم تصل إلى فلسطين إلا بعد الحرب العالمية الثانية. لذلك، لم يُستخدم الأسمنت ببناء معظم المباني التقليديّة الفلسطينيّة. لقد استخدم البناؤون الفلسطينيون الجير والطين كمواد رابطة لقرون. لقد كانت أسقف البيوت تصنع من الأخشاب وأغصان الأشجار وفوقها طبقة من الطين الممزوج بالقصب. وهذا النوع من الأسقف كان شائعًا في المساكن المصنوعة من الطين والتي كان يشترط صيانتها كل عام.
تجدر الإشارة إلى أن مركز المعمار الشعبي الفلسطيني قام بتسجيل أكثر من 50,000 مبنًا تقليديًا في الضفة الغربيّة وقطاع غزة، حيث تبيّن أن الحجر الطبيعي هو مادة البناء الرئيسيّة في معظم مناطق فلسطين، بينما يُعتبر الحجر الطيني مادة البناء الرئيسيّة في غور الأردن والسهل الساحلي الفلسطيني، وخصوصًا في قطاع غزة.

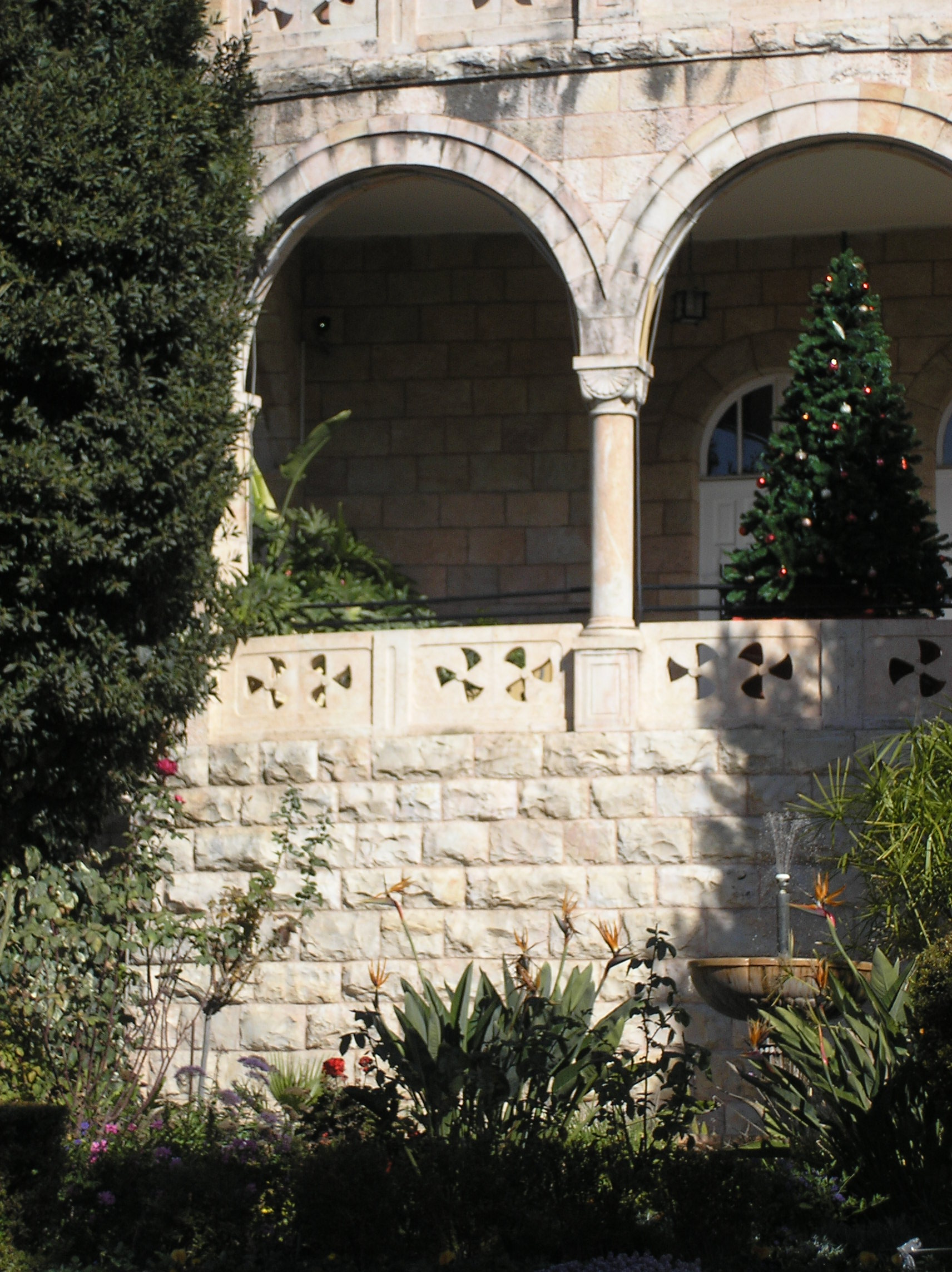
استخدام حجر القدس (منقّر، منشور، وطُبزة) في رواق بيت الشركس، القطمون.

يُعد الحجر الجيري المادة الرئيسيّة للبناء في منطقة الجبال الوسطى، بينما يُعتبر الحجر الرملي مادة البناء الرئيسيّة في السهل الساحلي، بينما يُعتبر الحجر الطيني مادة البناء الرئيسيّة في غور الأردن والسهل الساحلي أيضًا. وتُسمى طريقة استخراج الكتل الحجرية من المقالع أو المحاجر باسم التحجير. ويُسمى الحجر حسب المنطقة المُستخرج منها. ومن أشهر الأنواع في فلسطين القدس وجماعين وقباطية وتفوح. ويتم تصنيف الحجر بعد إجراء الفحوصات المخبريّة فيما يتعلق بنسبة الامتصاص للماء والوزن النوعي وإجهاد الكسر ومعيار التمزق والتآكل السطحي. تتراوح ألوان الحجر الفلسطيني حسب المنطقة الجغرافيّة بين درجة اللون الذهبي والبيج والزهري والرمادي.
يُطلق على عملية تجهيز الحجر للبناء اسم عملية تصنيع الحجر، حيث يتم توريد الكتل الحجريّة إلى المناشير الآلية لتقطيعها إلى أحجام أصغر ثلاثية الأبعاد تعرف بالطول والارتفاع وسماكة الحجر وهو ما يعرف بتربيع الحجر. ولإكساب الحجر الشكل الطبيعي وإخفاء السطح الناعم الناتج عن التربيع، يتم نقش الحجر أو ما يعرف بالدقاقة بالطريقة اليدويّة التقليديّة أو بطرق ميكانيكيّة. وينتج عن ذلك أشكال أساسيّة معروفة بالطبزة (كتلة طبيعية نافرة) والمفجّر والمنقّر والمطبّة والمسمسم والمنشور على التوالي من حيث النعومة. ويتم البناء بالحجر أفقيًا بعد ضبط الأفقية والشاقوليّة وبما يعرف باسم المدماك، حيث يتم البدء من الزوايا وسلاح الفتحات ويتم التسكير لما بينهما لكل مدماك أو صف. وتتوالى العمليّة في المداميك مع ضمان التشريك. وهناك عدة طرق لبناء الحجر، إما بالبناء والتثبيت بالباطون والصب خلفه، أو بطريقة التلبيس بالسكك والمرابط.

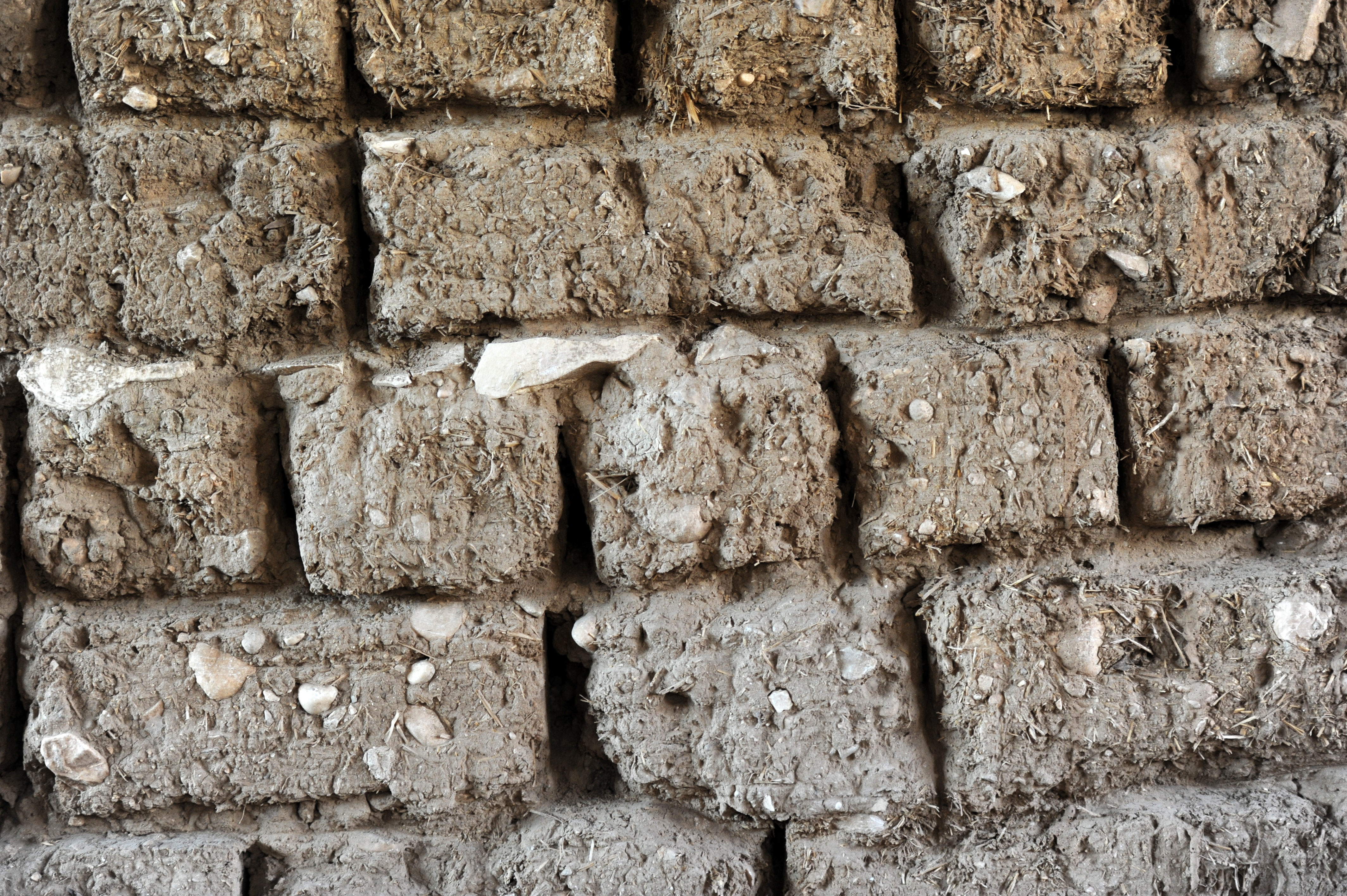
الحجر الطيني التقليدي المُستخدم في منطقة غور الأردن.

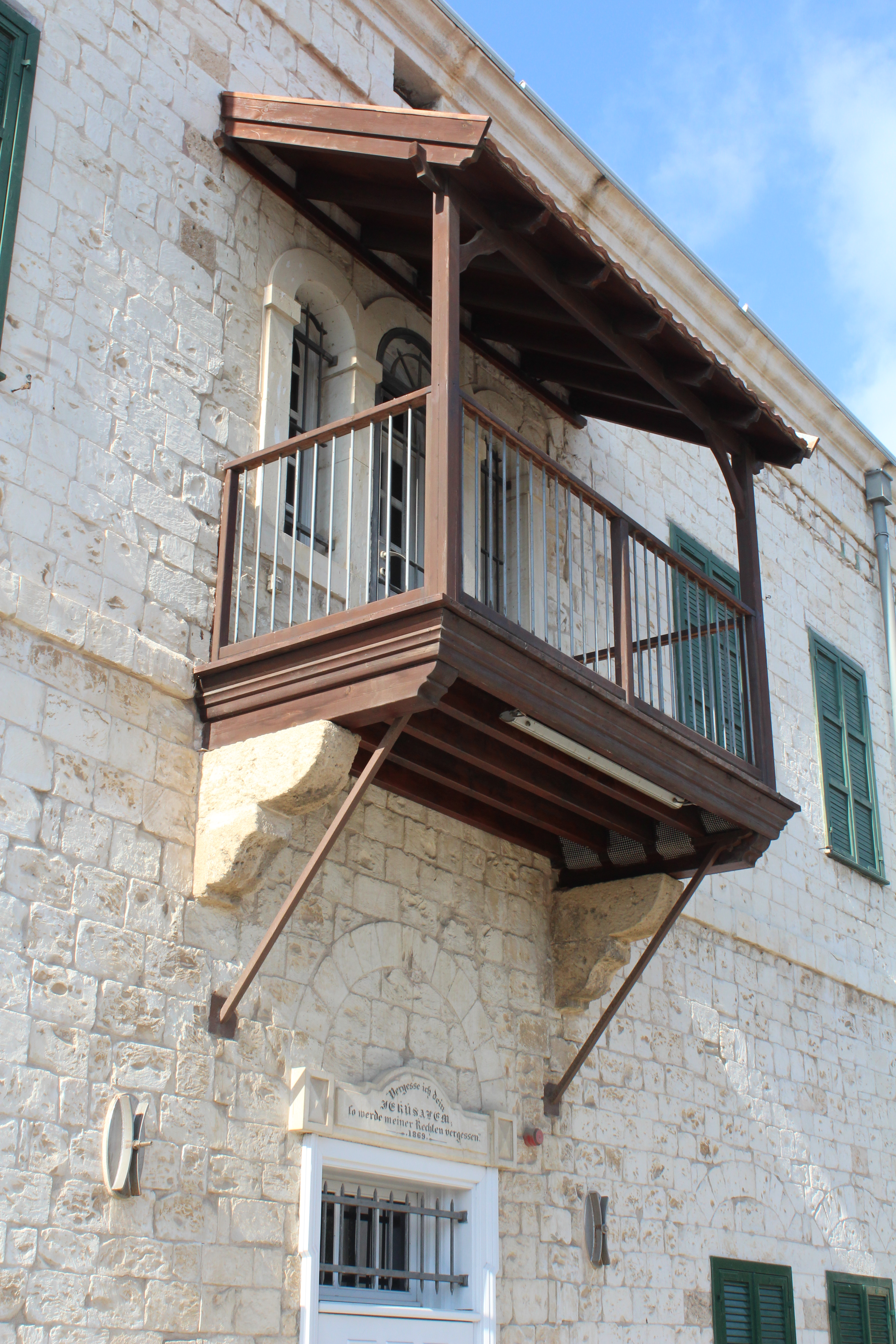
شرفة خشبية في الحي الألماني، حيفا.

من مزايا البناء بالحجر المنظر الجمالي المميز والمرونة الكبيرة المعطاة للمعماري في التلاعب بالكتل وإمكانية التنويع في اللون والنوع، كما أن الأبنية المشيدة بالحجر تمتاز بطول العمر وقلة الحاجة إلى الصيانة والقدرة العالية على العزل الحراري صيفاً وشتاءً.
يُعتبر حجر القدس أحد أنواع الحجر الجيري شائعة الاستخدام في منطقة القدس وما حولها، والتي تُستخدم في بناء المباني منذ العصور القديمة وحتى الآن. يُعد الحجر الجيري الملكي أحد أهم أنواع هذا الحجر، والذي استُخدم في العديد من الهياكل والمباني الأكثر شهرة في المنطقة، بما في ذلك حائط البراق في البلدة القديمة. في نهاية عام 2000، كان هناك 650 شركة وكسّارة يديرها فلسطينيون في الضفة الغربية، تنتج مجموعة متنوعة من الحجر ذي اللون الوردي، والرملي، والذهبي، والأبيض. وتُعد صناعة الحجر والرخام في فلسطين واحدة من أكبر وأهم الصناعات، وتشكل رافداً رئيسياً للاقتصاد الوطني النامي حيث تساهم بما يزيد عن 30% من حجم الدخل القومي من الصناعات الفلسطينية. ومن أهم مميزات الحجر المستخرج من هذه المنطقة ألوانه المتعددة الفاتحة، ابتداءً باللون الأبيض، والزهري، والأحمر الفاتح والغامق، والسكني الفاتح والغامق، والذهبي، والبيج، والبني الفاتح، والأزرق بالإضافة لألوان أخرى مرغوبة ومطلوبة في السوق العالمية.
استُخدم الخشب المنشور في المباني التقليديّة بالأبواب، الشبابيك، والمشربيات. يُعتبر الخشب المحلي مادة بناء مُكلفة بسبب ندرته في فلسطين. بالنسبة إلى المشربيات، فهي في الغالب خشبية، وهي تؤدي غرض الخصوصية حيث تسمح بالرؤية من الداخل للخارج وليس العكس. بالإضافة إلى استخدام الخشب بالفتحات، استُخدم كعنصر إنشائي للأسقف في المنازل ذات الحجر الطيني في غور الأردن والسهل الساحلي. لقد استُخدمت المونة أو الملاط لربط الحجر ولملء الفراغات بينه. الملاط بصورة عامة يصنع على شكل عجينة تصبح صلدة حين تجف وتتكون من مواد مختلفة مثل الطين أو الصلصال أو النورة أوالأسمنت أو خليط من هذه المواد وقد يضاف إليها الرمل. وتتكون المونة من عنصرين أساسيين، المادة الجيريّة الرابطة، والزلط (الرمل، الحصى، بقايا الطوب، الرماد، أو أي عنصر عضوي آخر).

### تفاصيل تقليدية
لقد تم استخدام التقنيات المعماريّة ذاتها في المباني التقليديّة الفلسطينيّة، بغض النطر عن طبيعة استخدام المبنى أو وظيفته. ولقد كانت معظم التفاصيل المعماريّة في المباني التي اُستخدم ببنائها الحجر موجودة في الجدران، العقود المُصلبة، والقباب.
يراوح عرض الجدران الحجريّة للمباني قديمًا بين 80 - 120 سنتيمترًا. ويعود ذلك لأكثر من سبب، كان أهمها دعم الأحمال الإنشائيّة للعقود، ودعم الأسقف لتحمّل الأوزان، بالإضافة إلى حفظ الطاقة، حيث تُعتبر البيوت التقليديّة باردة صيفًا، ودافئة شتاءً. بالنسبة للأسقف، فيمكن تقسيمها إلى أسقف مائلة وأسقف القباب والعقود. لقد كانت العقود من أكثر أنظمة التسقيف استخدامًا في فلسطين، وخاصةً في المناطق الجبليّة. وكان من الممكن أن تصل أبعاد الغرفة المسقوفة بالعقد المُصلب إلى 10 متر طولاً و 10 متر عرضًا. ولقد استُخدمت نفس الطريقة في تسقيف القباب، وخاصة في الحمّامات التركيّة، حيث تم استخدام الطوب بدلاً من الحجر في تلك المباني، وكان يصل سمك القباب والعقود إلى 30 سم فقط، بينما كانت مغطاة بمونة جيريّة أو مُبلطة بالحجر. أما بالنسبة للأسقف المائلة، فقد استُخدمت في المباني ذات الحجر الطيني، وخاصةً في وادي الأردن والسهل الساحلي.

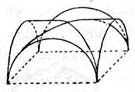
رسم لعقد البناء.

يُعتبر العقد عنصرًا معماريًا ناتجاً من الاستخدام الإنشائي للخصائص الطبيعية للمواد، حيث يعتمد على انتقال الحمل الطبيعي من النقطة الأعلى إلى النقطة الأسفل وهكذا حتى تصل إلى مستوى الأرض. وباستخدام العقد بصورة متكررة بجوار بعضه بعضاً يتكون القبو، والذي يمكن استخدامه بأكثر من علاقة هندسيّة لعمل أشكال مختلفة للأسقف باستخدام الأقبية المتقاطعة. وقد استخدم العقد والقبو كنظام إنشائي ومن ثم معماري في فلسطين والبلاد التي تفتقر إلى مواد البناء الأخرى كالأخشاب والأعشاب، أو تلك التي افتقرت إلى الأخشاب إما نتيجةً لقطع الغابات على مر الزمن، أو تلك التي قلّت فيها الغابات نتيجةً للتغيّر المناخي على مر التاريخ. وممكن أن يكون العقد مُصلبًا، وممكن أن يكون طوليًا أو جمالونيًا.

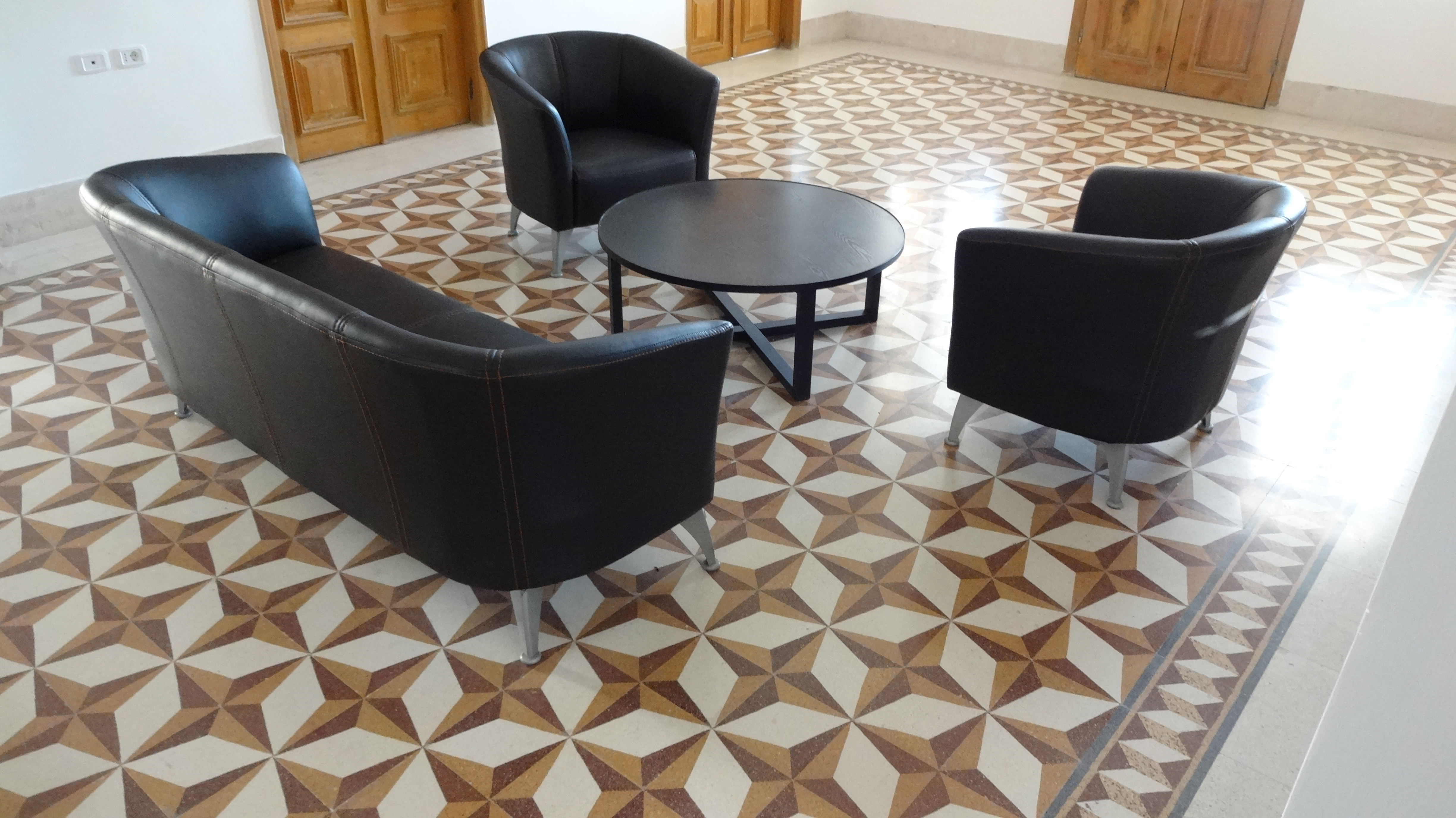
استخدام البلاط التقليدي في مبنًا مُرمم.

تُعتبر العقود، الميّزة المعماريّة الأولى في العمارة الإسلامية في مختلف العصور، ولقد اعتُمد على استخدام العقود، لأنه يعطي جمالاً معماريًا. ولدى دراسة المباني السكنية في الفترة العثمانيّة، والتي بُنيت حتى الربع الأخير من القرن التاسع عشر، يمكن ملاحظة التحميل الإنشائي للأسقف أنها كانت على عقود بقبوات أسفلها أكتاف، كما أنها تعطي درجة تحمّل كبيرة للأسقف، مع الحفاظ على الشكل المعماري.
بالنسبة للبلاط، فقد كان البلاط الحجري يُعتبر وسيلة التبليط الوحيدة في الماضي، بينما لم تُبلّط بعض المنازل بسبب الأوضاع الاقتصادية، حيث استُخدم الطين أو المونة الجيريّة بدلاً عنه. لقد دخل البلاط الملّون إلى العمارة الفلسطينيّة في بداية القرن العشرين كعازل مائي ضد الرطوبة الناشئة من الأرض.

### عناصر تقليدية
تشمل العناصر التقليديّة في العمارة الفلسطينيّة كلاً من الفناءات، الإيوان والنوافير، الرواق، والفتحات (يمكن تقسيمها حسب الوظيفة إلى الأبواب، والنوافذ، والطلاقات).

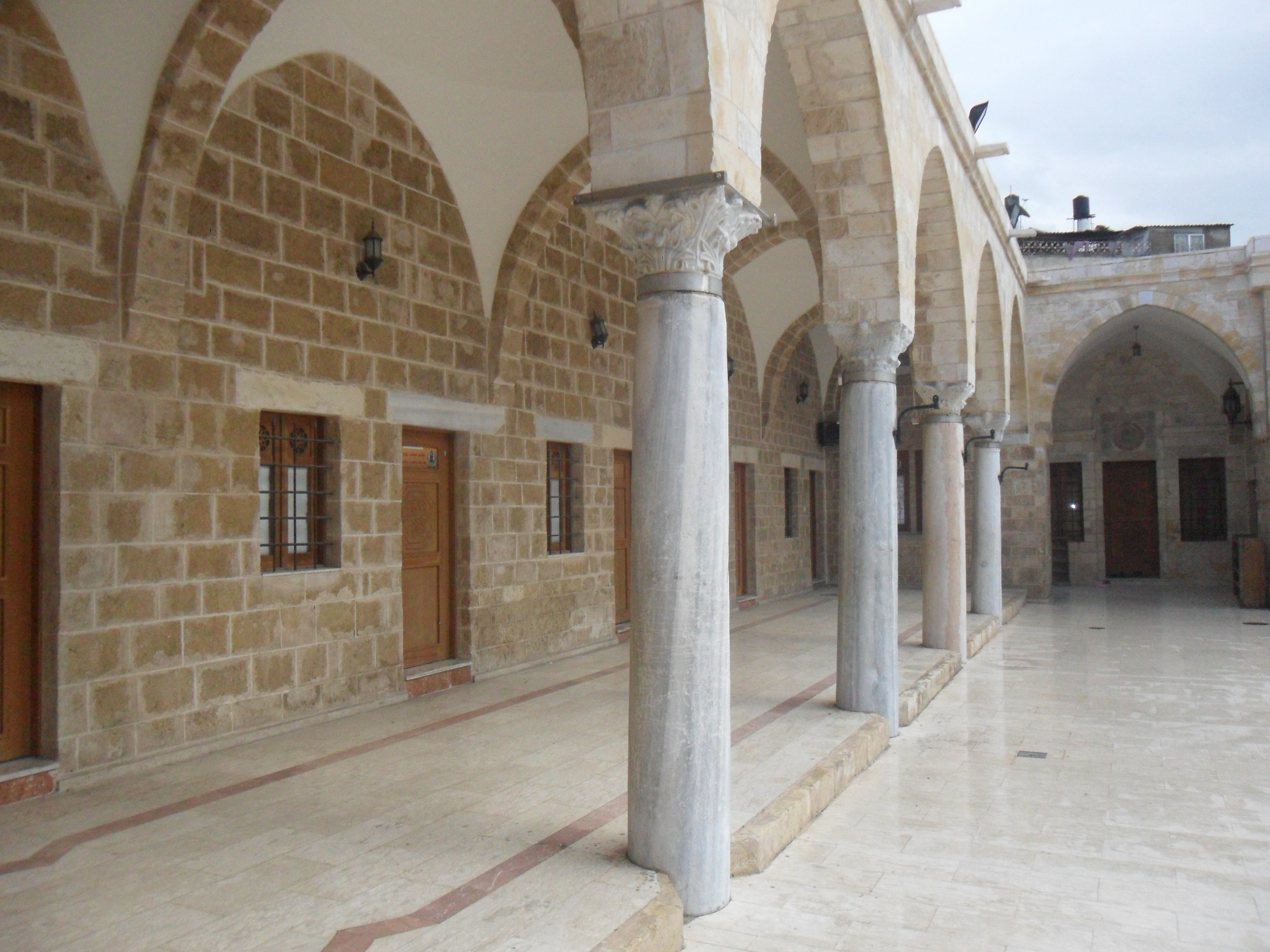
فناء ورواق مسجد السيد هاشم، غزة.

يوجد نوعان من الفناءات في العمارة التقليديّة الفلسطينيّة؛ الأول هو الفناء المكشوف الذي يعود لمنزل واحد، وتحيط به الغرف من كل أو معظم الجهات، وفي بعض الأحيان يحاذيه سور المنزل نفسه. أما الثاني فينتج بسبب إضافة غرفة إضافيّة فوق مساحة مفتوحة ويُسمى الحوش. إن الفائدة الرئيسيّة للفناءات هي لتدوير الهواء وإعطاء الخصوصيّة، وتُعتبر المكان الأفضل لممارسة النشاطات الصيفيّة والشتويّة بسبب اعتدال درجة الحرارة فيها، حيث تُعتبر منطقة راحة. وللحفاظ على حرمة المنزل، استُخدم المدخل المنكسر والذي إضافة لدوره في الحفاظ على الخصوصيّة يقوم كمرحلة انتقالية من فراغ الشارع إلى فراغ الفناء ومن المناخ الخارجي إلى المناخ الداخلي.
يُعتبر الإيوان مظهرًا من مظاهر البيوت الغنيّة والكبيرة في فلسطين، وكذلك النوافير. يتم إنشاء الإيوان تقليديًا في منطقة مرتفعة محاطة بثلاث جهات من الغرف، بينما تُترك الجهة الأماميّة الرابعة مفتوحة، والتي تواجه بالعادة الفناء. وفي بعض الأحيان، يتم إنشاء النوافير أمام الإيوان كوسيلة تبريد بالصيف، بالإضافة إلى المنظر الجمالي. يُعتبر توجيه الجهة المفتوحة من الإيوان إلى الشمال الأفضل، حيث أن أشعة الشمس المباشرة لا يمكنها الدخول لغرفة الإيوان.

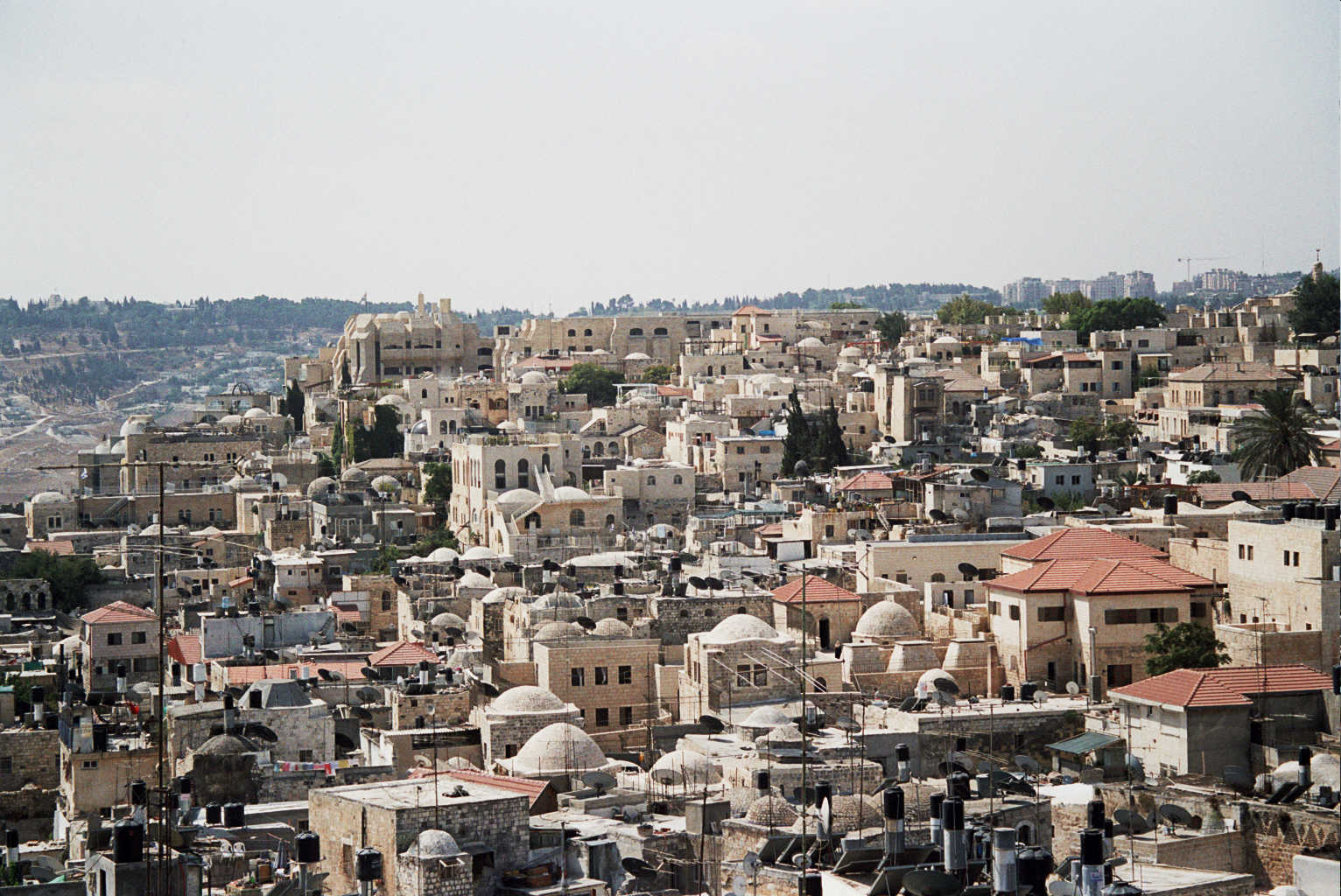
نظام السقيف التقليدي بالقباب.

يُعتبر الرواق من عناصر البيوت الكبيرة أيضًا، وغالبًا ما يكون في زاوية المبنى أو في نهايته. يُبنى الرواق بين غرفتين أو ثلاث، بحيث تكون جهاته الثلاث مغلقة، بينما تُترك الواجهة الرابعة مفتوحة، وغالبًا ما تحوي عددًا من الأعمدة والأقواس. وقد استُخدم الرواق في المنازل والمدارس والمستشفيات لتوفير تهوية جيدة، بالإضافة لمنع أشعة الشمس المباشرة من الدخول.
يمكن تقسيم الأبواب إلى مجموعتين؛ الأبواب الخارجية (البوابات)، والأبواب الداخلية. تتسم البوابات بالعناية بالزخرفة، ويعلو فتحة الباب عادة عقد موتور أو مجموعة من العقود المدببة، وتكون البوابة متراجعة إلى الداخل، وفوقه عقد مدبب عن مستوى الواجهة وتحفها من الجانبين مكسلتان، وتعلو البوابة بعض الزخارف فوق العقد، ويكون ضمن الباب فتحة صغيرة تُسمى خوخة، وهي تسمح بمرور الإنسان؛ بينما يفتح الباب الكبير؛ ليسمح بدخول الحيوانات المحملة. وتثبت دفة الباب من الأعلى والأسفل بحيث تكون هناك قطعة بارزة من الخشب الملبس بالحديد عند طرفي الباب بحيث يدخل كل طرف في حلقة من الحجر توجد أعلى وأسفل طرفي البوابة. لقد استُخدمت الأعمدة في الفترات المتأخرة من العصر العثماني في فلسطين كعنصر جمالي للمداخل.
تضم النوافذ الشبابيك والمشربيات، حيث تؤخذ الشبابيك بنسبة 1:2 في غالبيتها وتنتهي بعقد مستقيم أو موتور أو مخموس، وقد تأتي بنسب أخرى، الشبابيك تأتي بتكرار معين وهي: الشكل المفرد، أو المزدوج، أو الثلاثي. أما المشربيات فهي في الغالب إما خشبية، أو بروزات حجرية محمولة على كوابيل، وهي تؤدي غرض الخصوصية حيث تسمح بالرؤية من الداخل للخارج وليس العكس.

## العمارة الفلسطينية المعاصرة

العمارة المعاصرة للمتحف الفلسطيني في بير زيت.

يشير مصطلح العمارة الفلسطينيّة المعاصرة إلى المباني التي نُفذت في أجزاء من فلسطين بعد عام 1948، وتحديدًا في الضفة الغربية وقطاع غزة، فقد تم تقسيم العمارة في المنطقة وتصنيفها في مناطق مُشرذمة. كما أن السيطرة على الأراضي والتحكم بها باتت لب صراع الفلسطينيين مع الاحتلال الإسرائيلي.
لقد حدثت تغييرات كبيرة في العمارة الفلسطينيّة باستخدام مواد البناء مع حلول القرن العشرين، حيث تم البدء باستخدام الأسمنت بدلاً من الجير. ولقد تم استخدام الكمرات المعدنيّة (I-beams) لأول مرة. كانت المباني في الضفة الغربية وقطاع غزة لا يزال يُستخدم فيها التقنيات والمواد التقليديّة، والتي تغيّرت تدريجيًا لتؤثر أيضًا على الشكل الخارجي للمباني، وعلى التفاصيل أيضًا. لقد استمر الحجر ليكون مادة البناء الرئيسيّة، ولكن بشكل إنشائي مختلف.
لقد مرّت الضفة الغربية وقطاع غزة بأحداث سياسيّة كثيرة في العقود الخمسة الماضية، مما أثر على بناء المباني وأحدث عشوائيات في التخطيط والتطوير في الأساليب المعماريّة. لقد كانت هناك أولويّات لدى معظم الفلسطينيين في زمن الاحتلال الإسرائيلي بإنشاء منازل بوسائل اقتصادية جدًا بغض النظر عن الشكل، والتشكيل والطراز. كان البناء جزءا من مقاومة الفلسطينيين للاحتلال حتى مع عدم وجود رخصة بناء. حتى أواخر ثمانينات القرن العشرين، لم يكن المعماري هو المصمم الوحيد للبناء، بل كانت عملية البناء يمكن أن تمر حتى من دون توقيع المعماري نفسه. كل هذه الحقائق كانت خلف التطور البطيء للأساليب المعمارية في الأراضي الفلسطينيّة خلال القرن العشرين.

### طرز معمارية معاصرة
المباني السكنية

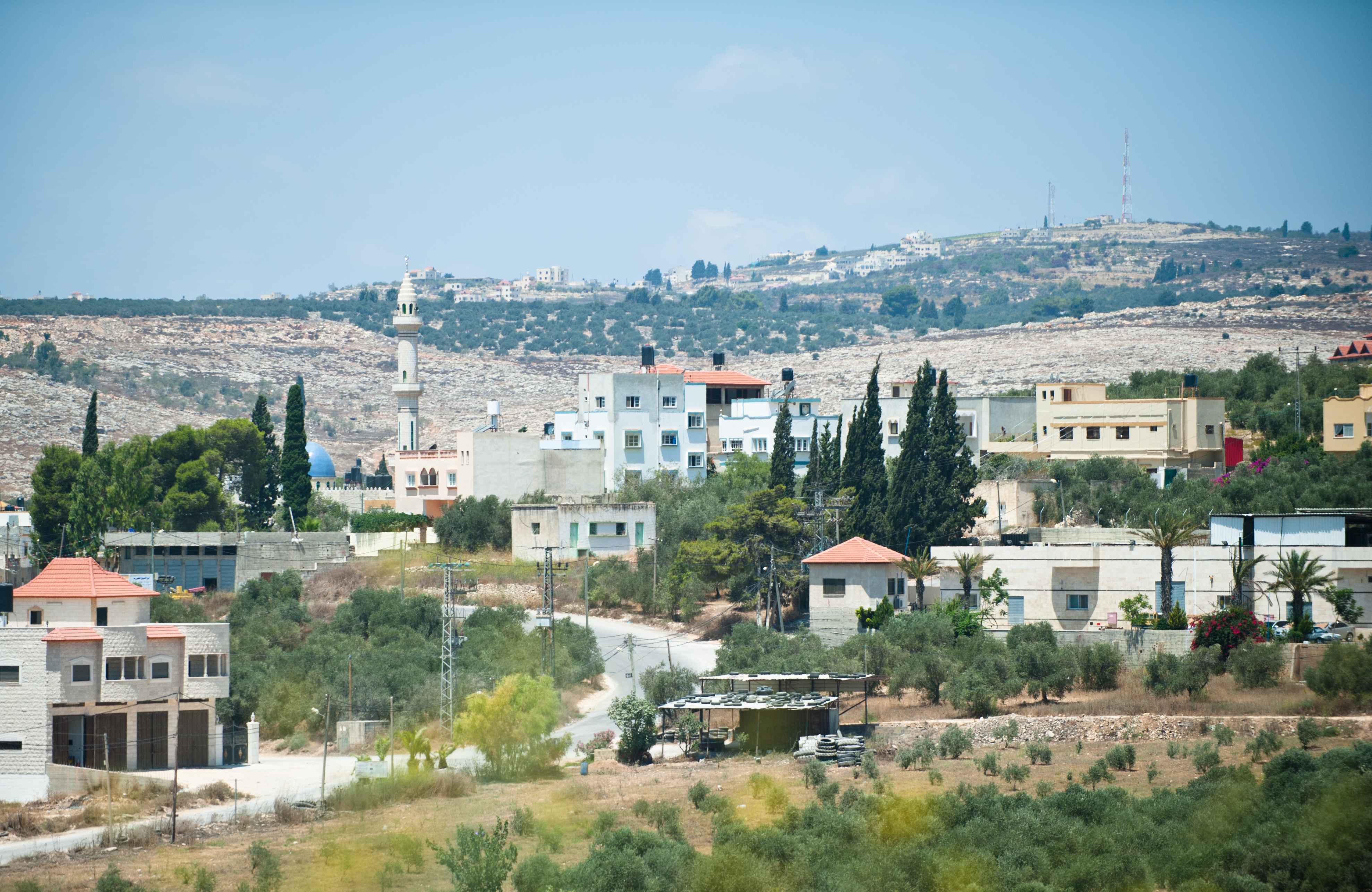
عدة أنماط معماريّة جنوب جنين: منازل منفصلة (مفرَدة وفلل)، مباني دينية (مسجد)، ومباني متعددة الأغراض.

يمكن تصنيف المباني السكنيّة في الأراضي الفلسطينيّة إلى نوعين رئيسيين: المنازل المنفصلة، ومباني الشقق. بالنسبة للمنازل المنفصلة، فتحتوي على نوعين هما: البيوت المُفرَدة والفلل. أما بالنسبة لمباني الشقق، فهناك مباني الشقق المنخفضة، ومباني الأبراج السكنيّة.
يُعتبر أسلوب البيوت المُفرَدة واحداً من أكثر الأساليب شيوعًا للأسر الكبيرة. ويمكن أن يكون التصميم مختلفًا للوظيفة ذاتها. ويمتاز ببساطته، حي أن الطابق العلوي يكتسب حرارة أكثر في وقت الصيف، ويحدث هذا نتيجة تعرضه لأشعة الشمس بشكل مباشر بدون عزل، بينما في الشتاء، يحدث العكس للسبب نفسه. تكون التهوية في هذا النوع من المنازل جيدة لأن الواجهات الأربع مكشوفة للبيئة الطبيعية. إن الحركة داخل هذه المنازل هي حركة أفقيّة، وتقتصر الحركة العموديّة على الدرج الذي يربط الطابق المُضاف إلى الطابق الأرضي. في بعض الحالات، يكون الدرج عنصرًا خارجيًّا، خاصةً في المباني ذات الطابقين. يمكن أن يوجد هذا النوع من المباني في كل القرى والمدن وبعض مخيمات اللاجئين في الضفة الغربية وقطاع غزة. ويُستخدم في تشييدها الخرسانة مع الحجر في معظم الأراضي الفلسطينيّة، أو الخرسانة مع الطوب، وتحديدًا في الساحل الفلسطيني ووادي الأردن والقرى، بحيث يتم قصارتها بالقصارة من الجهتين في الحالة الأخيرة.
بالنسبة لنمط الفلل، فهو نمط معروف للعائلات الغنيّة، حيث يمكن أن تكون هناك تصاميم مختلفة لوظائف مختلفة. تكون الحركة داخل الفلل بشكل أفقي وعمودي. ويُعتبر تصميم وتشكيل مثل هذه الأنماط معقدًا. ويمكن أن يُعتبر جزءًا من العمارة التركيبيّة، حيث أنه مُركّب من أكثر من عنصر، مثل زخارف الحجر والأقواس. معظم الفلل يتم تسقيفها بالقرميد الأحمر، الذي يكسب الحرارة بشكل عالٍ صيفًا ما لم يتم عزله جيدًا. تُعتبر التهوية في مثل هذا النمط جيدة جدًا، لأن الواجهات الأربع مكشوفة للبيئة الطبيعيّة، وبسبب تشكيل بعض العناصر للظلال على تلك الواجهات.

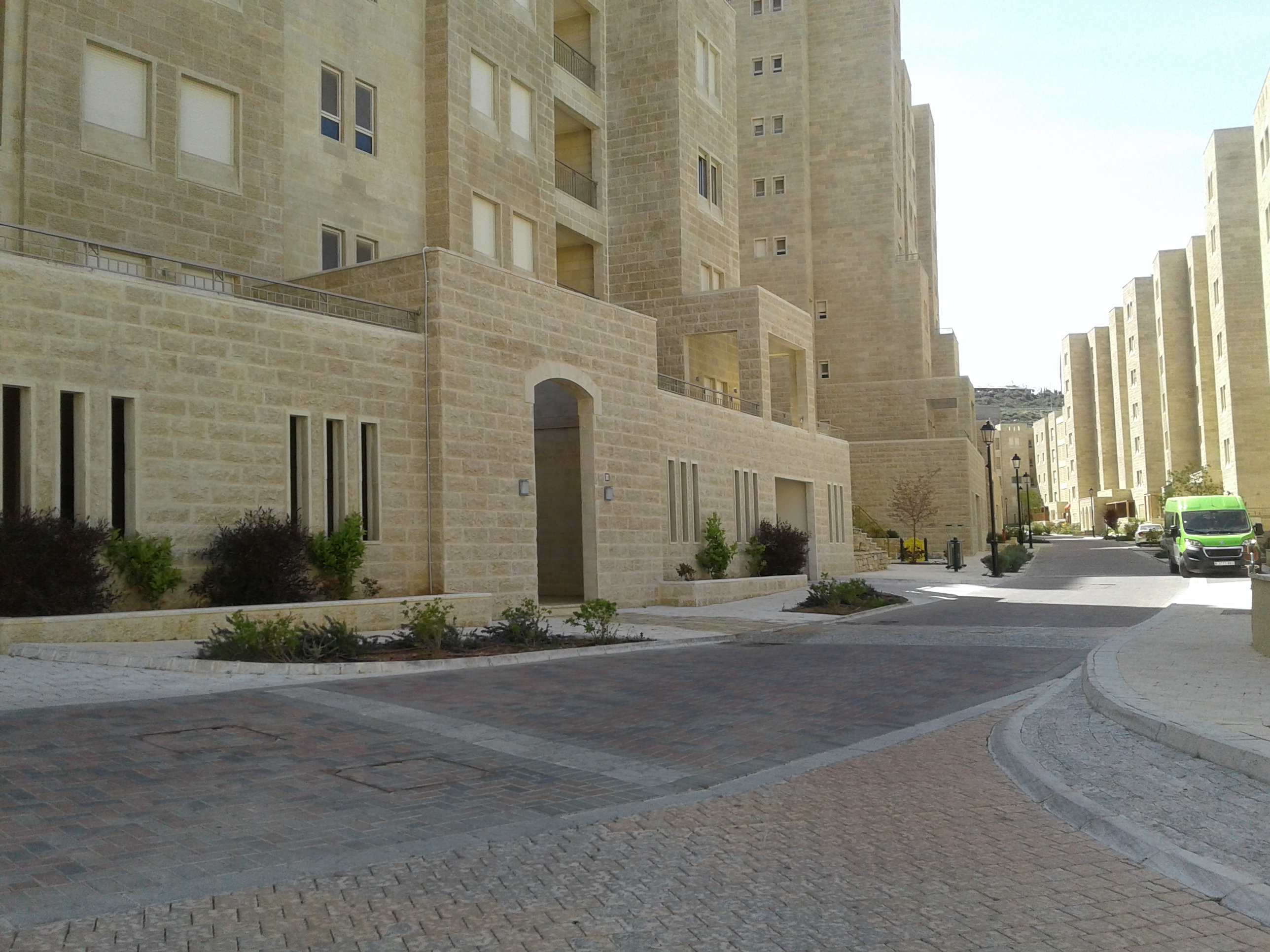
مباني الشقق المنخفضة في روابي.

بالنسبة للشقق السكنيّة، فتُعتبر فكرة جديدة على المجتمع الفلسطيني، لأن للسكن بطريقة البيوت علاقة دائمة بالأرض والبيئة المحيطة بالمنزل. لقد أثّرت التغيرات في النواحي الاقتصاديّة والاجتماعيّة في الحياة بعد النصف الثاني من القرن العشرين على العمارة الفلسطينيّة، حيث أن الحاجة للإسكان قد زادت، خاصةً في المدن وبعض القرى، والتي تحوّل مجتمعها من مجتمع زراعي إلى مجتمع صناعي وإداري. إن المساحات المخصصة لأغراض البناء في الأراضي الفلسطينيّة صغيرة مقارنةً بالطلب على احتياجات الإسكان، ويعود هذا إلى عدد من العوامل التنظيميّة والسياسيّة. وبناءً على ذلك، فقد تم تصنيف مباني الشقق السكنيّة إلى مباني منخفضة، وأبراج سكنيّة.

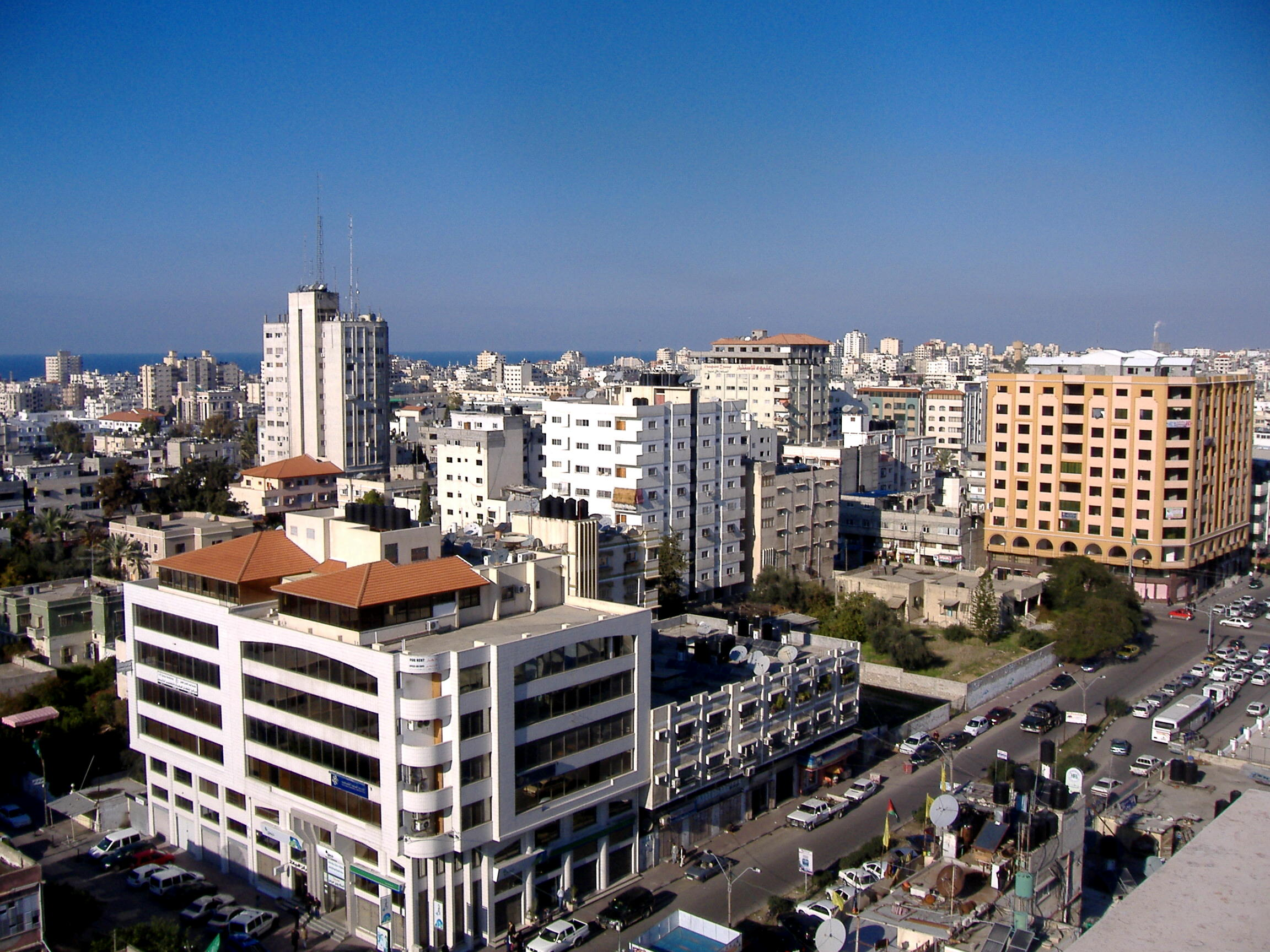
نمط الأبراج السكنية في غزة.

يُعتبر الحجر والخرسانة مواد البناء الرئيسيّة في نمط المباني السكنيّة المنخفضة. ويُعتبر هذا النمط شائعًا في المدن، نادرًا في القرى. وتتشارك بالعادة أكثر من شقتين بالطابق ذاته من خلال جدار مشترك، وبالتالي فإن التهوية والإضاءة الطبيعيّة تكون من ثلاثة جهات في أفضل حالة. ترتبط طوابق هذه المباني عموديًا بدرج أو بمصعد، والتي يمكن أن يصل عددها إلى 6 طوابق في بعض الحالات. يُشار بالذكر إلى أن هذا النمط ممكن أن يكون بشكل مُكرَر، ببناء عدة مباني متلاصقة، مما يوفر في استخدام الأراضي لبناء المزيد من الشقق بنفس قطعة الأرض بدون وجود خط ارتداد.
أما بالنسبة لنمط الأبراج السكنيّة، فهو موجود فقط في قطاع غزة، وله نفس وظائف الشقق من داخل المبنى. ترتبط طوابق هذه المباني عموديًا بدرج ومصعد واحد أو اثنين، والتي يمكن أن يصل عددها إلى ما يزيد عن 15 طابقاً. وتعتمد التهوية الطبيعيّة على التصميم وعدد الشقق في الطابق نفسه، ولكن بشكل عام، تُعتبر الشقق داخله باردة في الصيف (مع وجود رطوبة)، وعاصفة (خاصةً المواجهة للغرب باتجاه البحر)، وفي الشتاء تكون باردة. وتُعتبر الخرسانة المطليّة بألوان فاتحة مادة البناء الرئيسيّة في هذا النمط. ولقد تعّرض العديد من هذه الأبراج للقصف الإسرائيلي أثناء الحرب على غزة، حيث تدمر جزء منها وتضرر الجزء الآخر.
المباني المتعددة الأغراض
تتكون المباني المتعددة الأغراض بالعادة من محلات تجاريّة في الأدوار السفلى وشقق في الأدوار العليا، حيث أن هذه الشقق هي إما شقق سكنيّة أو مكاتب. يُعتبر هذا النمط المعماري الأفضل استثماريًا في المدن والقرى ومخيمات اللاجئين في كل من الضفة الغربيّة وقطاع غزة. يمكن بناء مثل هذه المباني في الشوارع الرئيسيّة والمناطق التجاريّة والصناعيّة. يُعتبر الحجر المادة الرئيسّية في بناء هذه المباني، وخاصةً الواجهة الأماميّة للمباني، بينما يمكن أن تكون الواجهات الجانبيّة والخلفيّة من الخرسانة أو الطوب.
المباني التجارية

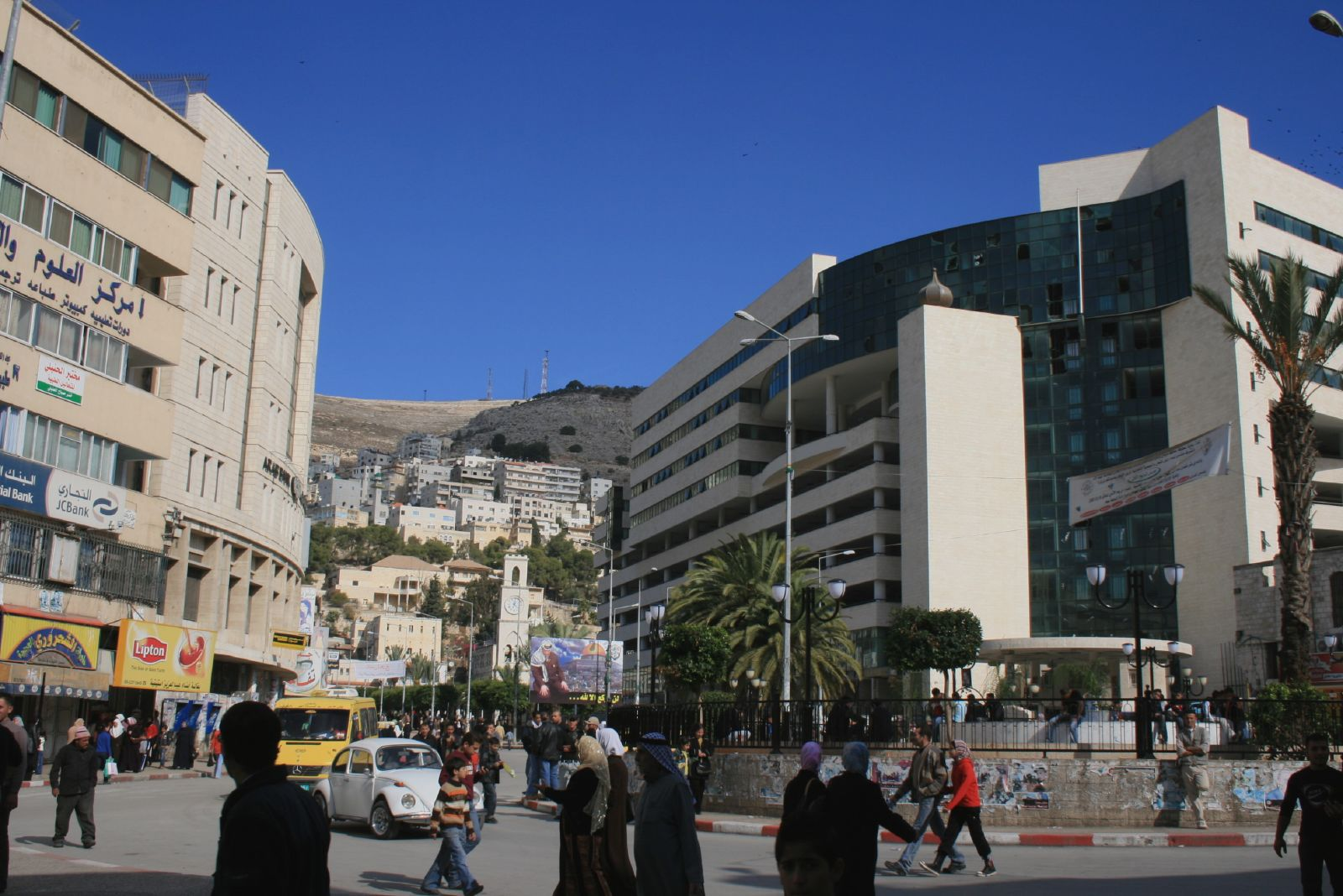
نمط المباني التجاريّة في نابلس.

يُعتبر المبنى التجاري نمطاً معمارياً مُطوَراً عن نمط المباني المتعددة الأغراض في معظم الحالات. ويمكن أن تكون مباني منفصلة أو ملحقة بمباني أخرى بدون خط ارتداد. تأخذ بالعادة شكل الأرض المُقامة عليها، وتتواجد بالمناطق التجاريَّة في كل المدن والقرى بالضفة الغربيّة وقطاع غزة.
يمكن تصنيف المباني التجاريّة في الأراضي الفلسطينيّة إلى نوعين رئيسيين: مباني المحلات الخطيّة، ومباني المكاتب. تتبع المحلات في النمط الأول خط الشارع، بحيث تشكّل سلسلة من محلات الشوارع الرئيسيّة بالمناطق التجاريّة. أما في النمط الثاني، فتكون الوظيفة للمبنى هي المحلات والمكاتب، التي تحوي في بعض الأحيان على فناء داخلي يتوسط المبنى، وتطل عليه أحيانًا جميع الطوابق من الداخل أو بعضها، مع وجود فتحة زجاجيّة بالسقف غالبًا. في بعض الحالات لا توجد الفناءات في هذه المباني، فتقتصر الحركة العموديّة على الأدراج والمصاعد، بينما تمر الحركة الأفقيّة في الممرات التي تقود إلى المكاتب والمناطق المختلفة.
المباني العامة

مستشفى القدس في غزة.

تختلف المباني العامّة وتتنوع ما بين مبانٍ حكوميّة وتعليميّة ومستشفيات وساحات لعب للأطفال، وغيرها. يتم تصميم معظم هذه المباني من أجل الوظيفة، بتشكيلات ومساحات مختلفة. لبعضها عناصر مناخيّة ومركبّة مثل الرواق، الردهة، الجدار الستائري (Curtain wall)، شبابيك المأوى، وغيرها. كما أن بعضها بسيط بالتشكيل والوظيفة كالشكل المستطيل وشكل (L)، خاصةً بالمدارس. يُعتبر الحجر مادة البناء الرئيسيّة في الضفة الغربيّة، والخرسانة في قطاع غزة.
يتم تصميم وحدات التدفئة والتهوية وتكييف الهواء (HVAC) ضمن الأسطح في معظم هذه المباني، وخاصةً المراكز الصحيّة والمستشفيات، وذلك لتبريد الفضاءات الداخليّة صيفًا وتدفئتها شتاءً. يمكن لأنظمة التدفئة، والتهوية، وتكييف الهواء أن تزود المستخدمين بالتهوية، وتقليل تسرب أو ارتشاح الهواء، وضبط علاقة الضغط بالأجواء والفراغات. يُعرف توصيل الهواء وسحبه من حجرة ما بتوزيع الهواء في الغرفة. ويمكن تركيب وحدات تبريد على الواجهات الخارجيّة للمباني.
المباني الدينية والثقافيّة

قصر رام الله الثقافي.

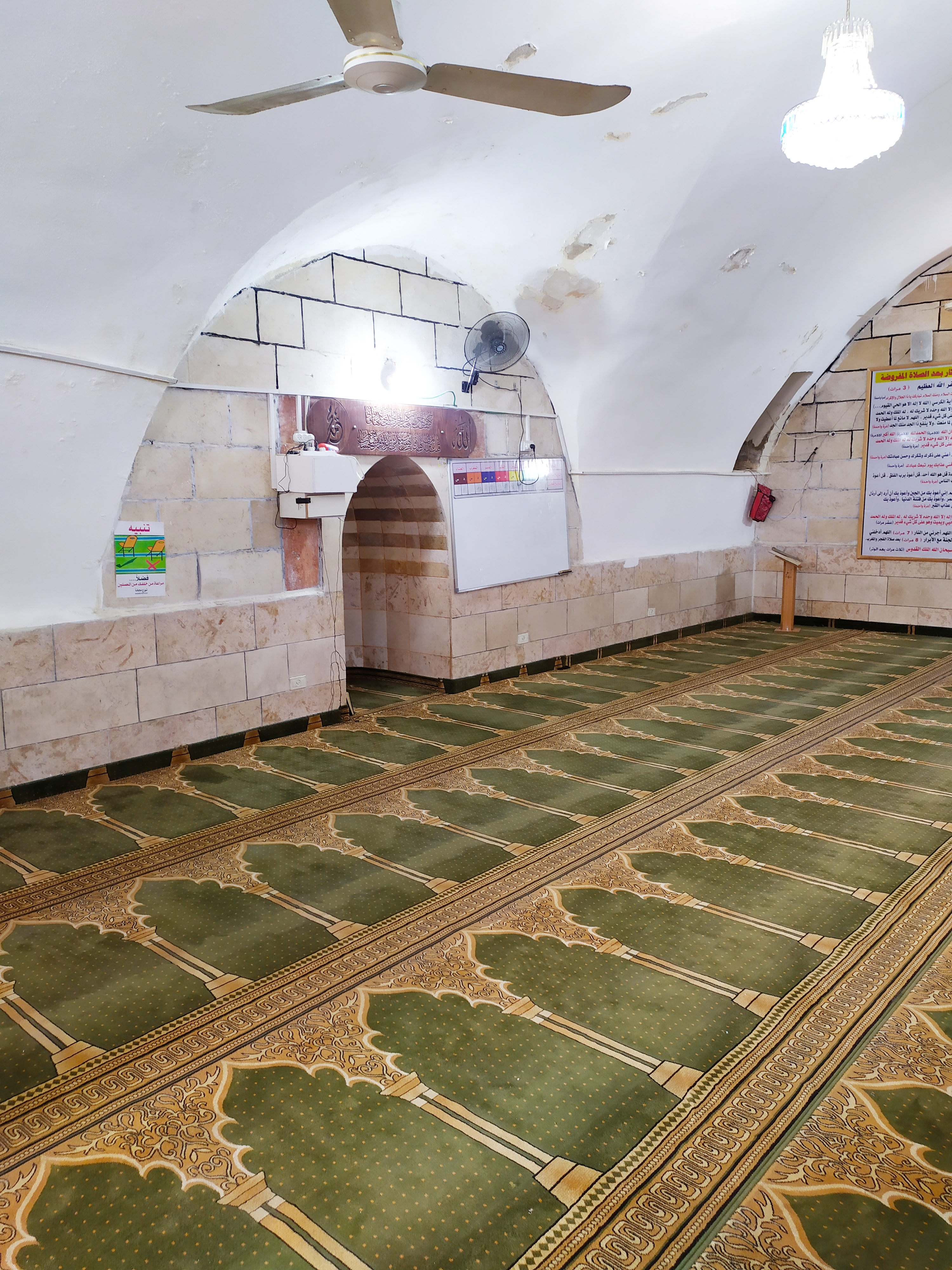
المسجد العمري في دورا من الداخل

توجد المساجد والكنائس في كل التجمّعات الفلسطينيّة، حيث أنه لهذه المباني وظائف مُحددة جدًا، ولمجموعة من الناس. ويمكن أن يتواجد أكثر من مبنى ديني في التجمّعات الكبيرة. يُعتبر توجيه المبنى في هذا النمط من المباني مهم جدًا، كما يتم استخدام المراوح الكهربائية لتهوية المساجد في الصيف. توجد في فلسطين عدة مدن مقدسة للديانات المختلفة. بالنسبة لبيت لحم على سبيل المثال، فهي من أقدس المواقع المسيحية في العالم كونها المدينة التي فيها وُلِدَ المسيح، حيث توجد بها العديد من الكنائس الحديثة والقديمة.
أما بالنسبة للمراكز الثقافيّة (دور السينما، المسارح، صالات المعارض، وغيرها)، فلها تصميم خاص لوظائف خاصة أيضًا. وفي معظم الحالات لها معالجات خاصة للتهويّة. وتحتوي على أنظمة التدفئة والتبريد. وتشير إحصائيات الجهاز المركزي للإحصاء الفلسطيني إلى وجود 597 مركزًا ثقافيًا عاملاً في الأراضي الفلسطينية حتى نهاية عام 2011، وبداية عام 2012، منها 531 مركزًا عاملاً في الضفة الغربيّة و66 مركزًا ثقافيًا عاملاً في قطاع غزة.
المباني الصناعية والزراعية
توجد المباني الصناعيّة بحكم القانون في المناطق الصناعيّة حول المدن الكبرى وبعض القرى بالضفة الغربيّة وقطاع غزة. بعض تلك المباني لها قوانين خاصة بالارتفاعات، مواد البناء، الارتدادات، وغيرها، وذلك من أجل الوفاء بالمهام المطلوبة من تلك المصانع. يُعتبر الحجر مادة البناء الرئيسيّة أو الخرسانة المقصورة بالقصارة. وهو يُستخدم لبعض المصانع مواد بناء جديدة، مثل ألواح الألمنيوم. وتنتشر 4 مدن صناعيّة فلسطينيّة في الضفة الغربية وقطاع غزة، في كل من جنين، بيت لحم، أريحا، وغزة.
أما بالنسبة للمباني الزراعيّة، فتوجد على نطاق أقل وفي مناطق ريفيّة أكثر من المناطق الحضريّة، وهي عبارة عن إنشاءات مؤقتة (خفيفة)، حيث يمكن نقلها لأماكن مختلفة.
مخيمات اللاجئين
ظهرت مخيمات اللاجئين الفلسطينيين على أرض الضفة الغربيّة وقطاع غزة وبعض الدول المجاورة بعد حرب 1948، وأدت إلى هجرة الآلاف إلى هذه المناطق ونمو مطرد لهيكل المدن. وتمثل هذه المخيمات نمطًا عمرانيًا متميزًا في المنطقة يرمز إلى نكبة الشعب الفلسطيني ومأساته بعد التهجير، وذلك بكثافتها السكانيّة العالية وعمرانها العشوائي، حيث لم يؤخذ بعين الاعتبار في تشييدها المعايير التخطيطيّة لبناء مشاريع الإسكان، إذ كانت ظاهرة إسكان مُسيّسة نتيجة الحاجة المُلحة والماسة لإيواء آلاف المُهجَرين والمُشرَدين بإنشاء مساكن عاجلة بأسرع وقت وأقل التكاليف.

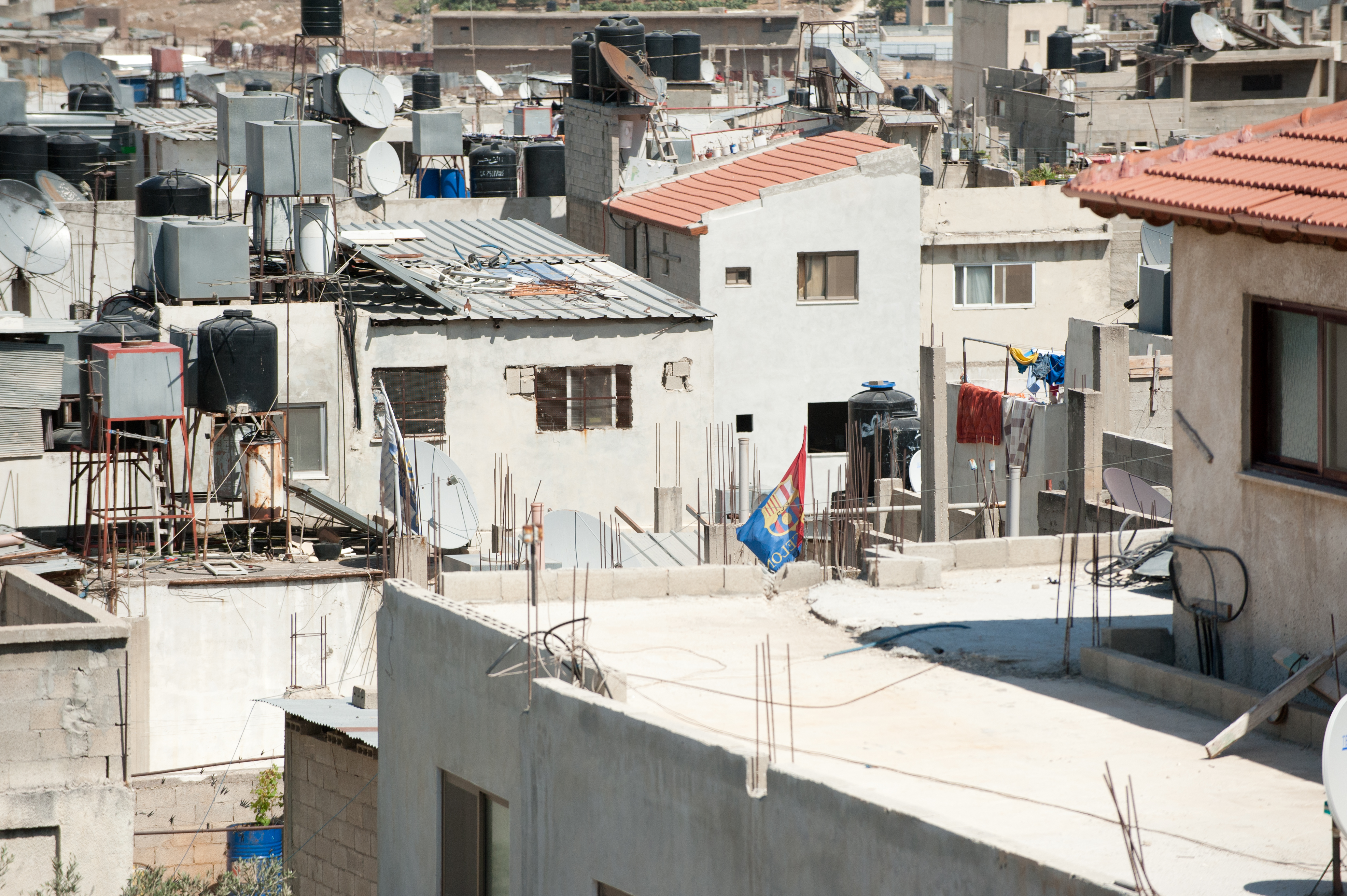
مخيم بلاطة للاجئين في نابلس.

لقد ظهرت المخيمات الفلسطينيّة ككتل سكانيّة مفاجئة داخل المدن وعلى أطرافها، غير متصلة بأجزاء المدينة الأخرى، حيث كانت في البدئ عبارة عن خيام مؤقتة أقامتها وكالة الأمم المتحدة لإغاثة وتشغيل اللاجئين الفلسطينيين (الأونروا). ونتيجة لتفاقم مشكلة اللاجئين التي كانت تزداد مع مرور الزمن، أصبحت الحلول الأولية القائمة على إنشاء الخيام غير مؤهلة للمعيشة ومقاومة الظروف المناخية، لذلك قامت الأونروا بإنشاء تجمعات سكنيّة تعتمد في إنشاءها على الجدران الحاملة، كما كانت الأسقف إما اسمنتية أو من الصفيح. وكان نظام التخطيط لها عبارة عن صفوف من الغرف المتلاصقة التي تحولت مع الوقت إلى مناطق عشوائية بسبب إضافة غرف جديدة لها وتجاوز الكثيرين على الشوارع المحيطة.
يُمكن أن يُعتبر البيت المنفرد هو الطراز السائد في هذه المخيمات. وتُستخدم في تشييدها الخرسانة مع الحجر في معظم الأراضي الفلسطينيّة، أو الخرسانة مع الطوب في قطاع غزة. وتُستخدم أيضًا الطوب الأسمنتيّة لأسباب اقتصاديّة. وتُقصر بالقصارة من الجهتين.
عمارة المستوطنات

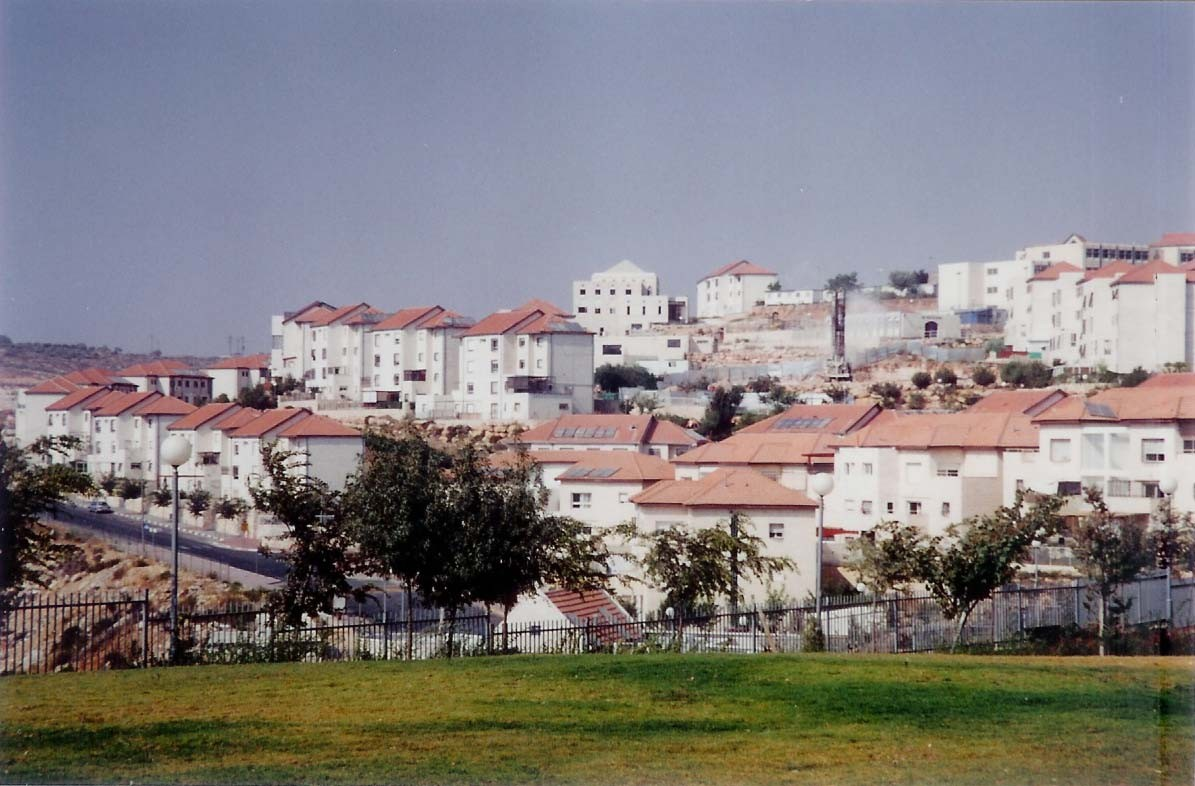
مستوطنة بيتار عيليت جنوب القدس.

لا تُعتبر المستوطنات جزءًا من العمارة الفلسطينيّة، إلاّ أن إسرائيل قد شيّدتها على أراضي الضفة الغربيّة والقدس الشرقيّة وقطاع غزة، وذلك بعد احتلالها في حرب 1967. وهي عبارة عن مجتمعات مُخصَصة لليهود فقط، تتخذ طابع المباني المسوَرة ذات أبراج مُراقبة، وصفها عدد من المعماريّين الإسرائيليّين أنفسهم بأنها أداةٌ احتلالية غير مباشرة، كما أن الأمم المتحدة اعتبرت تشييدها مخالفًا للقانون الدولي، كونها مبنيّة على الأراضي الفلسطينيّة المُحتلَّة. تتراوح أحجام هذه المستوطنات من بؤر تتسع لشخص واحد فقط إلى مدن بأكملها. يُعتبر طراز المنازل المنفصلة الطراز المهيمن على الوحدات الاستيطانيّة هذه، والتي يميّزها استخدام الباطون والحجر والقرميد كمواد بناء رئيسيّة.
يتم بناء المستوطنات بشكل استراتيجي ومدروس يحتل قمم الجبال، لتهيمن على المدن والقرى الفلسطينيّة. ولقد أنشأت إسرائيل طُرقًا التفافيّة لربط مستوطنات القدس الشرقيّة والضفة الغربيّة ببعضها وبالأراضي الإسرائيليّة. وتفصل هذه الطرق الأراضي الفلسطينيّة عن بعضها ويُسمح لليهود فقط باستخدامها. وتتعمد إسرائيل بناء هذه المستوطنات على الأراضي الفلسطينيّة الخصبة والمليئة بالمصادر الطبيعيّة. يجدر بالذكر إلى أن الخليل هي المدينة الفلسطينيّة الوحيدة في الضفة الغربيّة التي يقع في قلبها مستوطنات إسرائيليّة.

### مواد معاصرة

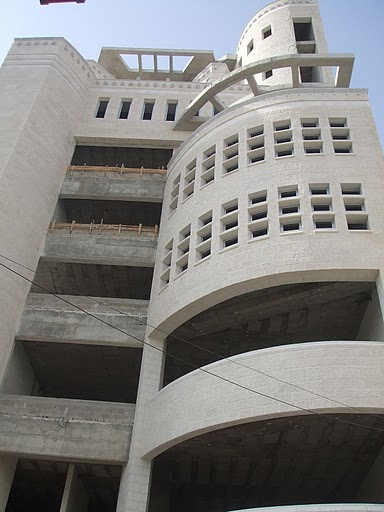
الخرسانة المُصفحة بالحجر في رام الله.

يُعتبر كل من الحجر الطبيعي والخرسانة وبلوكات الطوب الأسمنتية والعزل الحراري، مواد بناء رئيسيّة مُستخدمة في كل من الضفة الغربيّة وقطاع غزة حاليًا. لقد كان الاستخدام الأول للصلب في الأسقف. وباستخدام البلاطة الخرسانيّة والصلب في الكمرات (I Beams)، تم تغيير نظام التسقيف، بحيث تم استخدامها وتحويل الأسطح إلى أسطح مسطحة، مع إمكانية وجود الكابول والشرفات والعناصر الزخرفيّة. وبجانب هذا التغيير في نظام التسقيف بحلول منتصف القرن العشرين، فقد تم استخدام الصلب أيضًا كعنصر إنشائي في الجدران. وقد أصبح من الممكن ملاحظة مقاطع الصلب كمواد بناء رئيسيّة. لقد أدى هذا إلى تغيير تقنيات البناء من نظام الجدران الحاملة (كما كان في المباني التقليديّة) إلى النظام الهيكلي (الأعمدة).
لقد حل الأسمنت محل الجير. كما أن استخدامه مع الصلب لم يجعله كمادة رابطة فقط، بل كعنصر إنشائي. ويُستخدم العديد من الأنواع من الأسمنت البورتلاندي، وله لونين رئيسيين؛ الأبيض والأسود. وباستخدام الأسمنت، لم يعد الحجر يُستخدم في المباني المعاصرة كعنصر إنشائي كما كان في المباني التقليديّة، بالرغم من أنه لا يزال يُستخدم في معظم المباني بالضفة الغربيّة وبعض المباني في قطاع غزة. لكنه أصبح يُستخدم كمادة تغليف للبناء فقط. وتُستخدم أيضًا بلوكّات الطوب الأسمنتيّة، وخاصةً في مخيمات اللاجئين لأسباب اقتصاديّة. وتُقصر بالقصارة من الجهتين في الضفة الغربيّة وقطاع غزة، علمًا أن استخدام المواد الإنشائية في الأراضي الفلسطينية يندرج ضمن دليل المواصفات الإنشائية الفلسطيني التابع لمؤسسة المواصفات والمقاييس الفلسطينية.

## إحياء العمارة

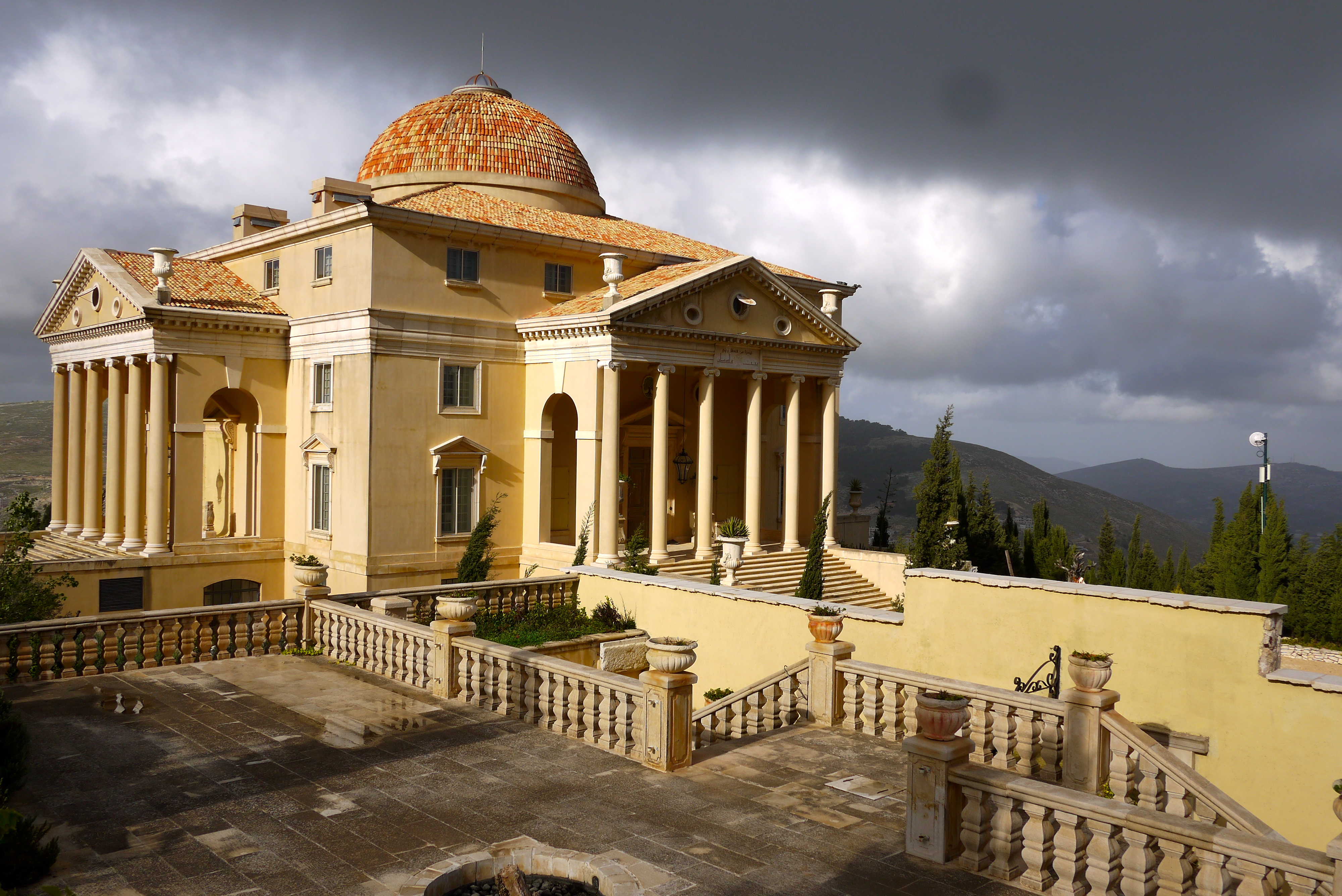
بيت فلسطين في نابلس، مُستوحى من عمارة بالاديو.

بدأ الفلسطينيّون مؤخرًا بإحياء طرز معماريّة محليّة في مناطق مختلفة من الضفة الغربية وقطاع غزة. فبالرغم من الاحتلال وأعمال التضييق عليهم، إلا أن الفلسطينيّون يستخدمون بشكل متزايد الطين والرمل لبناء منازلهم وفقًا للطرق التقليديّة، وخاصةً في قطاع غزة وغور الأردن. وبالرغم من أن ترميم المباني الطينيّة في الأغوار قليل، إلا أن هناك أمل في إنقاذ الطابع المعماري المميز والمعرفة المرتبطة به وذلك من خلال جهود إعادة إحياء هذا النوع من البناء والتي شهدتها مناطق الأغوار في السنين القليلة الماضية.
توجد بعض المعالم المعماريّة الفلسطينيّة الحديثة التي تم تصميمها بإحياء طُرُز معماريّة غربيّة وعالميّة، حيث يُعتبر قصر منيب المصري في نابلس شمال الضفة الغربية، الذي أطلق عليه بيت فلسطين، من أهم تلك المعالم المعمارّية، حيث اُستخدم نمط مباني المعمار الإيطالي أندريا بالاديو في تصميمه، والذي تتميز مبانيه بتخلّيها عن الزخرفة غير الضروريّة، وبالشرفات المُعمًّدة كميزة بارزة في التصميم، وهي ذات الفسحات بين العمودين بفُتحة مستديرة الرأس على جناحيها فُتحتان مربعتا الرأس.

## الاعتبارات المناخية والبيئية
يتبع مناخ فلسطين المناخ المتوسطي، ففصل الشتاء باردٌ ممطرٌ قصير نسبيًا، وفصل الصيف حارٌ وجاف وطويل، أما فصلا الربيع والخريف فلا يدومان طويلاً. تتفاوت الصفات المناخيّة بين منطقة وأخرى حسب طبوغرافية المدينة والإقليم المناخي الذي تقع فيه، حيث يمكن تقسيم المنطقة إلى عدة أقاليم مناخيّة. وتؤثر بعض العوامل على تكيّف المناخ الداخلي مع المناخ المحيط في المباني في فلسطين، مثل الاكتظاظ ووجود ساحات وقلّة تنسيق الفراغات المحيطة بالمبنى، وشكل المبنى وتشكيله، وتوجيه المبنى، والألوان الخارجيّة لغلاف المبنى، والخصائص الحراريّة للمواد المستعملة، ومساحة الفتحات وموقعها وشكلها، بالإضافة إلى الارتدادات. ولقد استخدم الفلسطينيون منذ القدم عددًا من العناصر المعماريّة المناخيّة في المباني التقليديّة، كما هو الحال مع المشربيّات في القدس.
لقد بدأ مؤخرًا توجه فلسطيني نحو المباني الخضراء الصديقة للبيئة، وذلك للتقليل من استخدام المياه والطاقة، وليتبلور هذا التوجه على شكل مفاهيم ومعايير وأسس تحقق الاستخدام الفعّال والأمثل للطاقة والمياه، وتوفير بيئة داخليّة أفضل لمستخدميها، وبما يسهم في تحسين أدائهم وإنتاجيتهم، وتقليل النفايات والتلوث والتدهور البيئي. حيث توجد عدة محاولات في مبانٍ بالضفة الغربيّة لتنال شهادة الريادة في تصميمات الطاقة والبيئة. كما شهد قطاع غزة ظهور عدد من المشاريع الموفِرة للطاقة، وأُدخِل في عددٍ من المباني العامة تحسينات جديدة بهدف التقليل من إهدار الطاقة التقليديّة عبر اتخاذها خطوات عملية تتعلق بالعزل الحراري للمبنى، وتركيب كاسرات للشمس، واستخدام الزجاج المزدوج، إضافة إلى استخدام النباتات والأشجار والمسطحات المائيّة وتظليل الأسقف العلويّة للمباني.

## مواقع التراث العالمي
تُعتبر مواقع التراث العالمي التابعة لمنظمة الأمم المتحدة للتربية والعلم والثقافة (اليونسكو) أماكن ذات أهميّة بالنسبة للتراث الثقافي أو الطبيعي كما هو موضح في اتفاقية اليونسكو للتراث العالمي، والتي أنشئت في عام 1972. لقد قبلت فلسطين الاتفاقية في 8 كانون الأول / ديسمبر 2011، مما جعل مواقعها التاريخيّة مؤهلة لإدراجها في القائمة. هناك ثلاثة مواقع للتراث العالمي في الضفة الغربية، وجميعها موقع ثقافيّة.
| الموقع                                               | الصورة | المكان                                                       | المعايير                 | المساحة هكتار (أكر) | السنة | المرجع  |
| ---------------------------------------------------- | ------ | ------------------------------------------------------------ | ------------------------ | ------------------- | ----- | ------- |
| بلدة القدس القديمة وأسوارها                          |        | محافظة القدس 31°46′36″N 35°14′03″E / 31.77667°N 35.23417°E   | ثقافي: (ii), (iii), (vi) |                     | 1981  | [ 114 ] |
| مكان ولادة المسيح: كنيسة المهد وطريق الحج، بيت لحم   |        | محافظة بيت لحم 31°42′16″N 35°12′27″E / 31.70444°N 35.20750°E | ثقافي: (iv)(vi)          | 2.98 (7.4)          | 2012  | [ 115 ] |
| البلدة القديمة (الخليل)                              |        | محافظة الخليل 31°31′27″N 35°6′32″E / 31.52417°N 35.10889°E   | ثقافي: (ii)(iv)(vi)      | 20.6 (51)           | 2017  | [ 116 ] |
| بلد الزيتون والكرمة – منظر ثقافي في جنوب القدس، بتير |        | محافظة بيت لحم 31°43′11″N 35°7′50″E / 31.71972°N 35.13056°E  | ثقافي: (iv)(v)           | 348.83 (862.0)      | 2014  | [ 117 ] |

## الوصلات الخارجية
- وثائقي الحجر الأحمر - وجه القدس / الجزيرة على يوتيوب
- دراسة: تحليل الطرز المعمارية للمباني السكنية في فلسطين بالفترة العثمانية
- دراسة: رواد العمارة في فلسطين - الضفة الغربية ما بين 1959 - 1995
- دراسة: الدور السياسي للعمارة في إطار الصراع الفلسطيني الإسرائيلي
- بحث: التراث في فلسطين - الإرث الاستعماري في خطاب ما بعد الاستعمار (بالإنجليزية)
- نظام الأبنية والتنظيم للهيئات المحلية الفلسطينية - 2011
- الموقع الرسمي لنقابة المهندسين - مركز القدس